# Histoire du Vietnam

L'histoire du Vietnam se confond avec celle des peuples du pays portant aujourd'hui ce nom, et notamment avec celle du peuple Kinh (ou Viêt), qui en constitue le groupe ethnique dominant.

Carte dynamique illustrant l'évolution des frontières du Vietnam de la dynastie Ly (1009) à la dynastie Nguyen (1900).

Le pays de 330 967 km2 est habité en 2024 par environ 100 millions de Vietnamiens. La diaspora vietnamienne compte environ 4,5 millions de personnes dans le monde, dont la moitié vit aux États-Unis.
Le plus ancien texte historique conservé qui ait été rédigé par un Vietnamien ne date que de 1339 apr. J.-C. : la plus ancienne chronique de l'histoire du Vietnam, le Đại Việt sử lược (achevé en 1377), est un récit en trois volumes de l'histoire du pays de l’an 200 av. J.-C. jusqu'à la chute de la dynastie Lý au XIIIe siècle. L'histoire du pays est cependant bien plus ancienne, et ses origines se confondent avec les légendes vietnamiennes. Pendant plus d'un millénaire, le Viêt Nam est une possession de la Chine : la domination chinoise commence en 111 av. J.-C., quand la dynastie Han s'empare du royaume du Nam Việt. C'est dans le contexte de la lutte pour l'indépendance vis-à-vis de la Chine que se forge une conscience nationale Viêt : la nation vietnamienne qui émerge progressivement n'en demeure pas moins marquée par des structures étatiques inspirées de celles de la Chine, et par une culture en grande partie sinisée. En 939, le pays devient indépendant ; le Đại Việt ménage cependant ses rapports avec l'empire chinois en continuant de reconnaître sa suzeraineté et en lui payant tribut. Tout en n'étant plus une possession de la Chine, le pays en demeure donc un État vassal.
À compter du Xe siècle, la trame de l'histoire du pays se confond avec l'expansion des Viêt vers le Sud, via un processus de conquête territoriale appelé le Nam Tiên (la « marche vers le Sud »). Le Đại Việt doit à plusieurs reprises lutter pour conquérir ou défendre son territoire, face au royaume de Champa puis à l'Empire mongol ; plusieurs dynasties rivales se disputent également la souveraineté du pays. Jusqu'au XVe siècle, les Viêt doivent partager le territoire de l'actuel Viêt Nam avec les Chams du royaume de Champā : après leur défaite, les Chams doivent se replier sur un territoire plus réduit et accepter la domination des Viêt. Des territoires Khmers sont également conquis au cours de la marche vers le Sud. Outre les Viêt, l'histoire du Viêt Nam se confond donc également avec celles d'autres peuples comme les Hoa (Vietnamiens d'origine chinoise), les Khmers Krom (minorité khmère) et les Chams, ainsi que d'un grand nombre d'autres minorités : l'ethnie Viêt tient néanmoins un rôle prépondérant dans sa formation en tant qu'État.
De la fin du XVIe à la fin du XVIIIe siècle, le Đại Việt est de facto divisé en deux. Les seigneurs de la famille Trịnh dominent le Nord et ceux de la famille Nguyễn le Sud, tandis que les souverains Lê ne règnent plus que symboliquement. Les Nguyễn  finissent par l'emporter après avoir vaincu l'insurrection des Tây Sơn : la dynastie Nguyễn règne cette fois en son nom propre sur le pays, rebaptisé Việt Nam puis Đại Nam, mais connu en Occident sous le nom d'Annam. Comme la Chine, le pays est cependant victime des incursions des puissances occidentales : en 1862, le Second Empire français s'empare de la Cochinchine, partie sud du pays. Dans les années 1880, l'expédition du Tonkin permet à la République française de parachever la conquête du territoire vietnamien : la partie du pays qui restait sous le contrôle des  Nguyễn est soumise à un régime de double protectorat, qui la divise administrativement en deux. L'ancien royaume d'Annam est désormais divisé en trois entités, toutes placées sous contrôle français : la colonie de Cochinchine et les protectorats du Tonkin et d'Annam. Ces régions sont elles-mêmes intégrées en 1887 à l'Indochine française. La dynastie Nguyễn est maintenue en place, mais ne conserve qu'un pouvoir symbolique.
La Seconde Guerre mondiale porte un coup fatal à la domination française en Indochine. En 1945, les Japonais démantèlent l'administration française ; quelques mois plus tard, le Việt Minh, mouvement indépendantiste contrôlé par le Parti communiste vietnamien de Hô Chi Minh profite de la capitulation du Japon pour prendre le pouvoir sur une partie du territoire et proclamer l'indépendance du Viêt Nam. Les Français reprennent le contrôle du pays, mais l'échec de leurs pourparlers avec les indépendantistes conduit à la guerre d'Indochine. En 1954, les Français se retirent de l'ancienne Indochine française, tandis que les accords de Genève séparent provisoirement en deux le territoire du Viêt Nam : le Nord est dirigé par un régime communiste, la république démocratique du Viêt Nam, et le Sud devient la république du Viêt Nam, fermement anticommuniste et soutenu par les États-Unis. L'hostilité entre les deux États vietnamiens — le Sud refusant d'organiser le référendum prévu par les accords de Genève, tandis que le Nord vise à récupérer le Sud et soutient l'insurrection du FNL (dit Việt Cộng) — conduit à une implication accrue des États-Unis et au déclenchement de la guerre du Viêt Nam. Le conflit s'avérant insoluble et de plus en plus impopulaire, les États-Unis se retirent en 1973 à la suite des accords de Paris. En 1975, le Nord Viêt Nam réalise l'offensive finale contre le Sud Viêt Nam et annexe de facto son voisin. Le pays est officiellement réunifié l'année suivante sous son nom actuel de république socialiste du Viêt Nam. Allié à l'URSS durant la guerre froide, le Viêt Nam demeure actuellement un régime à parti unique, dont le marxisme-léninisme reste l'idéologie officielle ;  le pays a cependant libéralisé son économie depuis les années 1980.

## Préhistoire
- Préhistoire du Viêt Nam (en)
- Langues austroasiatiques

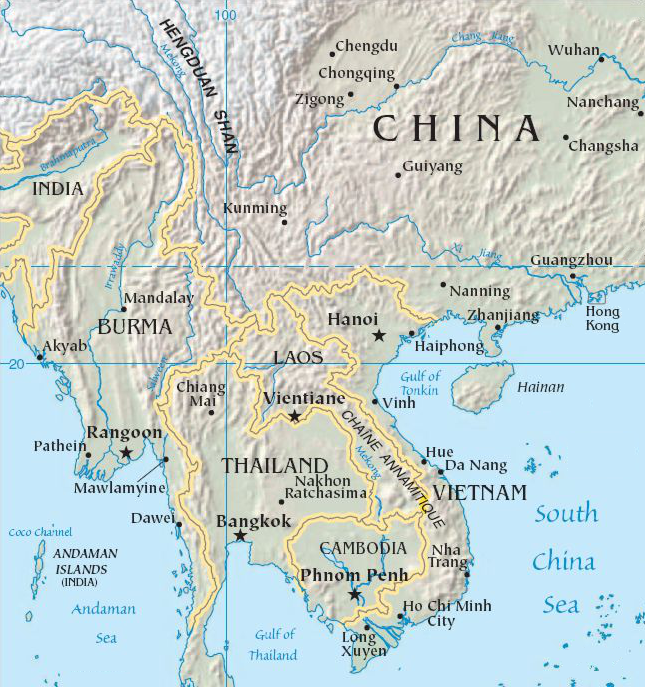
Sud-Est asiatique continental, 2020
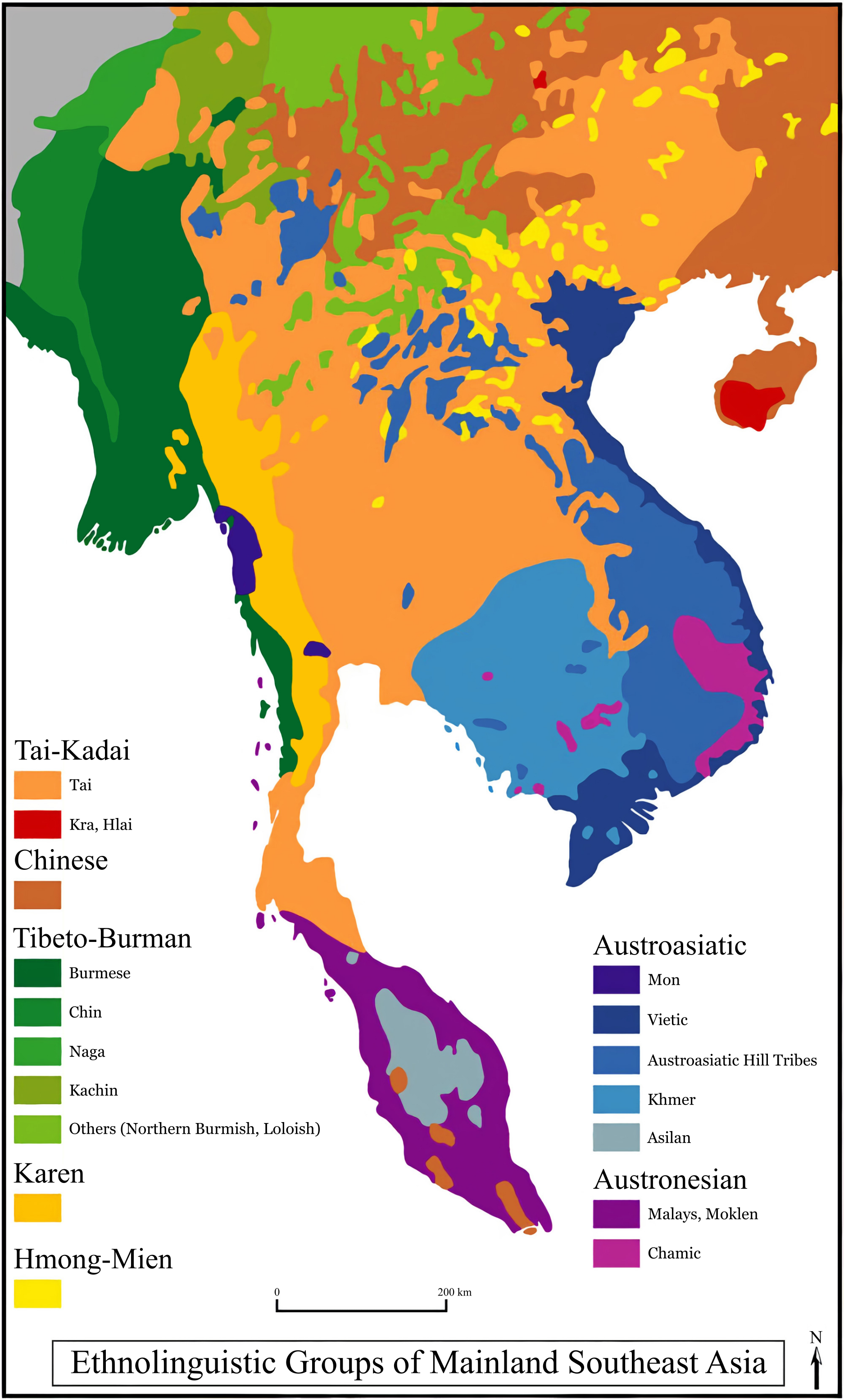
Sud-Est asiatique linguistique, 2020
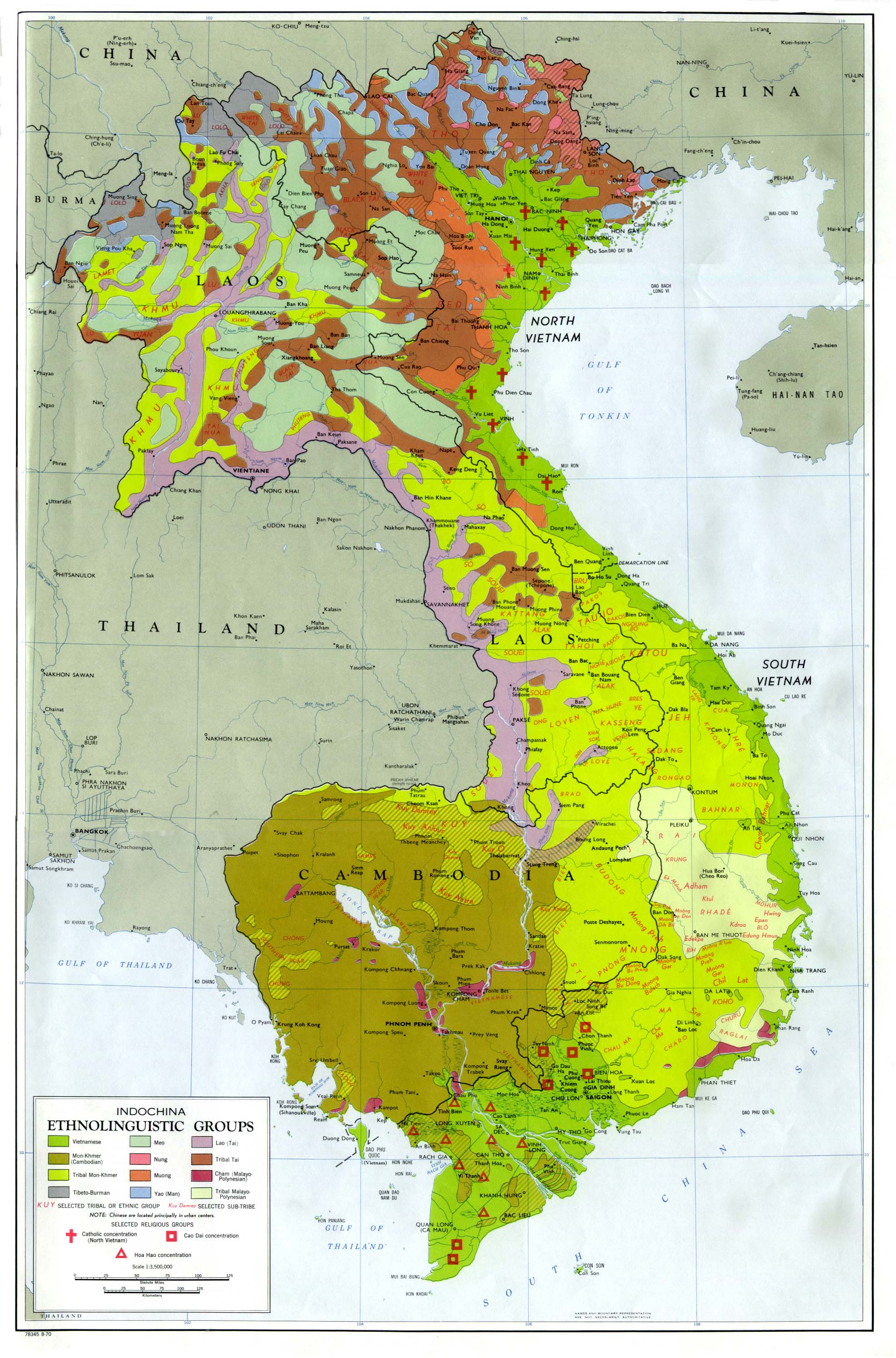
Indochine linguistique, 1970
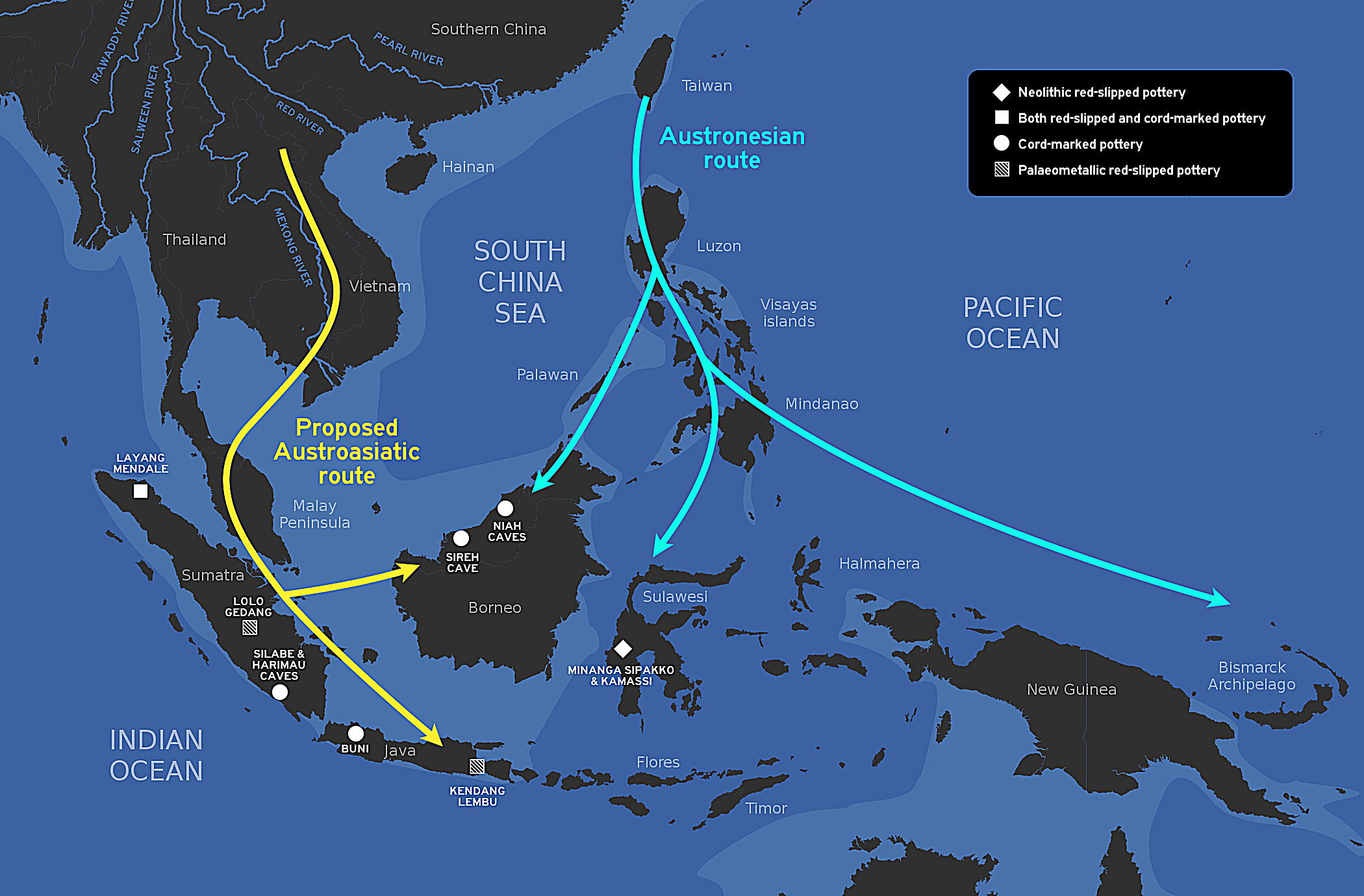
Hypothèse de migrations austroasiatiques et austronésiennes

## Origines du Viêt Nam et histoire légendaire

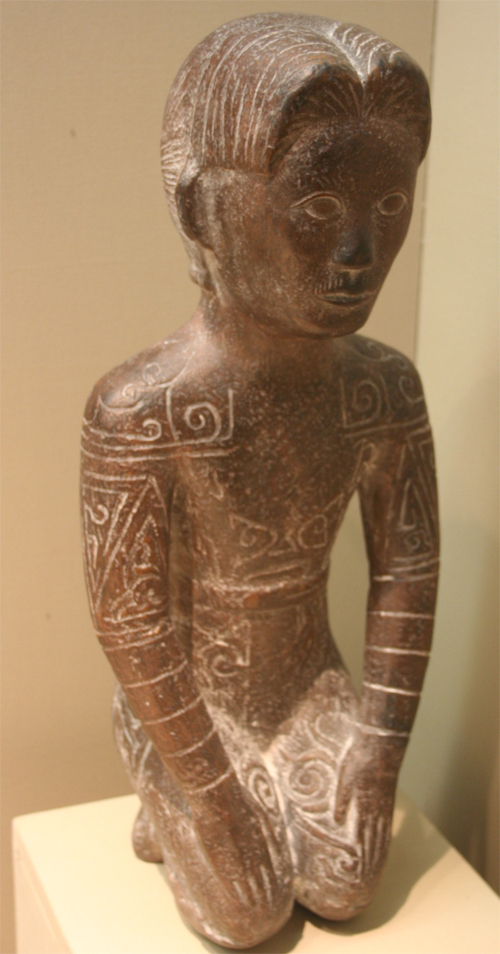
Statue Yue

Le Viêt Nam est un pays issu d'un brassage ethnique complexe. Jusque dans les années 1960, les récits sur les origines du peuple Viêt se sont principalement basées sur des sources chinoises : selon celles-ci, le peuple vietnamien serait d'origine indigène, et descendrait des populations Yue ayant migré vers le Sud. Le mot Yue, traduit en vietnamien par Viêt et signifiant « au-delà » ou « lointain », désignait alors pour les Chinois l'ensemble des peuples vivant au sud du Yangtsé. Ces populations, d'ethnie Muong et Tay, se seraient mélangées, au cours de leur migration vers le Sud, avec d'autres peuplades, les Mélano-indonésiens, qui auraient eux-mêmes, par la suite, migré vers l'Insulinde. Ce mélange aurait donné naissance au peuple des Viêt, longtemps appelés en Occident Annamites, par métonymie avec l'Annam. Dans les années 1920, des recherches archéologiques ont fourni des indications sur une civilisation antérieure à ces migrations, qui aurait existé au Nord de l'actuel Viêt Nam. Depuis les années 1960, des archéologues vietnamiens se sont employés à prouver l'existence de cette civilisation, qu'ils font remonter à 4 000 ans av. J.-C. Des découvertes tendent à indiquer que des États ont existé au Viêt Nam entre 2878 av. J.-C. et le IIIe siècle av. J.-C., voire au-delà : selon la vision vietnamienne de l'histoire, le berceau du Viêt Nam se situerait dans le delta du Fleuve Rouge et non dans la région chinoise du Yangtsé,,,.

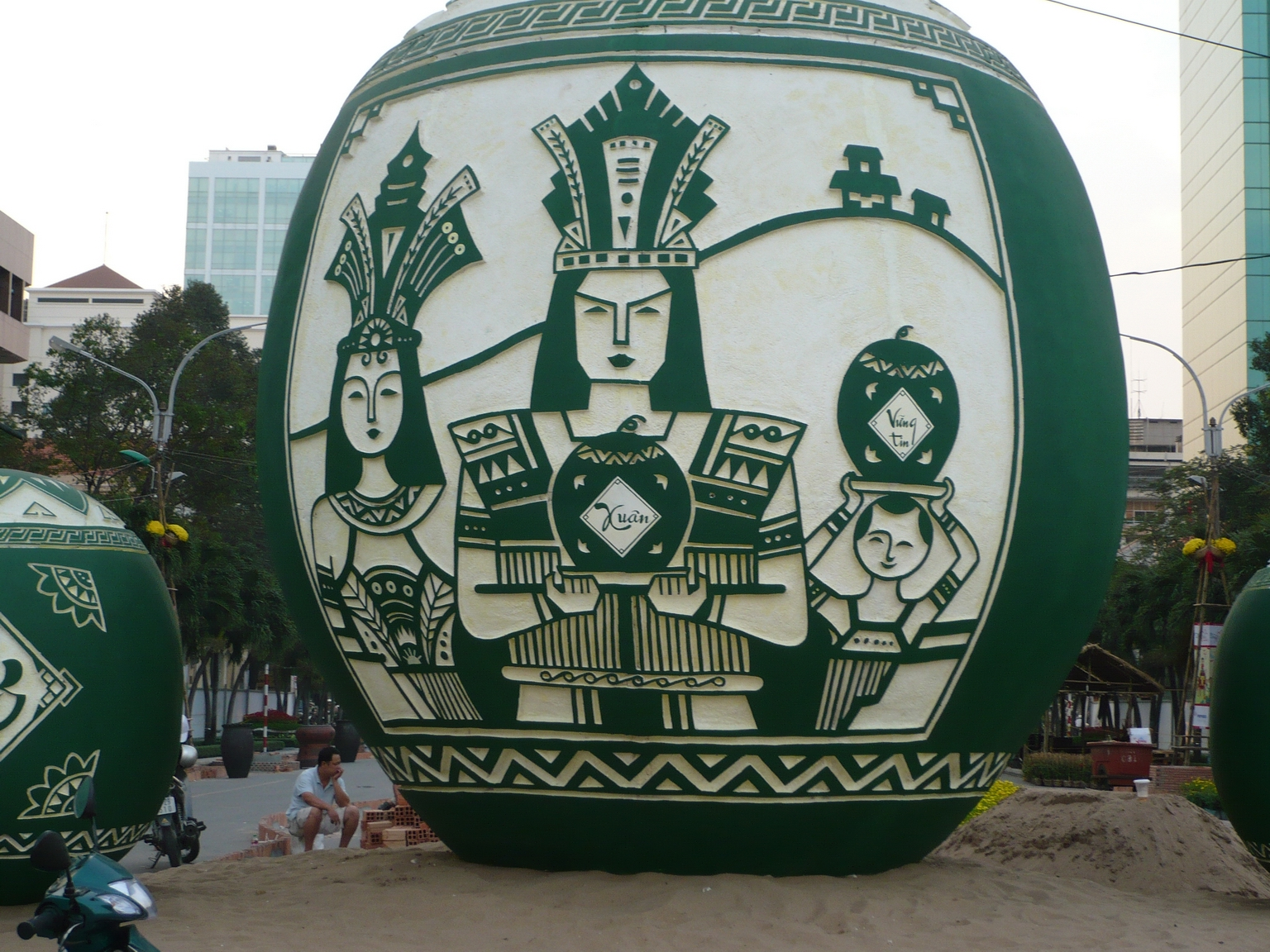
Représentation de la Reine fée Âu Cơ et du Roi dragon Lạc Long Quân.

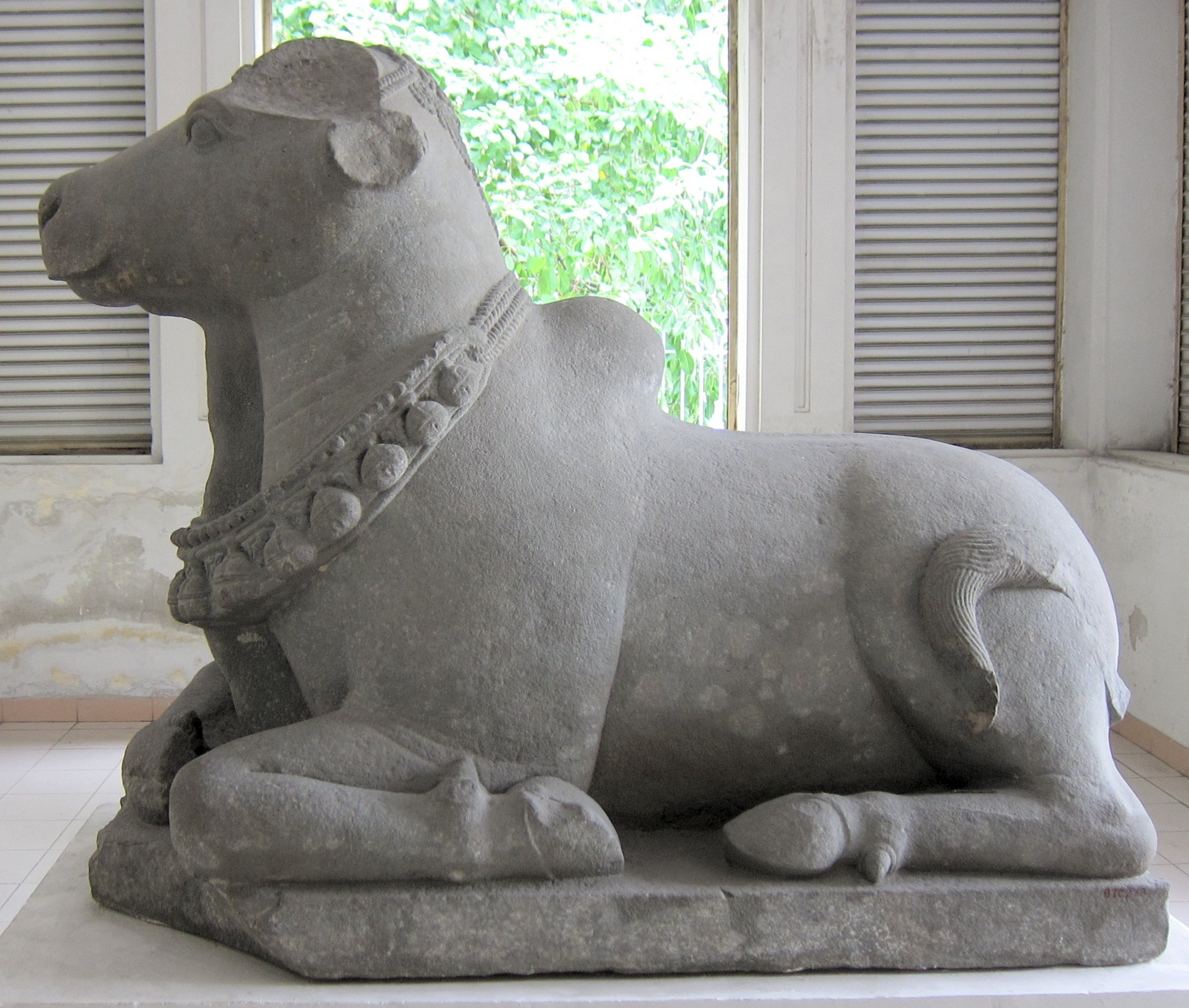
Statue en grès du taureau Nandi (VII-VIIIe siècle).
Musée de la sculpture Cham à Da Nang.

Faute d'histoire écrite, le récit de l’ethnogenèse du peuple viet se confond avec la légende.
Le peuple Vîet serait né des amours de la Reine fée Âu Cơ, issue du Feu et du Seigneur dragon Lạc Long Quân, issu de l'Eau : mariés malgré leurs natures différentes, ils auraient donné naissance à cent œufs, d'où seraient sortis cent enfants. L'Eau et le Feu ne pouvant demeurer mariés, Lạc Long Quân et Âu Cơ prennent la décision de se séparer. Cinquante de leurs enfants descendent vers la mer, guidés par leur père, et cinquante autres suivent leur mère sur la montagne, pour y constituer les peuples montagnards minoritaires. L'aîné des fils partis avec Âu Cơ devient, sous le nom de Hùng Vương, le souverain d'un royaume appelé Van Lang (« pays des hommes tatoués », situé dans le delta du Fleuve Rouge et correspondant à l'actuelle province de Vĩnh Phúc) : il fonde la dynastie Hồng Bàng. Les Vietnamiens considèrent que cette dynastie semi-légendaire, identifiée au Viêt Nam proprement dit, est apparue en 2879 av. J.-C. : les Chinois donnent à ce peuple originel le nom de Cent Yue (traduit par Bac Viêt ou Bach Viet, soit Cent Viêt). La dynastie légendaire des Hồng Bàng contribue à entretenir l'idée d'une culture vietnamienne spécifique dès l'âge du bronze, et par conséquent antérieure aux mille ans de domination chinoise. Les Viêt (ou Kinh), qui constituent environ 80 % de la population du Viêt Nam, se considèrent comme les descendants directs des Bac Viêt, et s'appellent parfois Con rồng cháu tiên, soit « fils du dragon, descendants de la fée ». Le mythe des rois Hồng (ou Hung), dont l'histoire est perpétuée par la tradition orale, accompagne la création de l'espace social vietnamien, qui mêle l'espace naturel et l'espace merveilleux, l'espace historique et l'espace légendaire. Les rois Hồng donnent naissance au culte des ancêtres, religion essentielle du Viêt Nam : la légende de nombreux génies tutélaires des villages vietnamien se rapporte au règne des Hồng, et le culte des fondateurs nourrit la trame des croyances et pratiques culturelles des Vietnamiens,.
La dynastie Hồng Bàng compte dix-huit rois : la fille du dix-huitième roi est demandée en mariage par deux hommes, Son Tinh le génie des montagnes et Thuy Tinh le génie des eaux. Le roi accorde la main de son enfant au premier, et Thuy Tinh déclenche alors tempêtes et ouragans pour anéantir son rival. Son Tinh, pris de pitié pour les populations victimes de la folie du génie des eaux, fait surgir çà et là des montagnes pour les mettre à l'abri. Thuy Tinh se lasse, mais sa jalousie refait régulièrement surface et il provoque chaque année orages, typhons et pluies inondant le pays. Cette légende est utilisée pour expliquer à la fois la géographie et le climat du pays.
Les recherches archéologiques mettent au jour des cultures anciennes ayant existé sur le territoire de l'actuel Viêt Nam. Au Nord, le site de Dong Son dans la province de Thanh Hóa, a donné son nom à une culture de la seconde moitié du dernier millénaire av. J.-C. Les sépultures de la culture Dong Son contiennent un riche mobilier : tambours en bronze, situles, poignards à manche de forme humaine ou animale, haches, hallebardes, crachoirs à paan (bétel à mâcher), sceaux, bijoux. La culture de Dong Son s’éteint avec l’invasion chinoise.
Au Centre du pays, sur la côte du Viêt Nam central, dans la province de Quảng Ngãi, se développe vers 800 av. J.-C. la culture de Sa Huỳnh. Son aire s'étend du Binh Tri Thiên à la vallée du Dông Nai. Cette culture incinère ses défunts et les inhume dans des jarres avec un riche mobilier. Contrairement aux Dong Son qui sont contemporains, ils travaillent le fer et non le bronze.
Vers le IIe siècle ou Ier siècle av. J.-C., des populations de langue austronésienne, les Cham, sans doute venus de l'île de Bornéo, s'installent sur le littoral du Viêt Nam central.
Au Sud  du Viêt Nam, des fouilles entreprises sur le site d'Óc Eo au début des années 2000 permettent de mieux connaître une culture qui, au moins au IIIe siècle apr. J.-C., s'étendait sur le Viêt Nam, le Cambodge et la Thaïlande actuels, et entretenait des relations avec la Chine. L'influence indienne sur cette culture est manifeste, avec des statues de Bouddha et de Vishnou. Des bateaux étrangers venaient à Oc Eo échanger des marchandises.
Les premiers textes chinois concernant l'Asie du Sud-Est, datant du IIIe siècle, évoquent un royaume appelé Fou-nan et décrivent ses habitants comme « laids et noirs, avec des cheveux frisés ». Cette description tend à faire penser que les habitants du Fou-nan sont ethniquement khmer. Le nom de Fou-nan lui-même serait une transcription en caractères chinois du mot bnam, en khmer moderne phnom, qui signifie « montagne ». Au VIe siècle le royaume du Chenla, établi au nord, en amont dans le bassin du Mékong, conquiert le Fou-nan, formant ainsi le Cambodge pré-angkorien.
Bien que l'ethnie viêt, très nettement majoritaire, joue un rôle essentiel dans sa formation politique et territoriale, le futur Viêt Nam se forme au fil des siècles à partir d'un brassage ethnique particulièrement complexe ; le pays naît sur un territoire qui compte une cinquantaine d'ethnies aujourd'hui officiellement reconnues comme telles.
Chronologie :
- Culture Sơn Vi (en) (20000-12000)

Tambour Dong Son (600 AEC)

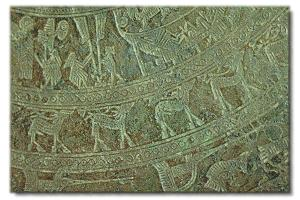
Tambour Dong Son

- Hoabinhien (ou Culture Hòa Bình, 12000-10000)
- Culture Bắc Sơn (en) (10000-8000)
- Culture Quỳnh Văn (en) (8000-6000)
- Culture Đa Bút (en) (4000-3000)
- Culture de Phùng Nguyên (en) (2000-1500)
- Culture Đồng Đậu (en) (1500-1000)
- Culture Gò Mun (en) (1000-800)
- Culture Dong Son (de -1000 à +100)
- Culture Sa Huỳnh (de -1000 à +200)
- Culture Óc Eo (1-630)
- Sites archéologiques au Viêt Nam

### Galerie Dong Son

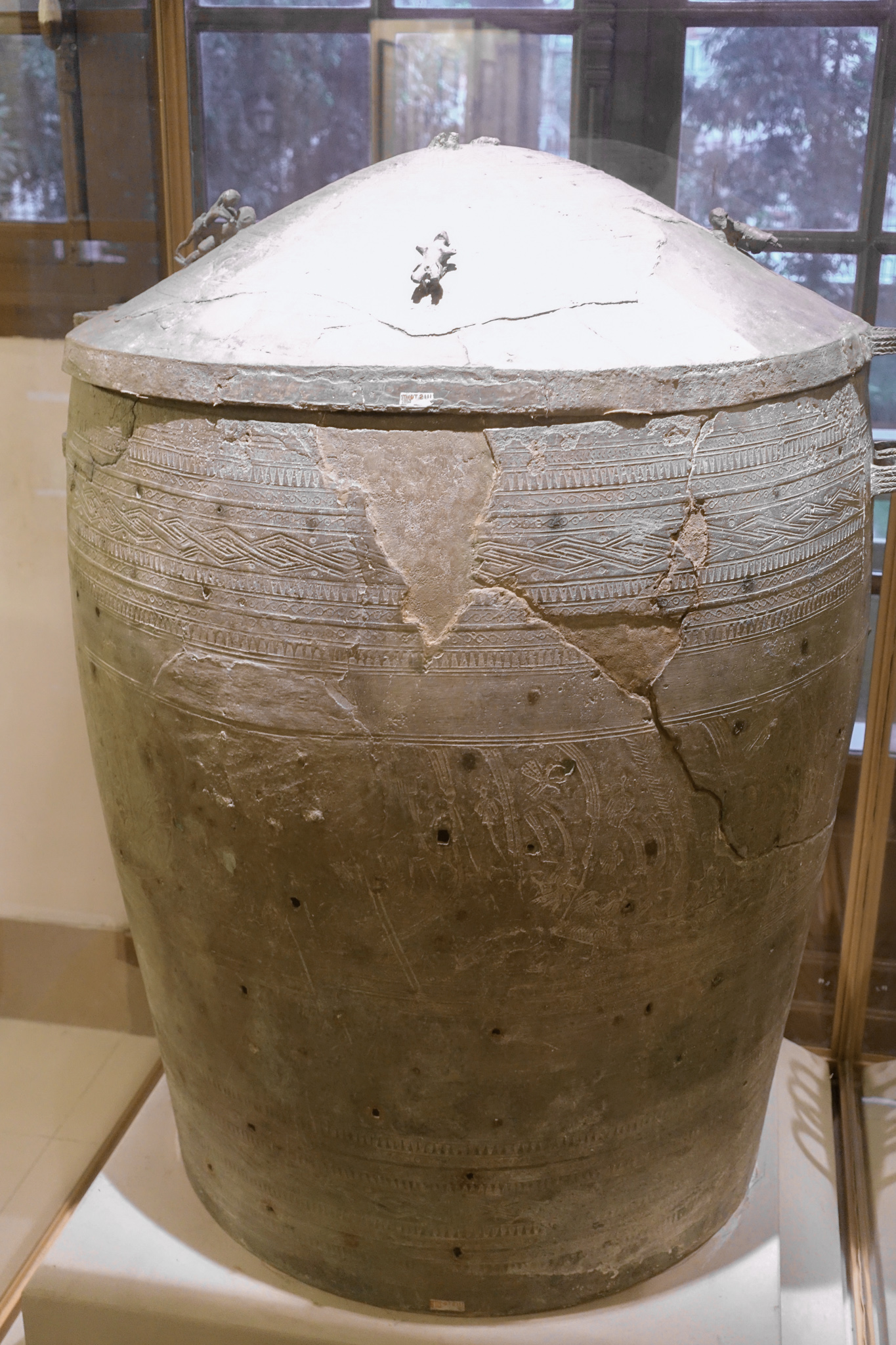
Jarre, bronze
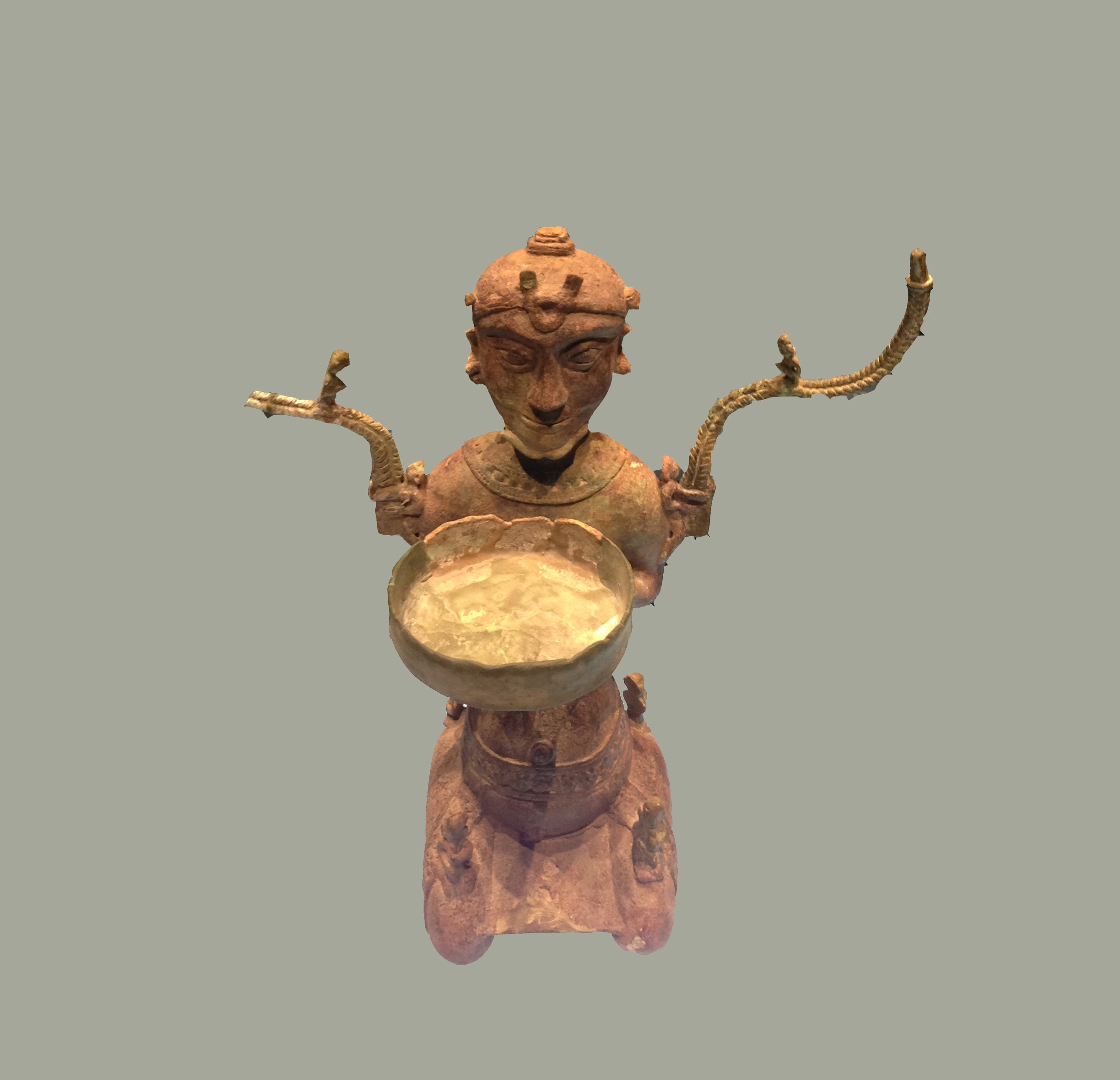
Lampe, bronze
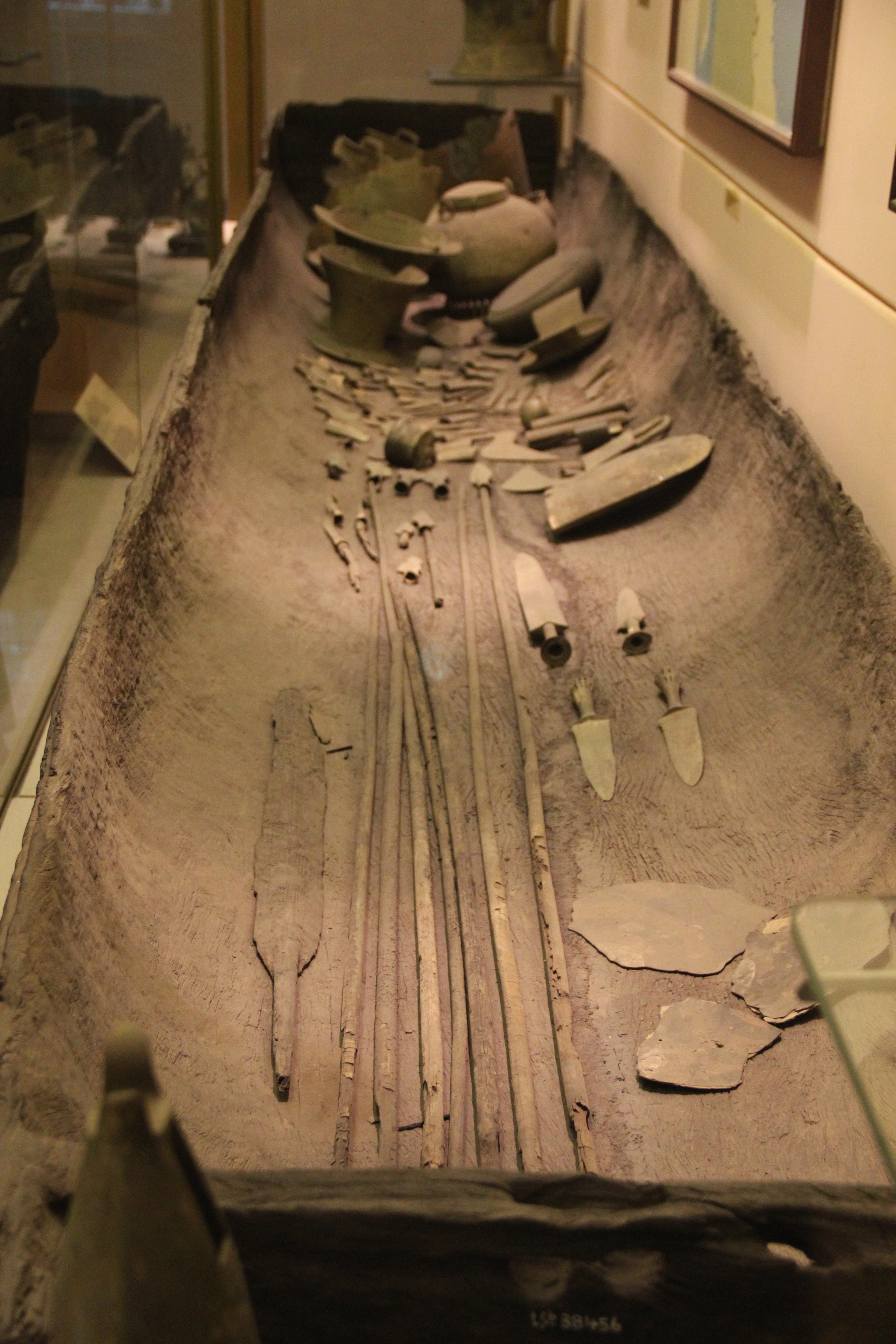
Bateau funéraire
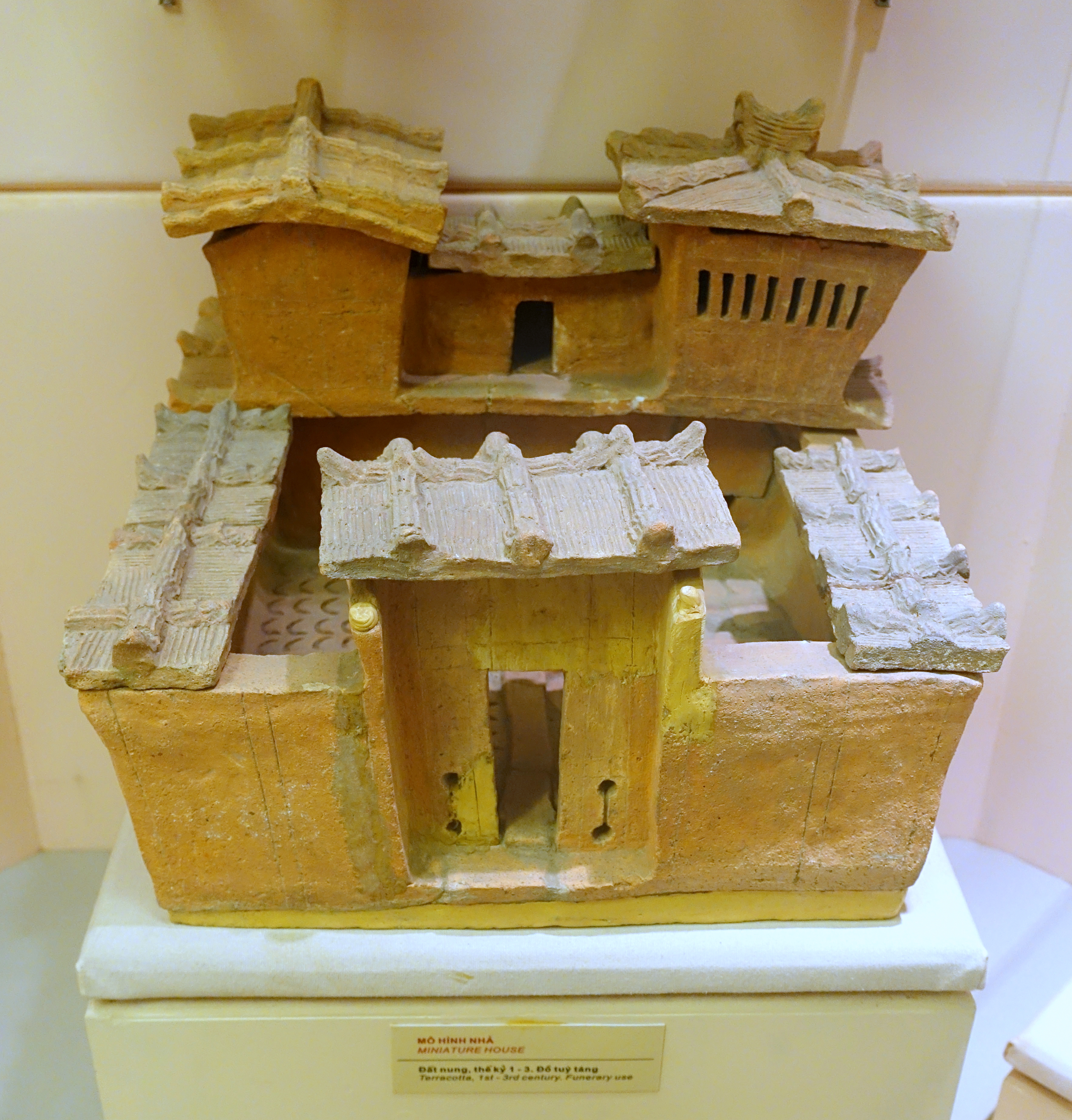
Maison miniature à usage funéraire
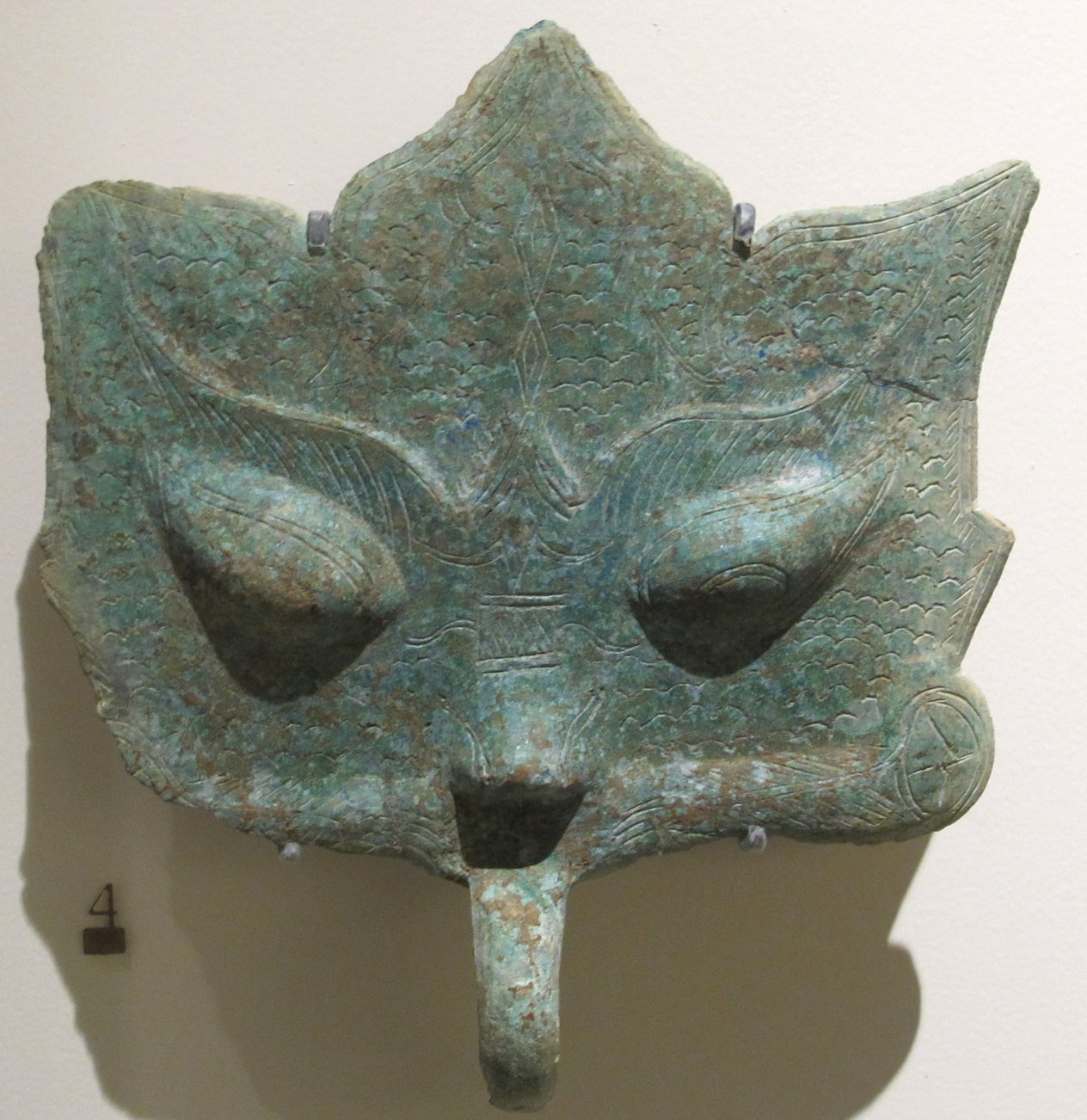
Battant zoomorphe, bronze

### Galerie Sa Huỳnh

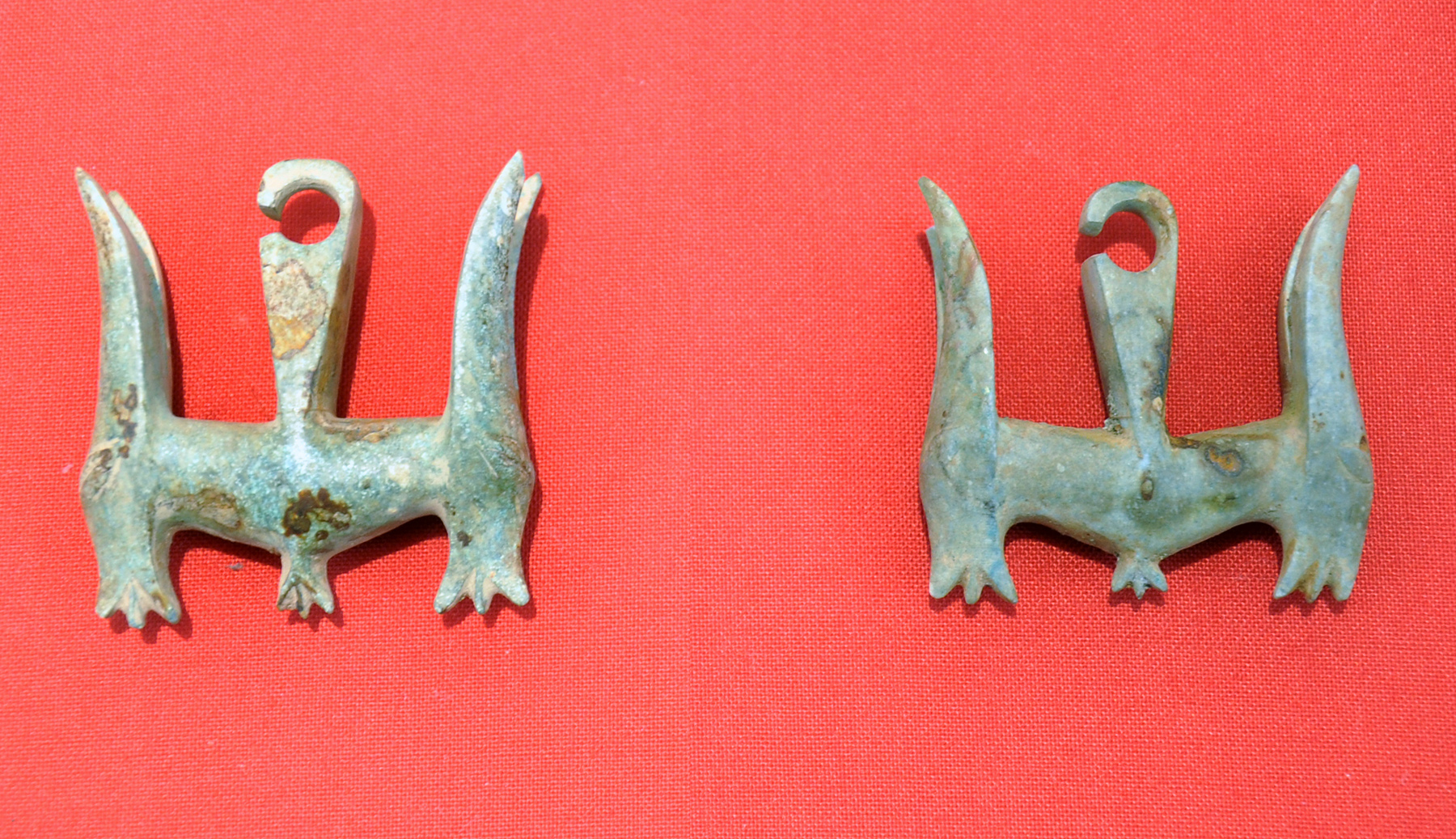
Parures d'oreille avec animaux bicéphales typiques de la culture de Sa Huỳnh
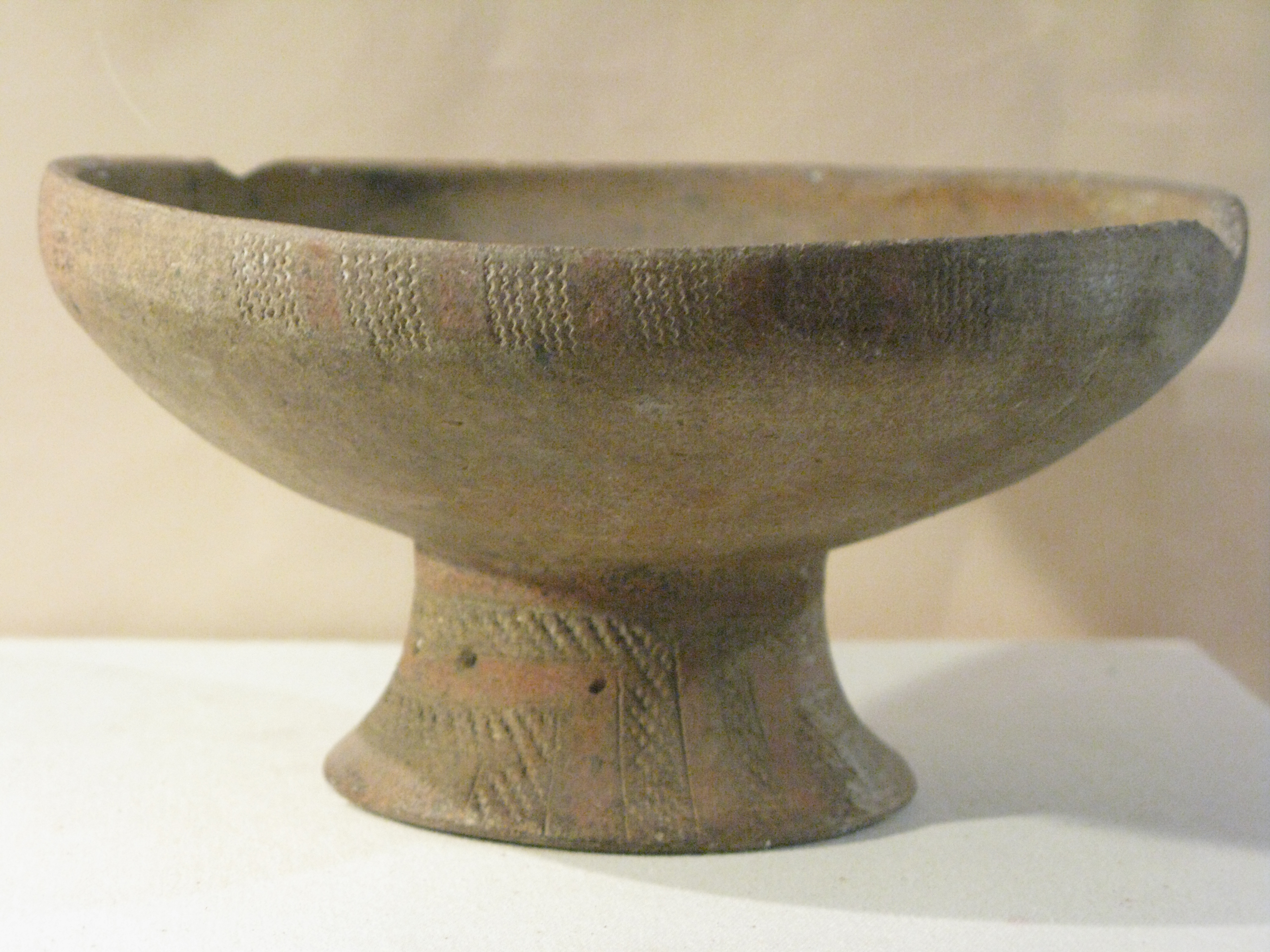
Plateau de fruits, poterie
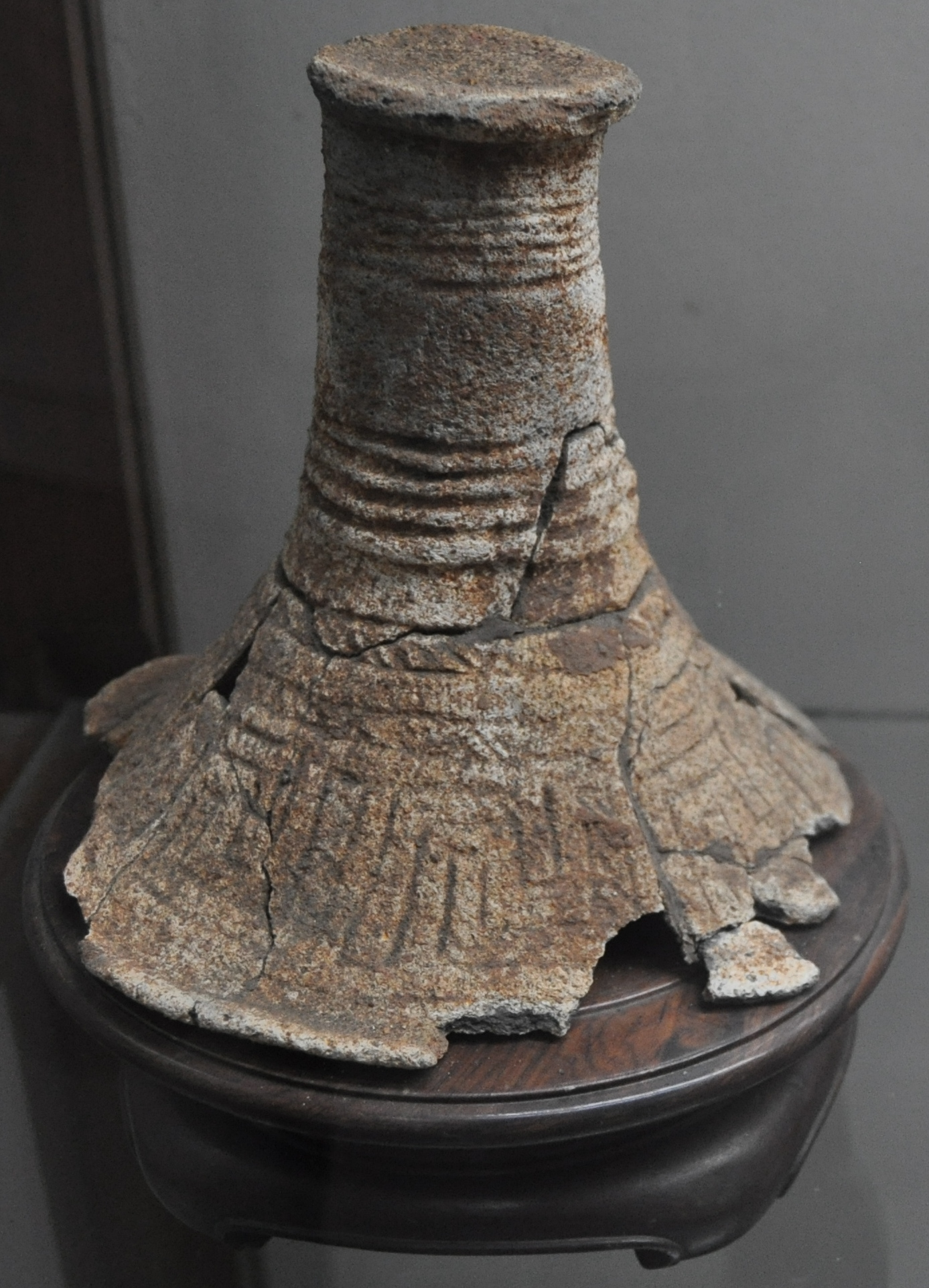
Chandelier, terre cuite
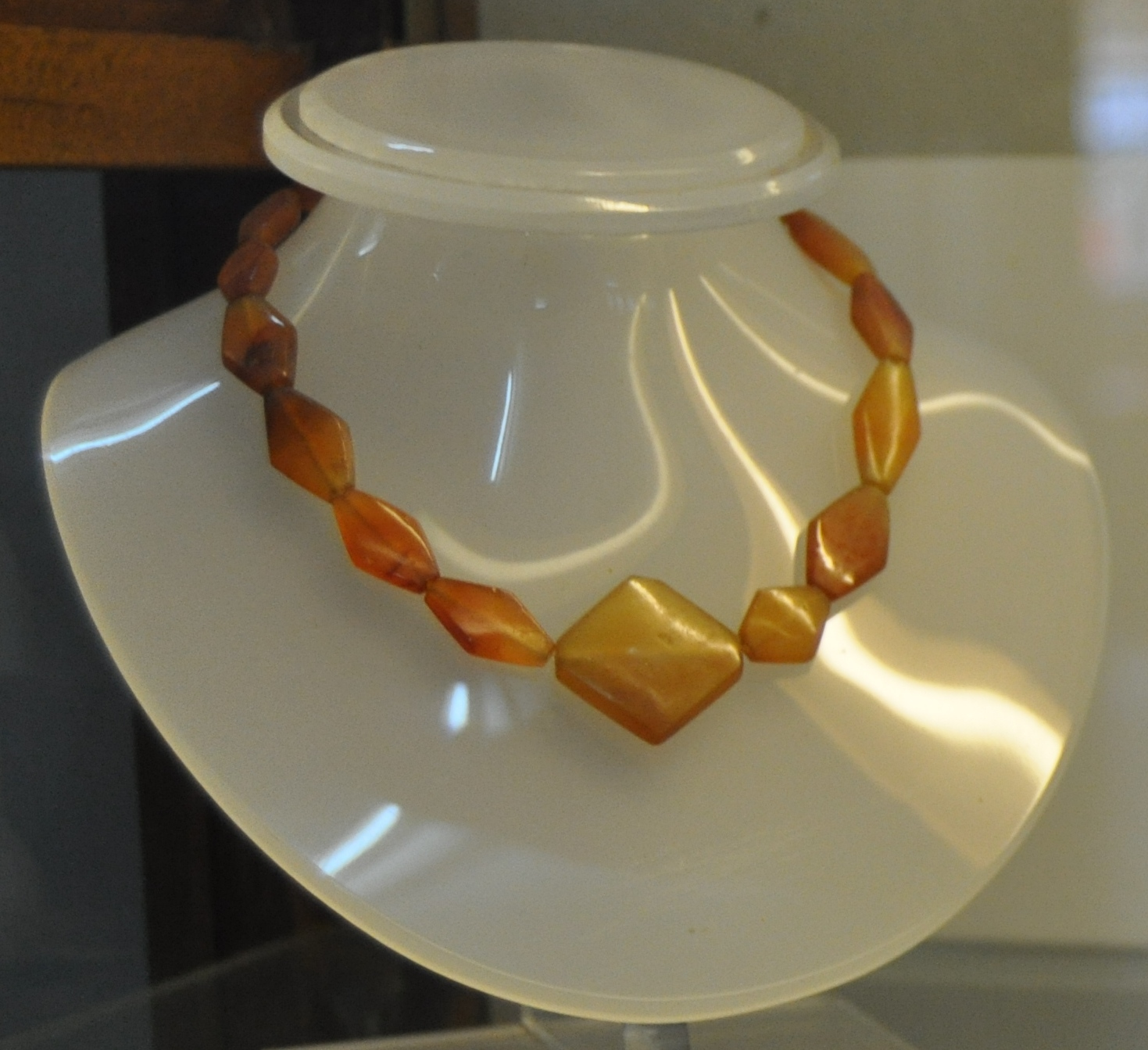
Collier (agate)
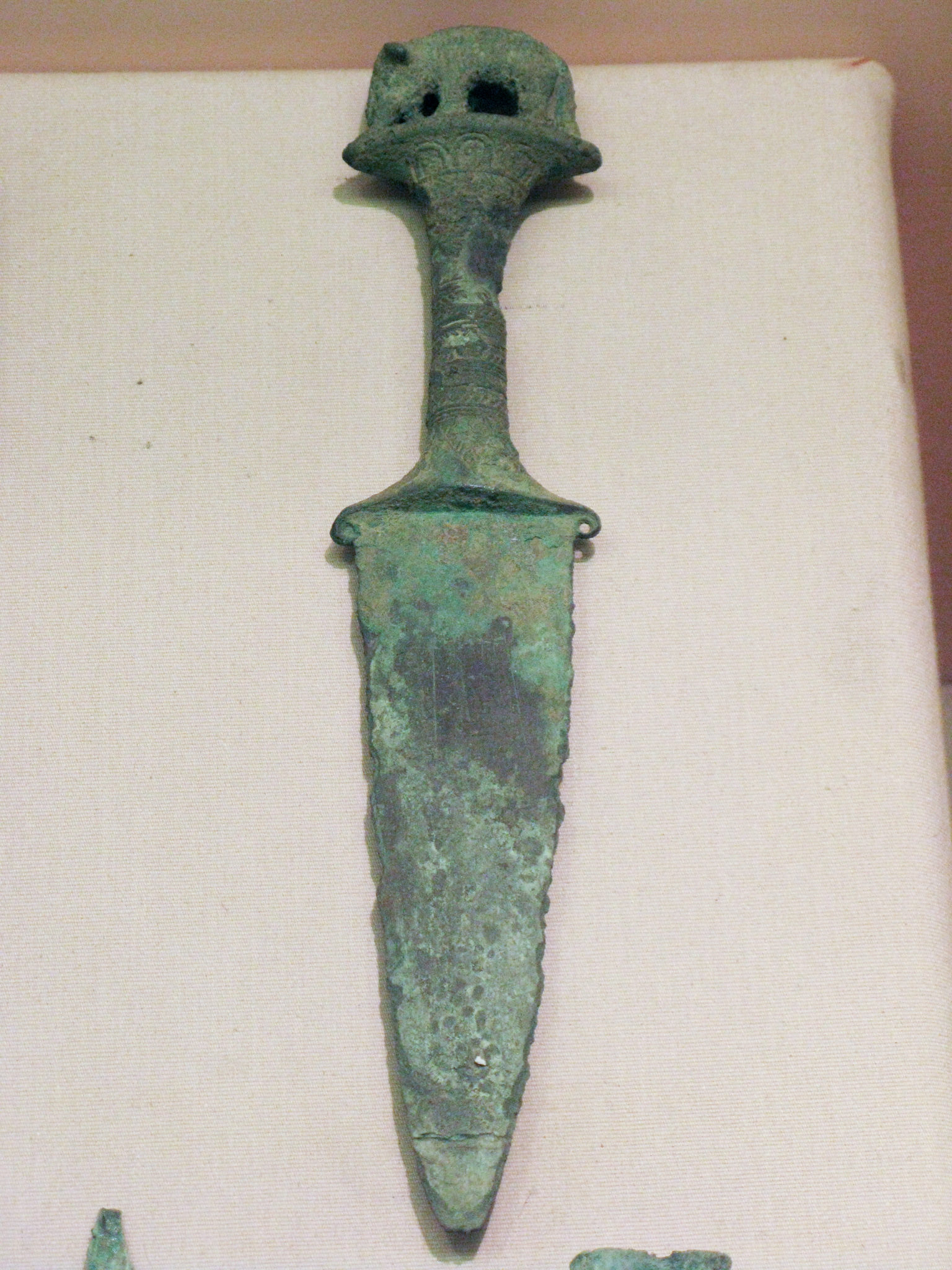
Épée, bronze

## Du  Văn Lang à l'invasion chinoise (500-111 AEC - 2500-2130 BP)

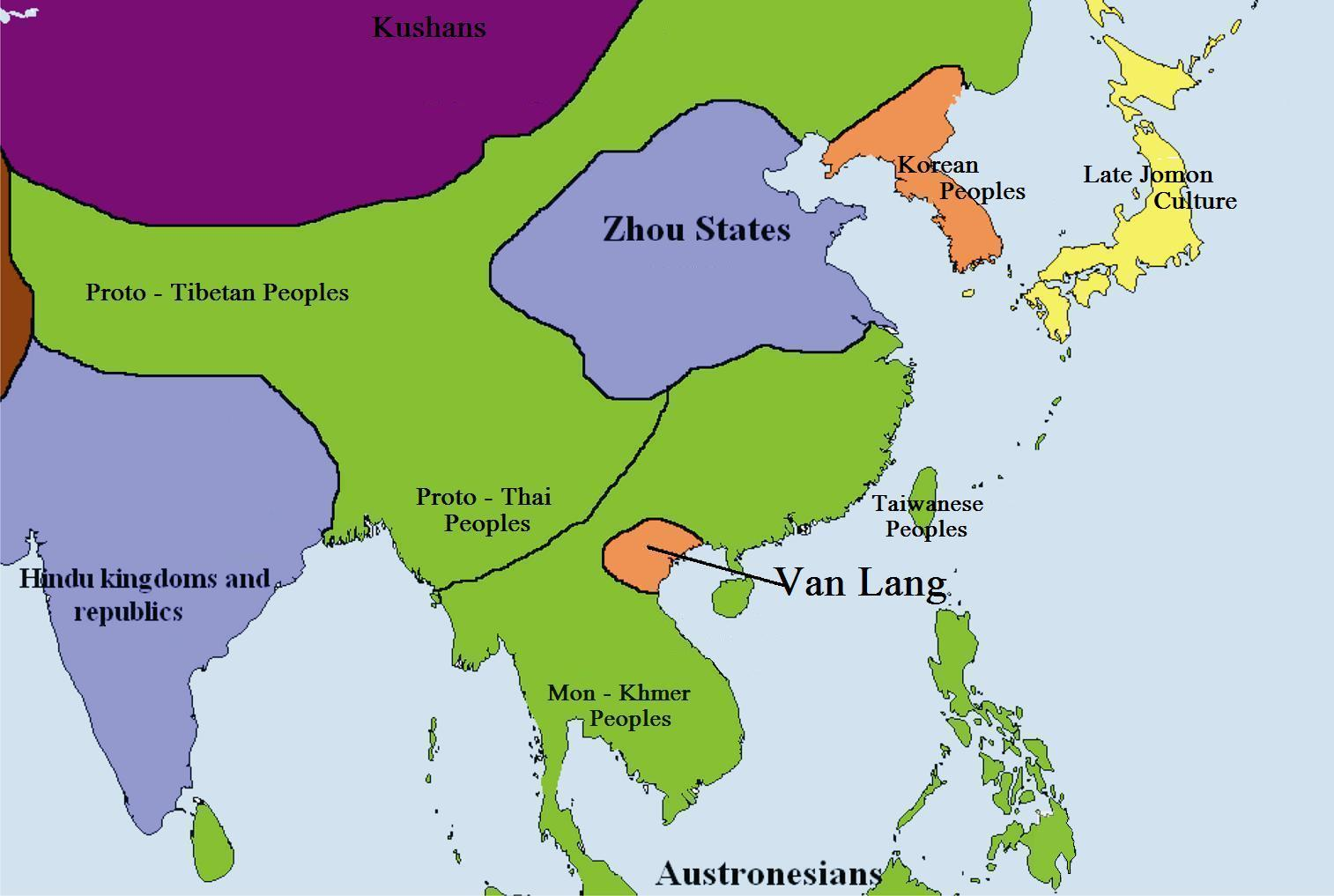
Localisation du Van Lang, en 500 av. J.-C.

De leur berceau primitif du Văn Lang, au nord du Viêt Nam, les Viêt essaiment dans la basse plaine du delta du fleuve Rouge. Ils y trouvent une terre fertile, mais exposée à des crues violentes et irrégulières. Les contraintes géographiques et climatiques, la menace des Chinois venus du Nord par les défilés, contribuent à former dans le pays une structure communautaire, dont le village est le pilier essentiel, constituant un symbole de la stabilité du peuple Viêt. La famille fournit une autre cellule fondamentale et durable de la société Viêt, qui s'identifie à son village, à son clan à l'intérieur du village, et à sa branche familiale à l'intérieur du clan.
La légende ne cède le pas à l'Histoire qu'à partir de 258 av. J.-C. : le Van Lang est alors soumis par Thuc Phan, un souverain voisin (Chinois pour les uns, Viêt selon les autres) qui fonde le royaume élargi d'Âu Lạc, et règne sous le nom de An Duong. La capitale du royaume est Cô-loa, dont des vestiges subsistent au nord d'Hanoï. En 221 av. J.-C., l'empereur Qin Shi Huang, ayant achevé l'unification de la Chine, se tourne vers le pays des Cent Viêt. Mais les tribus Tây Âu mènent une guerre de guérilla contre les soldats chinois et finissent par les repousser. Le général chinois Zhao Tuo (appelé Triệu Đà par les Vietnamiens), appelé en renfort, renverse finalement le roi An Duong et s'empare du royaume d'Âu Lạc ; mais la mort de l'empereur de Chine et la chute de la dynastie Qin lui donnent des idées d'indépendance.
En 206 av. J.-C., Zhao Tuo fonde la dynastie des Yue du Sud (appelée par les Vietnamiens dynastie Triệu) en se proclamant roi d'un nouvel État, le Nanyue (ou Nam Việt, Viêt du Sud). Ce royaume, large de deux à trois cents kilomètres, longe la mer de Chine, de la Porte d'Annam au sud, jusqu'au nord de l'actuelle Canton.
Zhao Tuo adopte les mœurs et les coutumes des Viêt et organise son royaume en plaçant les provinces sous l'autorité de légats chargés des registres du cens et de la levée des impôts, pratiques qui perdurent à travers les siècles.
Le Nam Việt existe jusqu'en 111 av. J.-C., date à laquelle l'empereur de Chine Wudi, de la dynastie Han, profite d'une guerre de succession entre les descendants de Zhao Tuo.
Des membres de la communauté chinoise du Nam Việt sont tués pendant les troubles, ce qui sert de prétexte à l'empereur pour envoyer ses troupes « rétablir l'ordre » dans le royaume voisin. Le Nam Viêt passe alors sous la coupe de la Chine, et ce pour plus d'un millénaire.
- Van Lang (Xích Quỷ) (2879-258), dynastie Hồng Bàng (dynastie Lạc), largement mythique
  - Kinh Dương Vương (en), premier roi (2879-2792)
- Âu Lạc  (257-204), dynastie Thục, capitale citadelle de Cổ Loa
  - An Dương Vương (en), roi fondateur (Thục Phán), et unique, mort en 179
- Nanyue (203-111), dynastie des Yue du Sud : Zhao Tuo, Zhao Mo, Zhao Yingqi, Zhao Xing, Zhao Jiande, capitale Panyu (Guangzhou)
- Campagne de la dynastie Qin contre les tribus Yue (221-214)
- Expansion vers le sud de la dynastie Han (196-112)
- Guerre Han-Nanyue (111)

## Mille ans de domination chinoise (111 AEC - 938)

### Première et deuxième périodes chinoises
L'ancien Nam Việt devient la province chinoise de Jiaozhi (également retranscrit Giao Chỉ ou Giao-châu), organisée en sept commanderies. Le territoire est gouverné par des légats chinois, et les sujets de l'Empire de Chine sont invités à peupler cette nouvelle frontière méridionale en vue de la siniser. Le passage à l'administration chinoise directe suscite l'insoumission au sein de la noblesse locale : en 34 apr. J.-C., une insurrection éclate quand le commandeur du Giao Chỉ fait assassiner un notable, Thi Sách, soupçonné de fomenter des troubles. L'épouse et la belle-sœur du défunt, Trưng Trắc et Trưng Nhị, connues collectivement sous le nom des sœurs Trung, prennent alors la tête d'une révolte armée contre l'occupant chinois : grâce au soutien de la population, elles prennent les places-fortes chinoises l'une après l'autre et, en l'an 40, se proclament reines, mettant fin à la première période de domination chinoise.
Les Han envoient le général Ma Yuan, surnommé le « dompteur des flots » mater la rébellion ; selon la tradition vietnamienne, les sœurs Trung, constatant la défaite de leurs troupes, préfèrent le suicide par noyade à la reddition.
La tradition chinoise veut au contraire qu'elles aient été capturées et décapitées. La seconde période de domination chinoise commence : afin de prévenir de nouvelles révoltes, Ma Yuan soumet le pays à une sinisation à marche forcée ; il impose l'usage de la langue chinoise, ainsi que la présence de fonctionnaires chinois à tous les échelons de l'administration, à l'exception des chefs de village.
Il érige des forteresses, installe des colons-soldats, établit canaux et routes, et organise l'administration sur le modèle chinois.
D'autres insurrections ont lieu, comme celle de Chu Dat en 157, ou de Luong Long en 178.
Au fil des années, les représentants des empereurs Han bénéficient d'une certaine indépendance et se montrent soucieux des intérêts locaux ; ils s'appuient sur une nouvelle classe dirigeante, née des unions entre les colons chinois et les grandes familles indigènes.
Une aristocratie sino-viêt se forme et ses représentants se retrouvent parmi les hauts fonctionnaires locaux.
Parmi ceux-ci, Shi Xie (en vietnamien :  Sĩ Nhiếp), administrateur très compétent, obtient en 203 de réunir, sous son autorité, les trois préfectures du delta du Fleuve rouge en une seule province.
Durant l'administration de Shi Xie, le confucianisme et le taoïsme pénètrent et progressent dans la province, qui accueille également des missionnaires bouddhistes indiens, ainsi que des marchands venus d'Arabie et de Méditerranée, qui font escale dans les ports du pays,.
Après la mort de Shi Xie en 226, les troubles recommencent dans la province : le retour à une administration directe par les Chinois est mal accepté et les fonctionnaires impériaux qui succèdent à Shi Xie sont souvent corrompus.
En 248, une nouvelle insurrection éclate, conduite à nouveau par une femme, Triệu Thị Trinh (dite Dame Triệu), à laquelle la tradition vietnamienne prête une force et des exploits extraordinaires.
Elle remporte plusieurs victoires éclatantes contre les Chinois, qui en viennent à lui prêter des pouvoirs magiques.
Triệu Thị Trinh finit cependant par périr après avoir été abandonnée par ses troupes lors d'une bataille : le souvenir de son insurrection fait ensuite l'objet d'un culte, qui continue de révéler le mécontentement de la classe dirigeante Viêt (les Viêt sont alors appelés Lac).
Le Jiaozhi continue de connaître une alternance de périodes de troubles violents, et de stabilité. Des crises régulières sont provoquées par les pressions de la cour impériale, par les abus de fonctionnaires impériaux, ou à la faveur d'affaiblissements dynastiques.
Les réponses impériales peuvent être brutales, mais elles sont le plus souvent mesurées, du fait de la distance de la province et de la difficulté d'y envoyer des expéditions.
Outre les troubles internes dus à la noblesse Lac, l'ancien Nam Viêt est également menacé de l'extérieur, par l'avancée du peuple cham établit dans le delta du Mékong.
Le royaume de Champā (192-1832), qui occupe le centre de l'actuel Viêt Nam, étend son territoire aux dépens des Khmers et a des relations conflictuelles avec les Viêt, faites de razzias et de pillages, mais aussi parfois de commerce, du début du IIe siècle à la fin du IXe siècle.
La tutelle politique de la Chine joue un rôle important dans la naissance et le développement de la langue vietnamienne. Les origines exactes du vietnamien ont fait l'objet de débats : la majorité des chercheurs le rattachent aux langues môn-khmer, dont les langues viêt-muong composent une branche, mais une autre thèse le veut également mâtiné d'un dialecte taï qui aurait contribué à lui conférer sa forme.
Durant les siècles d'appartenance à la Chine, la langue vietnamienne s'enrichit d'une masse importante de mots chinois ; le chinois classique est alors la langue officielle de l'administration, ce qui entraîne l'adoption d'un grand nombre de termes hans.
Le vietnamien s'enrichit également d'un grand nombre de parlers locaux, qui occasionnent d'importantes variations de prononciation et de vocabulaire.
La Chine n'élimine pas la féodalité locale, mais la plie à ses intérêts : les seigneurs viêt trouvent leur place dans un système pyramidal, au sommet duquel se trouve l'empereur de Chine.
Sur le plan administratif, les Chinois créent des écoles, développent l'enseignement et organisent des concours destinés à sélectionner les détenteurs de fonctions officielles. Le développement de l'instruction aboutit à la formation d'une classe de lettrés, pour qui la civilisation chinoise constitue la seule référence valable.
Les familles dirigeantes viêt sont fortement sinisées sur le plan culturel.
Au point de vue matériel et technique, les Chinois apportent également des progrès considérable ; ils enseignent notamment aux Viêt, qui ne connaissaient jusque-là que la houe, les méthodes de culture par la charrue et les animaux de trait.
L'organisation sociale viêt est divisée par les Chinois en quatre classes : lettrés, cultivateurs, artisans et commerçants.
Sur le plan social, l'institution de base demeure la commune villageoise, formée d'un groupe de familles unies par un culte commun à un génie protecteur.
Au sein de la commune, la cellule familiale, comparable à l'organisation existante en Chine, constitue l'unité primordiale.
Si la sinisation culturelle du peuple Viêt est profonde - l'éducation et la littérature sont ainsi imprégnées de l'héritage classique de la Chine - elle n'est cependant pas complète : c'est dans le contexte de la suzeraineté chinoise que se forme progressivement la conscience d'une nation viêt.
Ayant constamment à tenir compte de la Chine dans leur politique étrangère, les Viêt en arrivent progressivement à revendiquer un statut de souveraineté égal, et à penser le monde en termes de « Nord » et de « Sud », eux-mêmes devenant le « Nord » et affichant leurs prétentions face à leur voisin du « Sud », le Champā,.

### De la troisième période chinoise à l'indépendance
Sur le plan politique, les Viêt vivent au rythme des vicissitudes de l'Empire de Chine, qui connaît lui-même des périodes de troubles et de guerres civiles. Les gouverneurs en profitent pour accroître leur autonomie en s'appuyant sur des notables Viêt, qui eux-mêmes tentent parfois de supplanter le gouverneur. Révoltes et répressions se succèdent, renforçant chez le peuple Viêt un sentiment de cohésion nationale.
En 544, le magistrat Lý Nam Đế (dit également Lý Bí ou Lý Bôn) mène une révolte victorieuse et se proclame « empereur du Nam Việt », tout en conservant des usages politiques inspirés de ceux de la Chine ; il nomme des fonctionnaires Viêt et fonde la dynastie Lý antérieure. Le nouvel empereur affirme notamment l'identité indigène en élevant un temple à Triệu Thị Trinh. Le pays connaît alors une période d'indépendance durant plusieurs décennies mais, en 602, les Chinois en reprennent le contrôle, commençant leur troisième période de domination.
En 679, la dynastie Tang impose un régime plus strict de protectorat. Les marches excentriques de l'Empire de Chine sont réorganisées et regroupées sous un ensemble portant, accolé à leur désignation géographique, le mot An (Paix) : le delta du Fleuve rouge, divisé en quatre provinces, reçoit ainsi le nom d'An-nam (ou Annam, soit « Sud pacifié » ; le nom complet étant, en Vietnamien, An Nam đô hộ phủ, soit « Protectorat général du Sud pacifié »). Des routes terrestres sont construites, ce qui permet d'intensifier les échanges. À l'intérieur, les voies de communication permettent un brassage du peuple Viêt des différentes régions, ce qui contribue à éveiller et entretenir la conscience nationale. Parallèlement, la construction de bateaux plus puissants permet de supprimer l'escale de l'Annam pour les commerçants qui, venant d'Inde ou d'Occident, veulent se rendre en Chine. La présence militaire et administrative chinoise se fait sentir plus fortement qu'avant dans le pays : la puissance des Tang est alors à son apogée et la pression fiscale est de plus en plus lourde sur les provinces. L'Annam est administré par des fonctionnaires chinois qui, envoyés dans des contrées lointaines, s'y livrent à de fréquents abus. De nombreuses insurrections ont lieu, tant chez les Viêt des plaines que dans les ethnies des montagnes. En 791, le chef militaire Phùng Hưng mène une révolte contre le gouverneur de l'Annam et prend le contrôle du territoire. Il règne durant 11 ans, puis son fils doit se soumettre, vaincu par l'armée des Tang. Diverses révoltes éclatent encore durant le IXe siècle. En 863, le protectorat est repris en main par le général chinois Gao Pian (en) (821c-887), qui lui assure une certaine stabilité.
Mais, dans les premières années du Xe siècle, l'Empire Tang se désagrège : la Chine entre dans la période des Cinq Dynasties et des Dix Royaumes. L'effondrement du pouvoir central permet aux Viets de se libérer de la tutelle de la Chine. En 932, le gouverneur Ngô Quyền bat l'armée chinoise, obtenant l'indépendance de fait du pays et inaugurant le règne de la dynastie Ngô,.
- Expansionnisme chinois (en)
- Sinisation
- Vietnam sous domination chinoise (en)
- Première domination chinoise du Viêt Nam (111-39), Sœurs Trung (12-43) (voir la version anglophone détaillée)
- Seconde domination chinoise du Viêt Nam (43-544)
- Troisième domination chinoise du Viêt Nam (602-938)
- Quatrième domination chinoise du Viêt Nam (1407-1427)
- Fou-nan (68-550), royaume hindou-bouddhiste

## Le Đại Việt et la conquête du territoire vietnamien (938-1802)

### De l'indépendance à la dynastie Lê (938-1592)

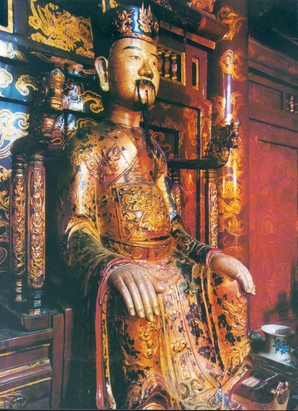
Statue de Đinh Bộ Lĩnh, premier empereur du Đại Cồ Việt et fondateur de la dynastie des Đinh.

Ngô Quyền choisit comme capitale Cổ Loa, ancienne capitale du royaume d'Âu Lạc, à proximité de l'actuelle Hanoï. Il passe l'essentiel des six années de son règne à lutter contre les tendances séparatistes des seigneurs Viêt, mais échoue à maintenir la cohésion du pays, bientôt divisé en douze seigneuries.
Il faut attendre le règne de Đinh Bộ Lĩnh pour que les seigneuries, pour parer à la menace posée par la dynastie Song, soient à nouveau rassemblées sous une autorité centrale stable. Đinh Bộ Lĩnh est le premier souverain viêt à revendiquer dans son royaume le titre de Hoàng đế (empereur).
Le nouvel État est baptisé Đại Cồ Việt (968-1802) : « Đại » est une expression d'origine chinoise signifiant « grand », et « Cồ » un mot vietnamien signifiant également « grand », d'où l'expression hybride de Đại Cồ ; le nom simplifié de Đại Việt, soit « Grand Viêt », est adopté en 1054. À partir de 972, le  Đại Cồ Việt, qui a sa capitale à Hoa Lu, doit, pour conserver son indépendance, payer tribut à la Chine. Đinh Bộ Lĩnh est assassiné en 979 par l'un de ses officiers : l'héritier du trône est alors âgé de six ans.
Face à la menace renouvelée des Chinois, le général Lê Hoàn est alors proclamé roi en 980, sous le nom de Lê Đại Hành, fondant la dynastie Lê antérieure. Le nouveau souverain bat les armées chinoises en 987 mais, par réalisme, offre aussitôt à nouveau le tribut à la Chine. Au Sud, il doit faire face au Champā, qui soutient militairement les partisans de la restauration des Ngô et effectue des attaques régulières à sa frontière. Lê Đai Hành modernise le réseau des routes et des canaux, fait battre la première monnaie viêt, et combat les velléités centrifuges des seigneurs locaux. Les Lê antérieurs contribuent à jeter les bases d'une unité nationale viêt et imposent la religion bouddhiste. Pour prévenir les risques de division du royaume, Lê Đai Hành le partage entre ses fils ; mais à sa mort, en 1005, une guerre de succession éclate entre les princes. Le vainqueur du conflit ne règne que quatre ans.

#### dynastie Lý
Pour garantir la stabilité du royaume, en 1009, les dignitaires de cour élèvent au trône le mandarin Lý Thái Tổ : la dynastie Lý (1009-1225) accède au pouvoir sans violence. Le nouveau roi établit la capitale sur le site de l'actuelle Hanoï, et donne à la ville le nom de Thăng Long.
Si le Đại Việt est un pays sinisé, son voisin, le Champā est, sur les plans linguistique et culturel - et au même titre que l'empire khmer - sous l'influence de l'Inde avec laquelle il entretient de nombreux rapports commerciaux. Les modèles politiques et religieux du Champā sont importés d'Inde. Si le cham est la langue du peuple, le sanskrit est celle de l'élite. La conception hindoue de la royauté influence celle des Chams, chez qui le roi est l'incarnation d'une divinité et participe de l'autorité de Shiva ; les grandes familles du Champā établissent leur autorité sur la base de généalogies souvent complexes : les premières généalogies légitimantes du Champā apparaissent vers le VIIIe siècle.
À l'inverse du système centralisé du Đại Việt, le pouvoir politique au Champā repose sur un réseau de rois, dont le pouvoir s'étend localement, et dont se dégage un « roi des rois »

L'état de la péninsule indochinoise vers 1100.

À partir de 1011, la nouvelle dynastie régnant sur le Đại Việt est bien établie : l'histoire du Viêt Nam est désormais celle d'un État, fondé sur de grandes dynasties nationales, nées ou forgées au cours des siècles dans le contexte de guerres d'indépendances victorieuses contre la Chine.
Les monarques successifs s'emploient à consolider l'État central, en le dotant d'une armature politique et militaire, tout en institutionnalisant les relations avec la commune villageoise qui demeure la « structure historique de base » vietnamienne.
La monarchie, qui fonctionne comme celle de la Chine sur le principe du mandat du Ciel, s'appuie sur deux piliers, l'armée et la famille royale. Lý Thái Tông, successeur de Lý Thái Tổ, réorganise notamment les forces armées en leur donnant pour mission non plus de défendre la famille royale, mais le sol de la patrie, véritable innovation qui contribue à renforcer encore la conscience d'une identité nationale.
Il fait également publier le premier code pénal du pays. Le pays est divisé en 24 provinces, dont le souverain confie le gouvernement à ses proches.
Le bouddhisme, proclamé religion d'État, joue un rôle considérable sur les plans politique, culturel et social ; l'enseignement du bouddhisme mahāyāna est alors florissant. La cour fait construire des monastères et des palais fastueux, mais lance également une politique de grands travaux et entretient les digues et les canaux ; l'administration étatique repose sur une classe de mandarins, dont la charge est acquise par hérédité ou sur recommandation des bonzes,,.

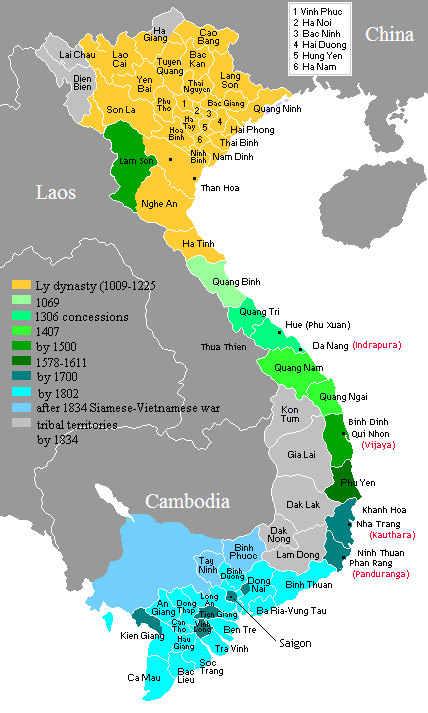
Le nam tiên (marche vers le Sud), processus de conquête de l'espace territorial par les Viêt.

Les escarmouches frontalières avec le Champā ne cessent pas : vers 1025, le Đại Việt entreprend sa « marche vers le Sud » (nam tiên), aux dépens notamment du Champā, qui sombre au XIe siècle dans la confusion politique, et avec lequel les problèmes de frontières sont récurrents.
D'ancien protectorat chinois, le Đại Việt est désormais un État prospère, grâce notamment à l'or et au riz.
Les Song n'ont cependant pas abandonné l'idée de reprendre le contrôle de l'Annam : le général Lý Thường Kiệt prend alors les devants et, en 1075, défait l'armée chinoise.
Le conflit se poursuit mais s'achève par la négociation en 1079 : le Đại Cồ Việt récupère tous ses territoires et conserve son indépendance, tout en continuant de reconnaître la suzeraineté de la Chine, qui préserve ainsi son prestige.
Lý Thường Kiệt défait également le royaume de Champā, qui doit céder des territoires aux Viêt.
Au fil des siècles, par sa marche vers le Sud, le peuple Viêt étend sa présence territoriale.
Le processus est notamment motivé par la présence chinoise au Nord, qui pousse les Viêt à descendre vers le Sud pour agrandir leur « espace vital », se heurtant au passage aux peuples Chams et Khmers.
La poussée progressive des Viêt se fait sous la triple influence de la dynamique géographique, de la nécessité économique, et, sur le plan politique, d'une tendance à l'émulation de l'« impérialisme » chinois.
La dynastie Lý décline au XIIIe siècle : l'administration est en pleine décadence et les famines se multiplient dans les campagnes, signe de la perte du mandat du Ciel par les souverains.

#### dynastie Trần
Une guerre civile éclate, et, en 1225, les Lý sont supplantés par la dynastie Trần (1225-1400). Celle-ci introduit un important facteur de stabilité, avec la transmission des pouvoirs - de père en fils - du vivant même du roi.
À la fin de son règne, le roi, bien que retiré, conserve le pouvoir de décision sur les questions importantes.
Les souverains continuent d'accorder une attention particulière à l'armée, dont les effectifs sont sensiblement développés. Le bouddhisme est également employé par les Trần comme un instrument de lien social et un garant de l'ordre établi ; l'esclavage est supprimé.
Le confucianisme imprègne cependant la mentalité des dignitaires politiques et remplace progressivement le bouddhisme comme idéologie d'État.
Le recrutement par concours des mandarins, sur le modèle des examens impériaux chinois basés sur la connaissance des écrits confucéens, supplante l'hérédité et la recommandation pour le recrutement des fonctionnaires
. Les premières annales historiques vietnamiennes, alors rédigées en han, datent de cette époque ; il faut attendre le XIIIe siècle pour qu'apparaissent les premiers textes en chữ nôm, la langue écrite des Viêt. Le système politique et éducatif du Đại Việt (futur « Viêt Nam ») demeure, dans son ensemble, fortement sinisé : le souverain, détenteur du mandat du Ciel, gouverne par l'entremise de lettrés-fonctionnaires, élite méritocratique dont la formation est fondée sur les auteurs confucéens.
La langue écrite nationale, le chữ nôm, utilise les caractères chinois, témoignant de la profondeur de l'empreinte culturelle chinoise.
Si la sinisation dote le pays d'une structure étatique, elle contribue cependant aussi à constituer une élite politique mandarinale accrochée à ses privilèges.
Dès la seconde moitié du XIIe siècle, le Đại Việt doit faire face à des incursions de l'empire mongol : en 1257, le refus du royaume de donner un droit de passage aux Mongols pour attaquer la Chine conduit à la guerre. Les Mongols saccagent la capitale en 1258 mais, décimés par le climat du Delta du Fleuve rouge et soumis à une contre-attaque des Viêt, ils se retirent. En 1285, les Mongols, désormais au pouvoir en Chine, attaquent à nouveau le royaume Viêt après que celui-ci a refusé à Kubilai Khan un droit de passage pour attaquer le Champā.
Leur attaque est repoussée ; ils tentent ensuite une troisième fois d'envahir le pays, pillant à nouveau la capitale, mais subissent un nouvel échec.
La victoire du Đại Cồ Việt laisse cependant le pays exsangue, les récoltes ayant été anéanties.
La menace extérieure posée par les Mongols et la dureté des temps permettent en outre aux Trần de justifier leur politique autoritaire.
À l'époque de la domination mongole sur la Chine, l'organisation politique du Đại Việt est de plus en plus sinisée.
Au début du XIVe siècle, les relations avec le Champā sont excellentes du fait du combat mené en commun contre les Mongols : mais un litige territorial au sujet de deux districts offerts au Đại Cồ Việt à l'occasion d'un mariage entre le roi cham et une princesse viêt débouche sur un nouveau conflit. En 1371 et 1389, le Champā mène à nouveau des guerres contre les Trần ; ses souverains échouent cependant à récupérer leurs territoires,.

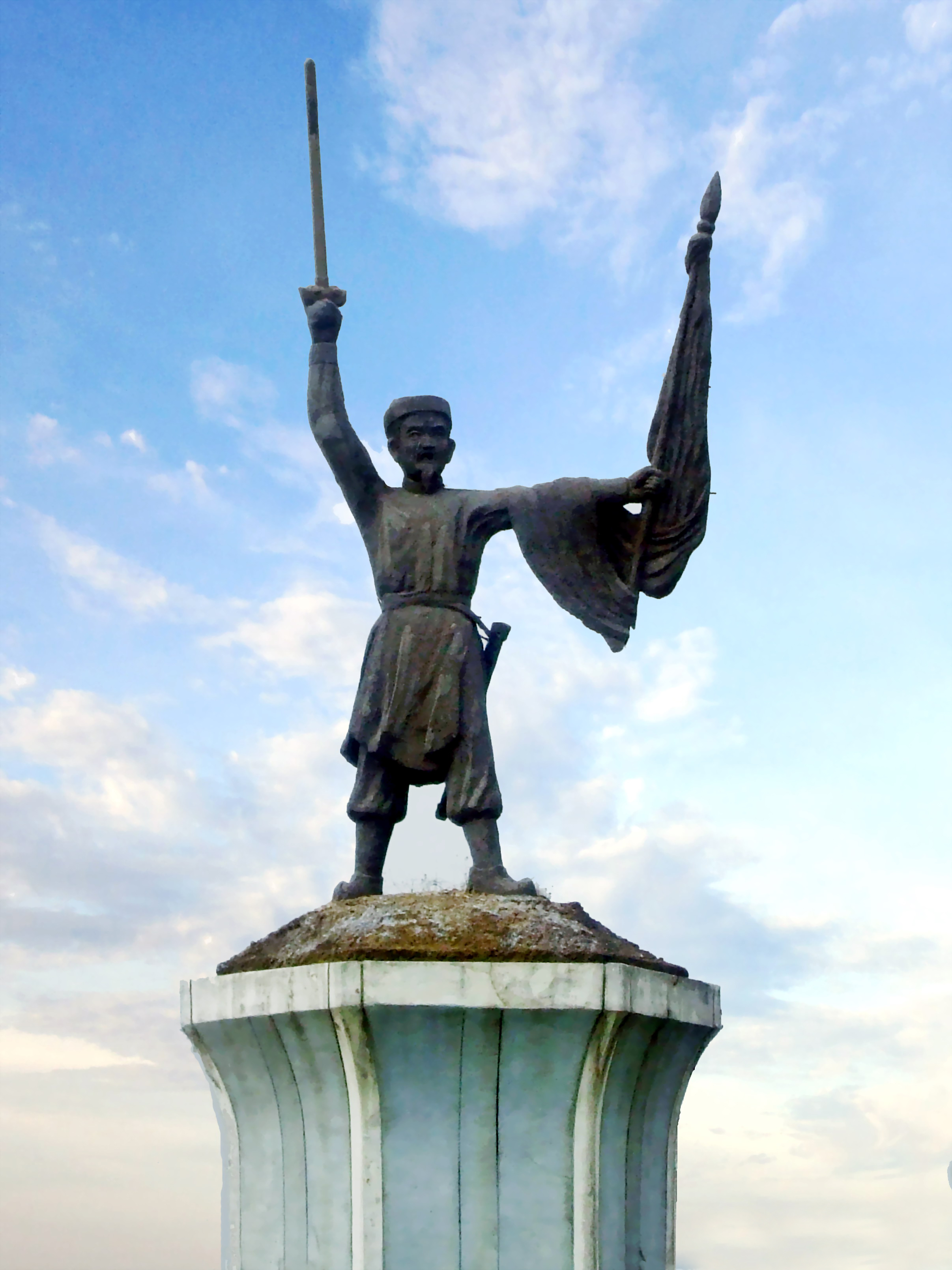
Statue de Lê Lợi, fondateur de la dynastie Lê.

Durant le XIVe siècle, la dynastie Trần décline ; en 1400, le mandarin Hồ Quý Ly dépose le dernier souverain Trần.
La dynastie des Hô (1400-1407) est cependant éphémère et en 1406, la Chine - alors sous la dynastie Ming - envahit à nouveau le pays, en prétendant vouloir restaurer les Trần, ce qui lui permet d'avoir le soutien d'une grande partie des notables et des militaires Viêt.

#### Dynastie Lê
Mais les Chinois, loin de respecter l'indépendance du pays, le recolonisent, lui redonnent son ancien nom de Giao Chỉ et entreprennent une nouvelle sinisation. En 1418, Lê Lợi, fils d'une grande famille de propriétaires, lance un mouvement de résistance contre les Chinois. Ses troupes mènent une guerre de guérilla durant plusieurs années, prenant progressivement le contrôle des campagnes du Sud, ce qui oblige les Chinois à se replier dans leurs citadelles. Bénéficiant d'un large soutien de la population, et aidé par le lettré et stratège Nguyên Trai, Lê Lợi contrôle en 1426 une grande partie du territoire, ce qui lui permet de créer une administration parallèle. En 1428, Lê Lợi devient roi sous le nom de règne de Lê Thái Tổ ; la Dynastie Lê entame sur le pays un règne de plus de trois siècles.
Lê Lợi, avant même sa victoire finale sur la Chine, entreprend de réorganiser l'administration du Đại Việt. Il favorise l'accès des milieux populaires aux concours de mandarins, impose des concours plus stricts pour accéder au statut de bonze ou de prêtre taoïste, et accorde davantage d'autonomie aux minorités ethniques montagnardes, tout en se montrant très sévère face à toute insoumission. Les derniers partisans des Trần sont éliminés, ce qui permet aux Lê d'asseoir leur autorité face aux Chinois. Les relations avec le Champā se dégradent encore ; le pouvoir cham, affaibli par des querelles intestines, est en plein déclin et, en 1446, les Viêt prennent l'avantage et rasent la capitale du Champā, Vijaya. Le neveu du roi cham, emmené en captivité, offre sa vassalité à la cour du Đại Việt et sollicite son investiture comme roi de Champā.
La dynastie Lê connaît son apogée sous Lê Thanh Tông, qui règne sur le Đại Việt de 1460 à 1497. Le pays bénéficie alors d'une administration très efficace, grâce notamment à une grande centralisation des décisions et à une bureaucratie d'obédience confucéenne. Désormais respecté par la Chine, le Đại Việt affronte à nouveau au Sud le Champā, qui a repris les hostilités après vingt ans de paix. Les Chams sont défaits en 1470-1471 : Vijaya est détruite et le Đại Việt annexe la région s'étendant du col des Nuages au col Cù Mông. Le Champā se réduit désormais aux provinces de Kauthara et Panduranga. Les Viêt continuent, durant les siècles suivants, de progresser aux dépens des territoires Chams restants, qu'ils absorbent pour l'essentiel au XVIIe siècle. Un petit royaume indépendant du Champā continue d'exister jusqu'en 1822, date de son annexion complète,,.
Sous le règne de Lê Thánh Tông (1460-1497) est rédigé un code légal, le code « Hong-duc », qui tente de définir l'homme viêt dans la totalité de ses rapports sociaux. Fortement inspiré de la tradition chinoise mais adapté aux réalités locales, le code règlemente la répartition de la propriété privée, du fermage et des terres communales, donne à la femme un statut presque égal à celui de l'homme, et un terme au servage et institue une forme de morale civique et laïque. Après le règne de Lê Hiên Tông (1497-1504), la dynastie des Lê décline à son tour : des souverains incompétents se succèdent, négligeant l'agriculture et laissant le pays péricliter.
Plusieurs révoltes éclatent au fil des ans et, en 1527, le général Mạc Đăng Dung prend le pouvoir dans la capitale, fondant la dynastie Mạc. Mais Nguyễn Kim, un mandarin fidèle aux Lê, se réfugie à Thanh Hóa au sud du Tonkin et y intronise un prince Lê : le Đại Việt est désormais divisé en deux, les dynasties rivales se disputant la légitimité. Grâce notamment au général Trịnh Kiểm, gendre de Nguyễn Kim, les partisans des Lê entament une lente reconquête du pays : les Mac ne sont tout à fait évincés qu'en 1592. Le Đại Việt, réunifié, est épuisé par des années de guerre civile.

### Du déclin des Lê au règne des Tây Sơn (1592-1802)
Rétablis sur le trône, les souverains Lê sont désormais privés de tout pouvoir réel : en 1599, Trịnh Tung, fils de Trịnh Kiểm, fait reconnaître par le roi son titre de « généralissime, administrateur suprême de l'État ». La famille Trinh, dont la charge se transmet de père en fils, gouverne désormais le pays tandis que la dynastie Lê ne règne plus que symboliquement. Mais entretemps, la famille Nguyễn s'est brouillée avec les Trinh : en 1558, Nguyễn Hoàng - fils cadet de Nguyễn Kim mort en 1545 - se réfugie au Sud du pays pour échapper à la jalousie de son beau-frère Trịnh Kiểm, et obtient le gouvernement de deux provinces. Le pays connaît dès lors une partition de fait, les Trinh tenant le Nord et les Nguyễn le Sud, chacune des deux familles affirmant gouverner au nom des Lê. Les visiteurs étrangers tendent à appeler le Nord du Viêt Nam, gouverné par les Trinh, Tonkin, ce nom étant dérivé de Dong Kinh (« capitale de l'Est »), soit l'actuelle Hanoï. Le territoire des Nguyễn est par contre appelé par les étrangers Cochinchine, d'après un terme inventé au XVIe siècle par les navigateurs portugais pour désigner la région de Đà Nẵng,.

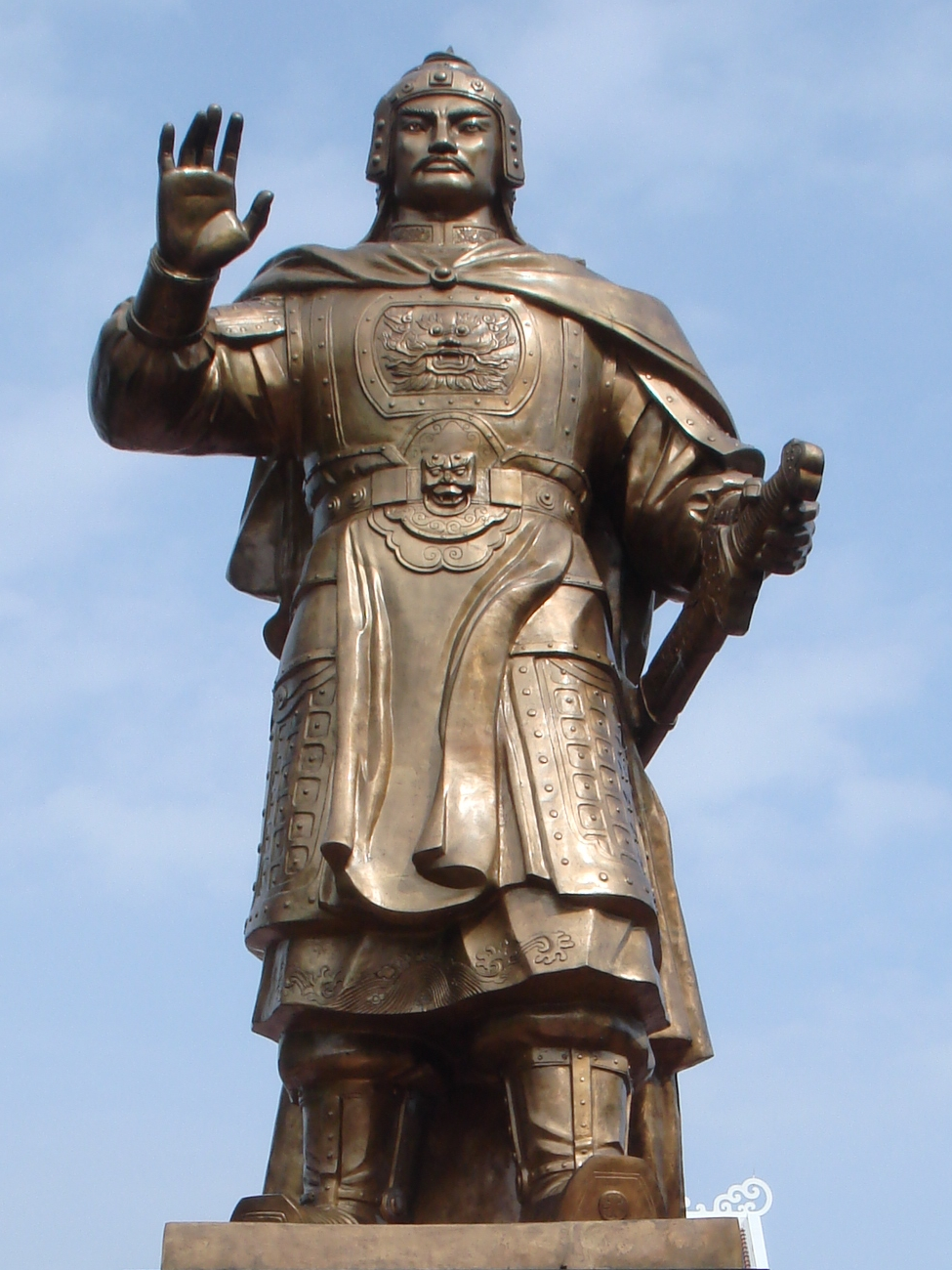
Nguyễn Huệ.

La division entre Nord et Sud, dont le XVIIIe siècle apparaît comme le point culminant mais qui se reproduit par la suite, constitue l'un des éléments moteurs de l'histoire vietnamienne. Au gré des divisions politiques que connaît le pays au cours de son histoire se développent de multiples divergences culturelles, chaque partie du pays étant amené à se forger son identité spécifique : le contraste nord-sud constitue l'un éléments les plus souvent cités de l'identité nationale vietnamienne et de ses variations. Il ne s'agit cependant que l'un des maillons de la culture vietnamienne, où l'identité régionale, territoriale, voire locale, occupe une part importante, le rapport entre Nord et Sud n'étant que l'un des éléments d'une vaste mosaïque culturelle,.
Empêchés par les Trinh d'étendre leur domaine vers le Nord, les Nguyễn poursuivent la « marche vers le Sud », annexant des territoires aux dépens du Champā et du Cambodge alors en plein déclin. À partir de la première moitié du XVIIe siècle, les Viêt s'emparent du Kampuchéa Krom (plus tard appelé Cochinchine, et correspondant au Sud du Viêt Nam actuel), jusque-là terre khmère, et où s'installent dès 1622 des colons Viêt.
Bien que politiquement divisé en deux, le Đại Việt atteint, au milieu du XVIIIe siècle, la configuration de l'actuel Viêt Nam. La sécession de fait du pays dure deux siècles durant lesquels le pays évolue beaucoup sur les plans agricole, artisanal, industriel ou commercial. Le Nord dominé par les Trinh connaît un déclin de son agriculture, tandis que le Sud bénéficie d'une pression démographique moins forte et d'une plus grande superficie cultivable. Le Đại Việt bénéficie par ailleurs d'un essor de son commerce extérieur. La région est une étape pour les navires occidentaux qui voguent vers la Chine ou le Japon. Néerlandais, Britanniques et Français ouvrent des comptoirs commerciaux, réalisant des affaires avec plus ou moins de bonheur.
Le christianisme prend par ailleurs pied dans le pays à partir de 1615, date à laquelle Italiens et Portugais fondent la première mission d'évangélisation. En 1627, le jésuite Alexandre de Rhodes ouvre une mission à la cour des Trinh. Inquiets du nombre de conversions au catholicisme, les Trinh l'expulsent cependant trois ans plus tard. Au Sud, les missionnaires sont également chassés et le christianisme est réprimé dans l'ensemble du pays. Alexandre de Rhodes laisse cependant une trace profonde dans l'histoire vietnamienne, notamment en développant l'alphabet quốc ngữ, méthode de romanisation du vietnamien, qui finira par supplanter l'écriture chữ nôm en sinogrammes.
Le début du XVIIIe siècle coïncide avec le déclin du pouvoir des Trinh : l'économie du Nord se dégrade, du fait d'une mauvaise gestion et de catastrophes naturelles qui, provoquées en partie par le manque d'entretien des digues, dévastent l'agriculture. Plusieurs révoltes éclatent. Au Sud, les Nguyễn sont confrontés à des révoltes provoquées par le coût de la vie. Les soulèvements successifs sont matés tant par les Trinh que par les Nguyễn jusqu'en 1771, date à laquelle éclate la révolte menée par les trois frères Tây Sơn.
Le plus jeune des Tây Sơn est âgé de dix-huit ans en 1771, quand il lance la révolte contre les princes Nguyễn. La rébellion se développe sur les plateaux, avant de gagner les citadelles du Sud. Les Trinh descendent alors eux aussi vers le Sud et passent le col des Nuages pour attaquer les Tây Sơn ; confrontés à deux ennemis simultanés, ces derniers font alors allégeance aux Trinh pour mieux combattre les Nguyễn. Les princes Nguyễn sont capturés et massacrés, sauf un, Nguyễn Anh, qui réussit à reconstituer une armée. Il parvient à se faire reconnaître comme souverain légitime par le Siam et le Cambodge mais, plusieurs fois battu, doit se réfugier à Bangkok en 1785.
Entretemps, la déliquescence de la cour des Trinh encourage les Tây Sơn à reprendre le combat contre leurs anciens alliés. La capitale des Trinh, Thăng Long (Hanoï) est prise le 21 juillet 1786, et la seigneurie Trinh prend fin avec le suicide des princes en fuite. Nguyễn Huệ, l'un des frères Tây Sơn, vient alors faire allégeance au monarque Lê, Hiển Tông. Mais ce dernier meurt peu après, laissant le trône à son petit-fils Chiêu Thống. Le nouveau roi réclame alors la province de Nghệ An aux frères Tây Sơn, qui s'étaient partagé le pays ; Nguyễn Huệ, à qui est revenu la province, marche alors sur la capitale avec ses troupes. La famille Lê est contrainte à la fuite.
Lê Chiêu Thống, décidé à reconquérir son trône, décide de s'allier avec la Chine : l'armée des Qing pénètre sur le territoire du pays, mais se livre à de nombreuses exactions, retournant la population contre les Lê. Nguyễn Huệ fait alors appel au sens patriotique des Viêt pour obtenir le soutien du peuple : il se proclame roi le 22 décembre 1788, sous le nom de règne de Quang Trung, et lance une attaque surprise à la veille du nouvel an, infligeant aux Chinois une défaite totale. Lê Chiêu Thống se réfugie en Chine et, le 30 janvier 1789, Nguyễn Huệ rentre à nouveau dans Thăng Long, mettant un terme à la dynastie Lê. Il se garde d'humilier les Chinois et leur propose la paix, en leur demandant de le reconnaître comme roi.
Les Tây Sơn règnent désormais sur le Đại Việt, Nguyễn Huệ régnant de la frontière chinoise jusqu'au col des Nuages, tandis que ses frères se partagent l'ancienne seigneurie des Nguyễn,. La révolte des Tây Sơn a un effet unificateur sur la nation viêt, tant par sa vocation propre que par la réaction qu'elle suscite. La victoire des frères Tây Sơn induit en effet un remise en cause violente des élites urbaines du Sud : les Chinois associés au pouvoir des Nguyễn font notamment l'objet de massacres.
La guerre civile provoque le regroupement géographique de la communauté chinoise, qui perd son statut d'extraterritorialité. L'influence khmère sur le delta est également mise à mal. Le pouvoir des Tây Sơn ne se traduit, après leur victoire militaire, par aucune réforme structurelle ; Nguyễn Huệ meurt prématurément en 1792, laissant le trône à son fils de dix ans, et le gouvernement du pays à un régent que ses exactions rendent rapidement impopulaire.

## Du Viêt Nam des Nguyễn à la colonisation française (1802-1887)

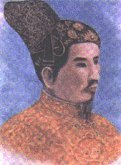
Gia Long (Nguyễn Anh), premier empereur de la dynastie Nguyễn.

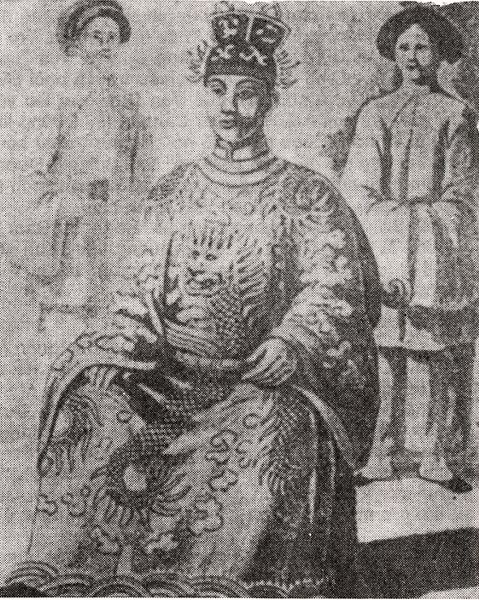
Minh Mạng, second empereur de la dynastie Nguyễn.

### Le règne des Nguyễn (1802-1945)
- Empire d'Annam (Dynastie Nguyễn)

Tandis que le pouvoir des Tây Sơn décline, Nguyễn Anh, à nouveau réfugié au Siam, prépare activement la reconquête des territoires de sa famille. Au moment du massacre des Nguyễn par les Tây Sơn, le prince avait bénéficié de l'aide de l'évêque français d'Adran, Mgr Pigneau de Béhaine. Alors que Nguyễn Anh s'emploie à reprendre le pouvoir, Pigneau de Béhaine décide de l'aider à reconquérir ses terres, voire le royaume. Il emmène le jeune fils de Nguyễn Anh à la cour de Louis XVI, et parvient à obtenir, le 28 novembre 1787, la signature d'un accord entre le royaume de France et le « roi de Cochinchine ». En échange d'une aide militaire, la France bénéficierait de la propriété des îles de Touron (Hoi nan) et Poulo Condor ainsi que d'un droit de commerce et d'établissement.
Jouant sur la mésentente au sein du clan Tây Sơn et bénéficiant du ralliement de nombreux déçus, Nguyễn Anh reprend pied au Sud, à Long Xuyên, et parvient en 1788 à s'assurer le contrôle de la province de Gia Din. Plutôt que de poursuivre son avancée, il préfère consolider son pouvoir au Sud en réorganisant l'administration, rétablissant un système judiciaire calqué sur celui des Lê et en créant des concours littéraires. Entretemps, Pigneau de Béhaine, après la signature du traité avec la France, se heurte à de nombreuses difficultés : le gouverneur des Établissements français de l'Inde, censé appliquer le traité, s'y refuse par manque de fonds, et la France, à quelques mois de la Révolution, revient sur les accords en ordonnant de ne rien entreprendre.
Pigneau de Béhaine lève alors lui-même une troupe composée en grande partie d'aventuriers, et revient en Annam en juillet 1789, alors que Nguyễn Anh a déjà repris pied au Sud. Les Français contribuent aux opérations des Nguyễn vers le Nord, en mettant sur pied des corps d'armée modernes et des ouvrages fortifiés. Olivier de Puymanel contribue notamment à réorganiser l'armée des Nguyễn et Jean-Marie Dayot crée une flotte à la technique très avancée pour l'époque. Pigneau de Béhaine meurt en 1799, avant la victoire finale de Nguyễn Anh ; deux des compagnons de l'évêque, Philippe Vannier et Jean-Baptiste Chaigneau, restent longtemps au service du souverain, qui leur confère des titres mandarinaux.
Nguyễn Anh remonte vers le Nord : en 1799, il entre à Quy Nhơn et, deux ans plus tard, à Phú Xuân (actuelle Huế). Les tentatives de contre-attaque du jeune Quang Toan, dernier souverain Tây Sơn, sont repoussées. Le 20 juillet 1802, Nguyễn Anh entre dans Thăng Long (Hanoï) sans rencontrer de résistance. Désormais empereur sous le nom de règne de Gia Long, Nguyễn Anh inaugure le règne de la dynastie Nguyễn, devenant le premier souverain à régner sans partage sur le Viêt Nam actuel, étendu de la frontière chinoise au golfe de Thaïlande. En 1811, Gia Long choisit Phú Xuân comme capitale impériale. Le pays est divisé en deux grandes unités administratives, dénommées thanh (« citadelles »), dirigés par des gouverneurs-généraux qui portent le titre de tong trân (appelés « vice-rois » par les Français) : la Bac Thanh du Nord, s'étire de la frontière avec la Chine jusqu'à Ninh Bình ; la Gia Dinh Thanh du Sud s'étend de Bình Thuận jusqu'aux confins du delta du Mékong. Entre les deux, la capitale Phú Xuân et ses environs bénéficient d'une statut particulier. Il ne s'agit cependant pas d'une organisation de type fédéral, l'autorité centrale de l'empereur étant incontestée. Après des décennies de luttes fratricides, Gia Long s'emploie à stabiliser le pays, tout en régnant en monarque absolu et en renouant avec les sources du confucianisme. Le pouvoir civil commande désormais au pouvoir militaire et le souverain s'emploie à faire reconstruire routes, ponts et digues pour améliorer le sort de la paysannerie.
Les concours, ouverts à tous, permettent d'entretenir des castes de mandarins et de lettrés instruits et compétents ; le classicisme de programmes purement littéraires constitue cependant, à long terme, un écueil face à l'évolution de la technique. Le souverain porte désormais le titre d'empereur (Hoàng đế) , celui de roi (Vương) n'étant plus utilisé que vis-à-vis de l'empereur de Chine : les Qing demeurent en effet les suzerains nominaux du pays, qui continue de leur payer un tribut.
Lors de son accession au trône, Gia Long demande à la cour des Qing l'autorisation de redonner au pays le nom ancien de Nam Việt (Viêt du Sud); mais les Chinois refusent, cette appellation évoquant par trop l'ancien royaume sécessionniste du Nanyue, dont une partie du territoire se trouve dans le Sud de la Chine. Un compromis est choisi et le pays est finalement rebaptisé en 1804 du nom officiel de Viêt Nam, traduisible par Pays des Viêt du Sud, Sud des Viêt ou « Sud qui est Viêt ». Le choix de cette appellation a l'avantage, pour les Qing, de ne pas impliquer qu'il existe un pays « Viêt du Nord » qui correspondrait au Sud de la Chine et que le Viêt Nam pourrait éventuellement revendiquer.
Le nom d'Annam, dénomination de l'ancien protectorat des Chinois, continue cependant d'être utilisé de manière officieuse pour désigner le pays dans son ensemble ; cet usage est reproduit par les Occidentaux. Les Français utilisent pour leur part l'expression « royaume d'Annam » et le gentilé Annamites pour désigner les habitants du pays. En 1838, l'empereur Minh Mạng, successeur de Gia Long, choisit de rebaptiser le pays Đại Nam (« Grand État du Sud »), tout en continuant d'utiliser le nom Viêt Nam dans le cadre des échanges avec la Chine,,.
Gia Long promulgue en 1815 un nouveau code juridique, inspiré de celui des Qing. Il développe la colonisation des terres et, dans le cadre de sa politique de grands travaux, fait construire un certain nombre de citadelles selon les techniques enseignées par  Olivier de Puymanel ou transmises par les ouvrages amenés par Pigneau de Béhaine. Minh Mạng renforce quant à lui la structure mandarinale et resserre en 1832 le gouvernement autour d'un conseil secret, le Côm mât viên, composé du maréchal du centre et de quatre grands chanceliers. L'administration est reprise en main et unifiée. Il poursuit également la colonisation en annexant temporairement le Cambodge et le Xieng Khouang (dans l'actuel Laos). Des chefferies du pays lao demandent leur rattachement au Đại Nam, et le roi du Luang Prabang accepte sa suzeraineté pour se prémunir contre l'influence du Siam.
Si le royaume d'Annam étend son territoire et son influence à l'Ouest, il se ferme à l'Est : les Nguyễn se méfient en effet de l'expansionnisme européen et n'autorisent les échanges commerciaux avec l'Occident que dans quelques ports. Gia Long juge en effet que les catholiques vietnamiens - dont les effectifs se montent à 300 000 sous son règne - pourraient représenter une menace pour la stabilité des institutions ; du fait de sa gratitude envers Pigneau de Behaine, il s'abstient cependant d'expulser les missionnaires. Son successeur, Minh Mạng, s'oppose plus directement au christianisme. Il fait fermer plusieurs églises et rassemble les missionnaires à Hué pour mieux surveiller leurs activités. Plusieurs Français sont expulsés. En 1825, il interdit l'entrée du pays aux « prêtres étrangers » ; les missionnaires continuent cependant de parvenir clandestinement dans le pays. En 1833, il promulgue un édit de persécution générale. En 1833-1835, Minh Mạng doit mater la révolte de Lê Văn Khôi, à laquelle participent des chrétiens. Le père Joseph Marchand, accusé d'avoir contribué à l'insurrection, est torturé et mis à mort. La politique répressive de l'empereur est également motivée par la situation économique désastreuse du pays, où les variations du prix du riz perturbent la vie des campagnes et provoquent de nombreuses rébellions. À la fin de son règne, inquiet des pressions croissantes des Britanniques au nom du libre commerce, il tente d'améliorer les relations de son pays avec l'Occident : il réduit la persécution des chrétiens et envoie une ambassade en Europe.
Les sociétés missionnaires et le pape lui-même font alors pression sur le roi Louis-Philippe en dénonçant les persécutions anti-chrétiennes et en lui demandant d'intervenir. Le souverain français s'abstient à la fois de promettre une intervention et de recevoir les envoyés vietnamiens. À la même époque, le Royaume-Uni met pied en Chine grâce au traité de Nankin, conclu à la fin de la première guerre de l'opium. La marine française, consciente de l'intérêt de ne pas laisser aux Britanniques le monopole de l'expansion en Extrême-Orient, informe son gouvernement de l'intérêt stratégique de la ville côtière de Tourane. Guizot envisage de prendre possession de la ville au nom des accords jadis conclus par Pigneau de Behaine, mais le gouvernement de Louis-Philippe ne va pas jusqu'à accepter l'idée de s'en emparer par la force,.
En 1847, la France réclame au royaume d'Annam les mêmes avantages qu'elle et le Royaume-Uni ont obtenu en Chine ; elle exige en outre que soit respectée la liberté religieuse au Viêt Nam : après un ultimatum en ce sens, un incident grave a lieu quand deux vaisseaux de guerre français détruisent les défenses côtières et la flotte vietnamienne à Tourane. En réaction à cette attaque et en réponse aux exigences occidentales, l'empereur Thiệu Trị, successeur de Minh Mạng, publie un édit condamnant à mort tout Européen arrêté dans le royaume et mettant à prix la tête des missionnaires. Tự Đức, fils et successeur de Thiệu Trị, poursuit la même politique de fermeture vis-à-vis de l'étranger : en 1848, puis en 1851, il publie des édits ordonnant la condamnation à mort des missionnaires étrangers et le bannissement des prêtres catholiques vietnamiens,. Alors que les relations avec la France se tendent, le Viêt Nam des Nguyễn est dans une situation politique et économique critique. Les efforts, sous le règne de Gia Long, pour unifier l'administration du pays, n'ont pas suffi à lui donner les moyens de résoudre de graves problèmes économiques, au moment où les monarchies d'Extrême-Orient doivent relever le défi de l'Occident. Le pays souffre d'un déséquilibre croissant entre sa démographie et sa production agricole, la riziculture n'ayant guère progressé sur le plan technique. La pauvreté croissante du peuple contribue à entraîner de fréquentes révoltes, notamment sous les règnes des successeurs de Minh Mạng. À la veille de l'intervention française, le pays subit en outre plusieurs catastrophes climatiques au Nord : typhons et sécheresse entraînent une recrudescence des famines et du brigandage. Sur le plan militaire, les Nguyễn accusent également un notable retard technique : l'armement vietnamien est désuet et seule la garde impériale constitue une troupe de quelque qualité.

### Les étapes de la conquête française

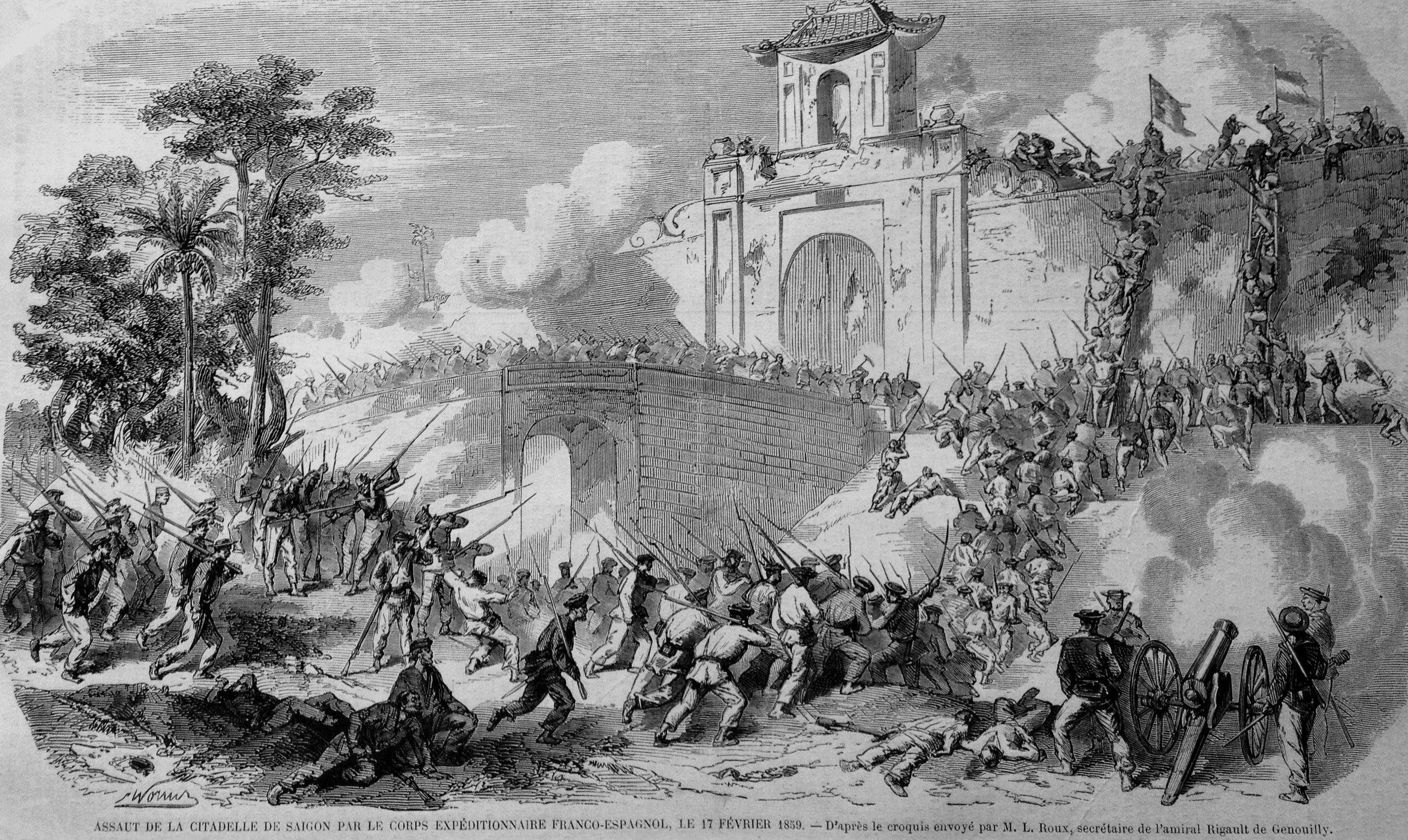
Prise de Saïgon par les Français en 1859, lors de la campagne de Cochinchine.

La conquête française du Viêt Nam, qui s'étale sur plusieurs décennies, suit une impulsion à la fois religieuse et commerciale. À la fin de la Deuxième République et au début du Second Empire, la campagne des missionnaires s'intensifie en France.
En 1852, huit évêques d'Extrême-Orient lancent un appel à Louis-Napoléon Bonaparte pour lui demander une action armée contre l'Annam. Devenu empereur, Napoléon III vise à développer à l'étranger l'influence politique et économique de la France, ce qui va être l'élément déclencheur de la première intervention française au Viêt Nam, soit la conquête de la Cochinchine. L'Empire a en outre besoin du soutien du clergé pour obtenir le ralliement des catholiques et des légitimistes : le régime de Napoléon III entend par conséquent les appels des catholiques et tourne son regard vers les missions lointaines. Les milieux d'affaires poussent également à la conquête, qu'ils jugent nécessaires pour que la France puisse se développer en Extrême-Orient,.
À compter de 1855, les évènements s'accélèrent : Charles de Montigny, consul de France à Shanghai, est envoyé au Siam pour y négocier un traité. Dans le même temps, Tự Đức promulgue un nouvel édit de persécution des chrétiens. Le gouvernement impérial charge dès lors Montigny de faire connaître à l'empereur vietnamien la désapprobation de la France. Craignant d'être mal reçu, le consul envoie une corvette en reconnaissance à Tourane en septembre 1856 : les manœuvres des mandarins locaux provoquent une réaction du capitaine de la corvette, qui bombarde Tourane. Les mandarins se déclarent alors prêts à négocier, mais Montigny n'arrive qu'en janvier 1857. Ses tentatives de négociations ayant débouché sur un dialogue de sourds, Montigny s'en va en laissant aux Annamites un message de représailles si les persécutions des chrétiens continuent : Tự Đức réagit en relançant les violences antichrétiennes par un nouvel édit. Montigny soumet alors au ministre français des affaires étrangères, le comte Walewski, un projet de conquête de la « Basse-Cochinchine » - soit du Viêt Nam méridional - et assure que les Français seront accueillis par les indigènes comme des libérateurs. Le projet est retardé par la seconde guerre de l'opium qui oppose les Français et les Britanniques à la Chine.
Au début de 1857, Mgr Diaz, évêque espagnol au Tonkin, est décapité sur ordre de l'empereur, ce qui fournit une justification à l'expédition de Cochinchine. Ce n'est qu'après la signature du traité de Tianjin avec la Chine que l'amiral Rigault de Genouilly est envoyé à Tourane, où il arrive en août 1858, à la tête de 2 300 hommes, Français et Espagnols,.
L'amiral français entame le siège de Tourane dans des conditions difficiles : il ne reçoit pas de la part de la population le soutien promis par les missionnaires et les maladies ravagent les troupes. Bien que ses attaques se soldent par des succès, Rigault de Genouilly finit par conclure que la conquête est trop difficile et demande son remplacement. Son successeur, le contre-amiral Page, se retire en abandonnant au passage les catholiques vietnamiens qui s'étaient mis sous la protection des Français. Mais à Saïgon, une garnison franco-espagnole parvient à se maintenir. L'arrivée de renforts venus de l'expédition chinoise et conduits par l'amiral Charner permet de relancer la conquête : fin février 1861, Charner enfonce les lignes vietnamiennes et prend la citadelle de Vĩnh Long et l'île de Poulo Condor.
L'empereur Tự Đức, qui est confronté dans le Tonkin à une révolte menée par un chrétien qui se prétend descendant des Lê, se résout à négocier avec les Occidentaux ; les amiraux français, de leur côté, manquent de moyens pour aller au-delà de la « Basse-Cochinchine » et n'ont pas d'instructions précises de Paris,.
Le 5 juin 1862, le traité de Saïgon est signé par les deux gouvernements : il permet à la France d'annexer trois provinces, ainsi que Poulo Condor. Trois ports, dont Tourane, sont offerts au commerce français et espagnol. Les territoires annexés dans ce que les Occidentaux appelaient la Basse-Cochinchine deviennent la Cochinchine française. L'amiral Bonard, signataire du traité de Saigon, en devient le premier gouverneur. Le traité prévoit en outre que le culte chrétien et l'évangélisation soient autorisés dans tout le pays. Tự Đức tente de négocier avec la France : il y envoie une ambassade — menée par le mandarin Phan Thanh Giản, accompagné à bord de l'Européen par l'enseigne de vaisseau Henri Rieunier futur amiral et ministre de la marine — qui tente d'obtenir la rétrocession des provinces en échange du versement d'un tribut annuel. Napoléon III se montre intéressé, mais les lobbies des hommes d'affaires, des militaires et des catholiques, soutenus par le ministre de la mer Chasseloup-Laubat, convainquent l'empereur français de refuser. Chasseloup-Laubat caresse dès lors le projet de créer pour la France « un véritable empire dans l'Extrême-Orient ». Les Français sont cependant confrontés à des mouvements de révolte en Cochinchine. Le parti anticolonial, qui trouve la conquête inutile et coûteuse, manque de remporter la victoire en faisant signer, en 1864 un traité de rétrocession de la Cochinchine mais Napoléon III fait volte-face et dénonce le traité alors que celui-ci a déjà été signé.
L'amiral Pierre-Paul de La Grandière, qui a succédé à Bonard comme lieutenant gouverneur de la Cochinchine, achève la pacification de la colonie et, en 1866, pour répondre à des incursions de pillards venus des provinces limitrophes, prend l'initiative d'annexer trois nouvelles provinces. Phan Thanh Giản, l'homme de la négociation avec les Français, se suicide,.
La Grandière s'emploie à organiser l'administration de la Cochinchine : il maintient l'administration annamite mais doit remplacer les mandarins rappelés par Tự Đức par de nouveaux fonctionnaires indigènes, recrutés notamment parmi les chrétiens. Il s'emploie aussi à développer et à urbaniser Saïgon, pour en faire une véritable capitale. Afin de se prémunir contre l'agitation fomentée par la cour de Hué dans les régions avoisinantes et de poursuivre l'extension de la France en Extrême-Orient, il négocie par ailleurs un protectorat sur le Cambodge voisin.
L'implantation de la France - désormais républicaine - au Viêt Nam se fait de manière très graduelle, alors qu'elle est surtout préoccupée d'achever la conquête de la Cochinchine et de trouver un moyen de pénétrer en Chine du Sud pour accéder plus facilement au marché chinois : en 1866, les officiers Ernest Doudart de Lagrée et Francis Garnier entreprennent une mission d'exploration du Mékong. Doudart de Lagrée meurt de maladie au bout de deux ans d'expédition, mais Garnier en revient convaincu que la bonne voie menant en Chine du Sud n'est pas le Mékong mais le fleuve Rouge.
En 1873, le gouverneur de la Cochinchine, l'amiral Dupré, saisit le prétexte d'un litige entre le commissaire impérial de Hanoï et le négociant français Jean Dupuis, pour pénétrer en Chine via le fleuve Rouge : il envoie Garnier « protéger le commerce en ouvrant le pays et son fleuve à toutes les nations sous la protection de la France ». Arrivé à Hanoï, Garnier attaque la citadelle du représentant de l'empereur et s'en empare le 20 novembre. Encouragé par son succès, il poursuit alors la conquête du Tonkin en direction du delta. Mais le, 21 décembre, il est tué dans une embuscade tendue par les Pavillons noirs, des pirates chinois utilisés par les Vietnamiens comme soldats irréguliers. Dupré, qui avait agi de sa propre initiative, dépêche alors un autre émissaire pour calmer la situation avec la cour de Hué. Le 15 mars 1874, un second « traité de Saïgon » (dit « traité Philastre », du nom de son signataire le diplomate Paul-Louis-Félix Philastre), établit entre la France et le Viêt Nam une forme de protectorat, en des termes assez vagues : la France restitue à l'Annam les villes prises par Garnier et reconnaît la souveraineté de Tự Đức sur le Tonkin ; en échange, l'empereur vietnamien reconnaît la souveraineté française sur l'ensemble de la Basse-Cochinchine, y compris les provinces annexées en 1867, et garantit la liberté religieuse,.
La signature du traité provoque une révolte, menée par trois mille lettrés, contre l'autorité de Tự Đức, accusé de brader le pays ; cette « révolte des Van Thân », accompagnée de nombreux massacres de chrétiens, finit par être matée, mais les tensions persistent. Tự Đức et sa cour se refusent en effet à considérer les traités passés avec la France comme définitifs et tentent en vain d'obtenir leur renégociation. L'Annam cherche notamment l'appui des Chinois :  l'Empire Qing vient à l'aide de son vassal en autorisant l'entrée de ses troupes en territoire vietnamien. La cour de Hué élève quant à elle à la dignité mandarinale Liu Yongfu, le chef des Pavillons noirs. Les heurts réguliers entre les Français et les Chinois, dont le gouvernement refuse de reconnaître le traité de 1874, signent le départ de la guerre franco-chinoise,.

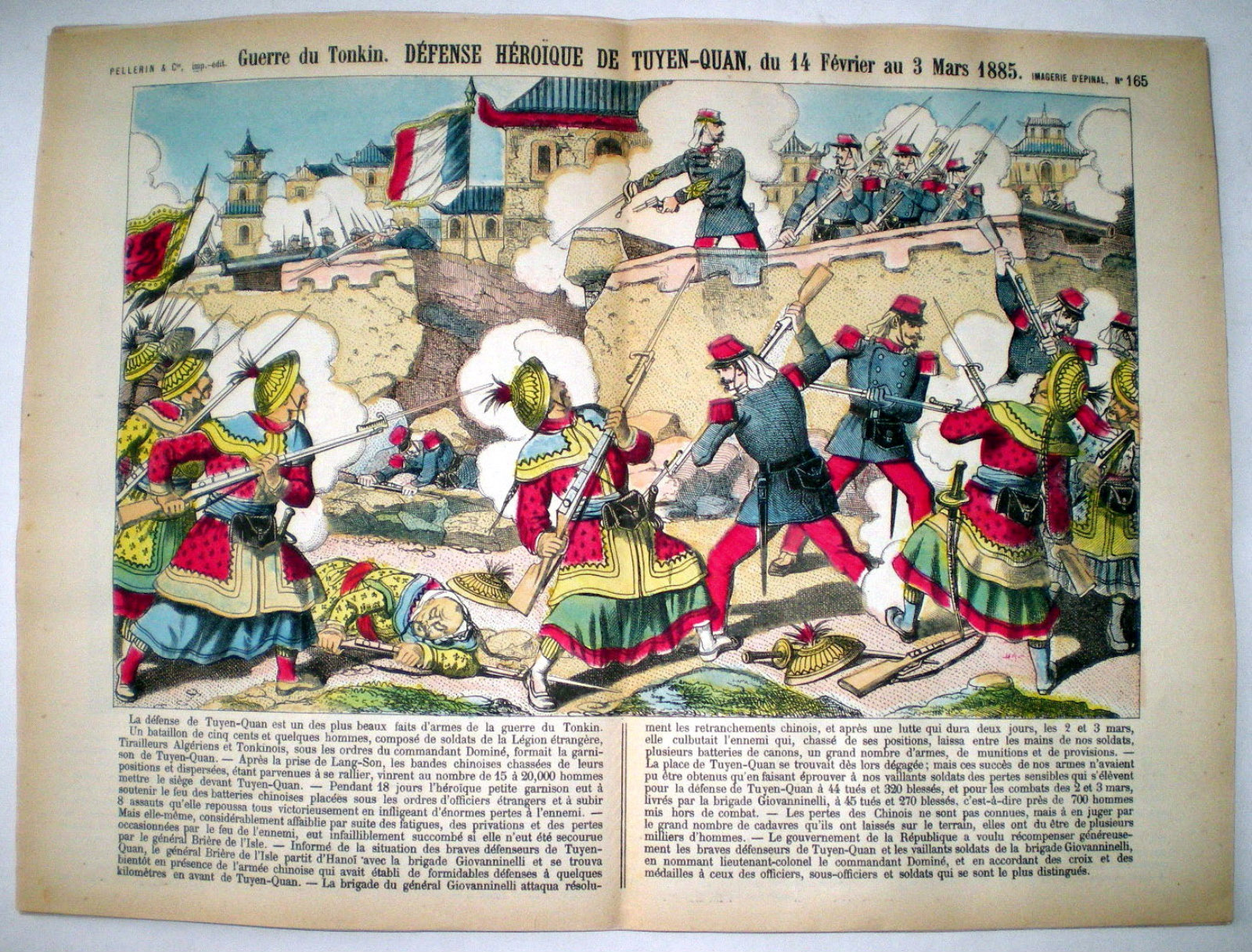
Image d'Épinal représentant le siège de Tuyên Quang par les pavillons noirs durant la guerre franco-chinoise.

La France continue de chercher à étendre son influence en Extrême-Orient : les  motivations économiques sont désormais ouvertement évoquées en lieu et place des raisons religieuses, le développement capitaliste exigeant des matières premières et des débouchés pour la production industrielle. Dès 1879, le ministère français de la marine propose l'envoi de troupes face aux attaques régulières des Pavillons noirs, mais le gouvernement de la République hésite encore à se lancer dans un engrenage de conquête. Le Tonkin intéresse tout particulièrement les Français pour la fertilité de son sol et les richesses de son sous-sol :  ses richesses minières poussent la France à fonder en 1881 une Société des mines de l'Indochine.
En juillet 1881, le président du Conseil Jules Ferry fait voter des crédits pour assurer la sécurité des Français au Tonkin, celle-ci ne pouvant être garantie par les autorités de Hué. Charles Le Myre de Vilers, gouverneur de Cochinchine, avertit Paris que, devant la mauvaise volonté des autorités annamites et les incursions des Pavillons noirs, il convient de doubler la garnison. Six mois plus tard, sur ordre de Gambetta, successeur de Ferry, des renforts militaires sont envoyés pour protéger les ingénieurs français au Tonkin. Le commandant Rivière attaque en avril 1882 la citadelle de Hanoï et s'en empare pour « assurer la sécurité des nationaux français ». Il réalise d'autres conquêtes avant d'être tué, en mai 1883, lors d'un combat contre les Pavillons noirs. Au même moment, à la demande de Jules Ferry qui est redevenu président du Conseil, la Chambre française des députés vote des crédits pour une expédition militaire au Tonkin. Face à l'invasion française, l'empereur Tự Đức demande à la Chine d'envoyer des troupes, mais il meurt dès le 17 juillet : les Français profitent de la situation pour imposer aux régents la signature du premier traité de Hué, qui met l'ensemble du pays sous protectorat et prévoit l'installation de résidents français à Hué comme à Hanoï. Des mandarins prennent alors le maquis aux côtés des Pavillons noirs, et reçoivent l'appui des troupes chinoises, que les Qing ont décidé de ne pas retirer.
La France envoie un nouveau corps expéditionnaire de 17 000 hommes, et contraint la Chine à négocier. Par l'accord de Tientsin, la Chine reconnaît le protectorat français sur le Tonkin. Un second traité de Hué confirme le précédent : le territoire est séparé en deux protectorats, le Protectorat d'Annam, qui correspond au centre du pays, et le Protectorat du Tonkin, au nord. Le nom d'Annam, qui désignait jusque-là le pays dans son ensemble, fait dès lors référence uniquement à sa partie centrale. À Hué, le sceau donné par l'empereur de Chine en 1884 est solennellement fondu, pour symboliser la disparition de tout lien de subordination du Viêt Nam envers la Chine La dynastie Nguyễn règne toujours théoriquement sur ces deux portions de territoire, mais Annam comme Tonkin sont placés sous l'autorité de résidents français,.
Le 23 juin 1884, une colonne française tombe dans une embuscade chinoise. Les hostilités reprennent alors entre les Français, les Chinois et les Pavillons noirs. En mars 1885, l'évacuation du poste-frontière de Lạng Sơn par les troupes françaises : la nouvelle provoque en France des rumeurs de désastre militaire, provoquant une crise politique et la chute du gouvernement Ferry, accusé d'entraîner le pays dans une guerre ruineuse. La métropole envoie néanmoins des renforts aux commandants militaires, le général Brière de l'Isle et l'amiral Courbet. La Chine, prise dans des conflits internes et externes, finit par renoncer à son intervention.
Le 9 juin 1885, un nouveau traité est signé à Tianjin, par lequel la Chine s'engage à ne plus intervenir dans les rapports franco-vietnamiennes et reconnaît les accords passés par les deux pays, renonçant dès lors entièrement à sa suzeraineté sur le Viêt Nam,.
À Hué, quatre empereurs se sont succédé depuis la mort de Tự Đức, la véritable autorité étant détenue par les régents Tôn Thất Thuyết et Nguyễn Văn Tường, qui ont renversé ou tué trois souverains successifs. Dục Đức, successeur immédiat de Tự Đức, a été destitué et mis à mort au bout de trois jours de règne ; Hiệp Hoà n'a régné que quatre mois et a été contraint de s'empoisonner par les régents qui le soupçonnaient de vouloir pactiser avec les Français ; Kiến Phúc a été rapidement destitué, les régents lui ont préféré Hàm Nghi, alors âgé de douze ans. Les Français arrivent à Hué le 2 juillet 1885 à la tête d'un millier d'hommes, commandés par le général de Courcy : les régents prennent les devants en passant à l'attaque mais, le 7, les Français sont maîtres de la ville. Tôn Thất Thuyết s'enfuit avec le jeune empereur Hàm Nghi, mais Tường se soumet et forme un gouvernement étroitement contrôlé par les Français. De Courcy s'emploie alors à pacifier le pays en luttant contre l'insurrection Cần Vương (« soutien au roi ») - appelée par les Français « l'insurrection des lettrés » - menée par Tôn Thất Thuyết et le souverain en fuite. Soucieux d'asseoir la légitimité du protectorat, les Français font monter sur le trône un nouvel empereur, le prince Đồng Khánh. Le régent Nguyễn Văn Tường, jugé peu fiable, est déporté à Tahiti. En novembre 1888, Hàm Nghi est capturé et déporté en Algérie ;  Tôn Thất Thuyết, quant à lui, se réfugie en Chine. La résistance contre les Français ne s'éteint pas pour autant : si la pacification du pays est achevée en 1896, l'insurrection connaît ensuite plusieurs résurgences, ce qui la fait s'étendre sur plus de deux décennies,.

## La période coloniale (1887-1954)

### Structures de la domination française

Les trois parties du Viêt Nam au sein de l'Indochine française.

Durant la période de la colonisation française, le Viêt Nam est divisé en trois entités administratives : au Sud, la colonie de Cochinchine, placée sous la tutelle directe des lois et de l'administration françaises ; au Centre, l'Annam, théoriquement placé sous un régime d'administration indirecte, le souverain, le mandarinat et les lois étant soumis, comme le Cambodge et le Laos voisins, au protectorat de la France ; au Nord, le Tonkin, sorte de « semi-protectorat », qui évolue vers un régime d'administration directe. L'usage du nom de Viêt Nam, considéré comme « subversif » et revendiqué par les nationalistes, est interdit. Au Tonkin, par une ordonnance du 3 juin 1886, l'empereur délègue la totalité de ses pouvoirs à un kinh luoc su (fonction traduite par « vice-roi » ou « commissaire impérial » ; cette décision entérine la séparation de fait de l'Annam et du Tonkin, où l'administration est soumise à un contrôle étroit des Français. En 1889, le poste de résident général de l'Annam-Tonkin est supprimé, chaque protectorat étant confié à un résident général différent,. Trois des principales villes du Tonkin et de l'Annam, Tourane, Hanoï et Hải Phòng, sont sous un régime particulier : par une ordonnance royale du 3 octobre 1888, les villes et leurs territoires sont érigés en concessions et cédés en toute propriété à la France. Le régime juridique de la colonie de Cochinchine y est appliqué.
Les termes utilisés en vietnamien pour désigner respectivement le Nord, le Centre et le Sud sont respectivement, pour le Tonkin, Bac Ky (« pays du Nord »), pour l'Annam, Trung Ky (« pays du Centre ») et pour la Cochinchine, Nam Ky (« pays du Sud »). Les nationalistes vietnamiens, par la suite, préfèreront utiliser le terme de Bo (région) à celui de Ky (pays) pour souligner l'appartenance des trois entités à une seule nation : l'usage contemporain, en vietnamien, tend à désigner ces trois régions sous les noms respectifs de Bac Bo (« région du Nord »), Trung Bo (« région du Centre ») et Nam Bo (« région du Sud »),. En 1886, le général de Courcy est remplacé par un civil, Paul Bert, au poste de Résident-général de l'Annam et du Tonkin. Paul Bert prend des mesures pour associer les Vietnamiens à la gestion de leur pays : il crée notamment un conseil de notables, qui ne dispose cependant pas d'un pouvoir réel. Cela ne met cependant pas un terme à l'insurrection des lettrés, qui continue après la capture de l'empereur. Au Centre, c'est un véritable lettré, Phan Đình Phùng, qui mène la résistance anti-française jusqu'à sa mort d'épuisement en 1895. Au Nord, la révolte est menée par un fils de paysan, Hoàng Hoa Thám : surnommé « le Đề Thám » (« le maréchal Thám »), ce dernier résiste durant des années aux Français. Après avoir négocié un arrêt des combats, il reprend les armes vers 1905. Sa guérilla dure jusqu'à son assassinat en 1913.

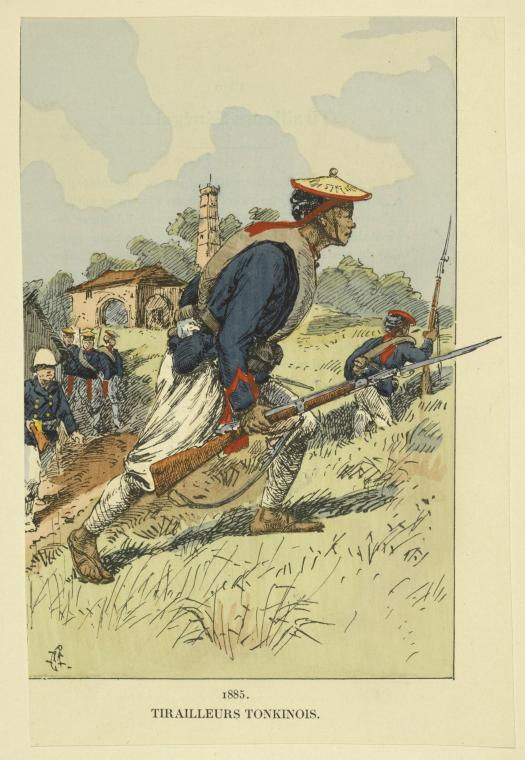
Tirailleurs tonkinois.

En Cochinchine, la conquête ayant fait disparaître les lettrés, les Français doivent parer au vide politique : la gestion du territoire repose sur la bourgeoise locale des propriétaires français et sur les auxiliaires des Français; ceux-ci sont placés sous les ordres de l'administration, mais surtout des colons. En 1880, les Français créent une assemblée élue, le Conseil colonial, où siègent quelques Annamites désignés par les chambres de commerce et d'agriculture. L'éligibilité et le suffrage sont réservés aux Français : les Annamites « sujets français » n'accèdent au suffrage que via la naturalisation, qui ne concernera jamais qu'un petit nombre de personnes dans toute l'Indochine (surtout en Cochinchine). Le Conseil colonial, principalement composé de petits fonctionnaires et de colons, devient en quelques années la principale instance dirigeante en Cochinchine. À partir de 1881, la Cochinchine est représentée à l'Assemblée nationale française par un député.
En Annam, le Résident français respecte, dans un premier temps, les décisions de politique intérieure du Cabinet impérial mais la faiblesse de l'autorité monarchique et les impératifs de maintien de l'ordre amènent une évolution conforme au rapport de forces réel entre Français et Vietnamiens. Au Tonkin, la fonction du kinh luoc su représentant l'empereur n'existe que pour justifier le nom de protectorat et l'administration est calquée sur celle de la Cochinchine : les communes, cantons et circonscriptions (délégations en Cochinchine) sont administrées par les indigènes, mais ce sont les Résidents provinciaux (administrateurs en Cochinchine) qui dirigent l'ensemble, avec l'aide de conseils de notables locaux.
Le poste de gouverneur général de l'Indochine française est créé par décret en 1887 : c'est néanmoins à partir de 1897, quand Paul Doumer est nommé au Gouvernement général, que l'Indochine acquiert une réelle substance administrative. Doumer met sur place les services généraux du Gouvernement général et obtient en 1898 la création d'un budget général de l'Indochine ; l'Union indochinoise, outre les trois parties du Viêt Nam, comprend également le Protectorat du Cambodge auquel s'ajoute ensuite celui du Laos. Au Tonkin, la fonction de Kinh Luoc, qui maintenait une forme de liaison avec la cour impériale de Hué, est supprimée en 1897 sur décision de Paul Doumer qui la considérait comme un échelon administratif inutile : ses fonctions sont transférées au Résident supérieur français, notamment en ce qui concerne la nomination des mandarins. Dans l'ensemble des territoires colonisés, les Français s'appuient sur un fonctionnariat autochtone : bien que relativement nombreux, les fonctionnaires français ne sont pas suffisants pour assurer l'administration de la colonie et des deux protectorats. De nombreux mandarins annamites coopèrent avec les Français et constituent un relais indispensable pour les autorités coloniales. Y compris en Cochinchine, le recrutement des fonctionnaires est majoritairement endogène.

Paul Doumer a construit le Grand Palais à Hanoï et la ville est devenue la capitale de l'Indochine française.

Doumer s'emploie à assainir la situation financière de l'Indochine française, jusque-là très coûteuse. Le gouverneur général, grâce à un emprunt de 200 millions de francs-or, entreprend une politique de grands travaux, améliorant sensiblement les infrastructures. Le commerce extérieur double en cinq ans et le niveau de vie s'élève sensiblement. La colonisation française contribue en outre à fixer les frontières entre la Chine et le Viêt Nam, ainsi qu'entre le Viêt Nam et le Cambodge (notamment en ce qui concerne la Cochinchine, vieille terre khmère), ce que l'État vietnamien contemporain reprend par la suite à son compte.
L'Indochine française ne devient à aucun moment une terre de peuplement, les colons français étant peu nombreux : la « société coloniale » est dans les faits partagée entre les colons proprement dits, les fonctionnaires et les militaires. Dans l'ensemble de l'Indochine, les « Européens et assimilés » sont au nombre de 24 000 environ en 1913, 25 000 en 1921 et 42 345 en 1937. Au Tonkin, où se trouve la capitale administrative Hanoï, la population est surtout formée de fonctionnaires : le recensement de 1937 relève 18 171 Européens ; Saïgon, en Cochinchine, est au contraire la capitale économique de l'Indochine : 16 084 vivent dans la colonie et y représentent 0,35 % de la population, soit la densité la plus forte.
En Annam, le nombre d'Européens recensés n'est, en 1937, que de 4 982, ce qui est cependant supérieur aux populations européennes du Cambodge et du Laos. La Cochinchine est le terrain privilégié de la colonisation agricole et exploite avec succès les ressources naturelles du pays : son économie est bien plus développée que celle des deux protectorats.
À partir de 1900, la culture de l'hévéa s'affirme comme une grande réussite économique de l'Indochine française, et devient la seconde production du pays, après le riz. Le Tonkin repose notamment sur l'industrie minière et manufacturière :un appareil commercial et bancaire important se construit sur ces activités, caractérisé notamment par de grands établissements bancaires, comme la Banque de l'Indochine et la Banque franco-chinoise. L'Annam, situé en dehors des courants commerciaux et handicapé par des conditions géographiques et climatiques difficiles, est, a contrario, une région nettement plus pauvre que le Tonkin et la Cochinchine : la colonisation agricole n'y démarre qu'après 1927 avec la pacification des plateaux. Les plantations de café et de thé des hautes terres constituent, dans ce protectorat, les bases d'une économie très fragile,,. Durant plusieurs décennies, la Cochinchine connaît une évolution entièrement distincte de celle de l'Annam et du Tonkin : un indigène vivant dans les protectorats a besoin d'un laissez-passer pour se rendre dans la colonie, dont il peut être expulsé par l'administration si celle-ci le juge indésirable. Le monarque vietnamien lui-même a besoin d'une autorisation du gouvernement colonial pour visiter la Cochinchine.

### Appareil répressif
Les bagnes sont reconnus pour leurs conditions de détention extrêmement dures. L'historien Dominique Bari relève que « les prisonniers étaient enchaînés par les pieds à une barre de fer qui empêchait tout déplacement. Certaines de ces cellules de 1,5 mètre carré pouvaient contenir jusqu’à six détenus, les empêchant de pouvoir s’allonger pour dormir. Les rares images de ces hommes sortant de leur cellule montrent des êtres humains décharnés, les os à nu, les yeux exorbités. Il y eut pire dans un des bâtiments du pénitencier : les « cages à tigre » : dans celui de Trai Phu Tuong, la petite porte et le haut mur, que l’on découvre au bout d’un chemin en terre, permettaient de dissimuler ces cachots exigus enterrés au plafond grillagé, « inventés » par les Français et réutilisés par les Américains. Ils étaient sous la surveillance constante des gardiens, dont l’une des tortures favorites consistait à déverser de la poudre de chaux puis de l’eau sale sur les détenus, leur infligeant d’horribles douleurs. L’administration coloniale française a construit 120 cellules de ce type. Les dictatures sud-vietnamiennes et les Américains ont porté leur nombre à plusieurs centaines. Une seule prison pouvait contenir jusqu’à 1 000 prisonniers pendant la colonisation française et 2 000 lors de la guerre du Vietnam. Au total, à la fin des années 1960, Poulo-Condore comptait environ 10 000 détenus. Beaucoup d’hommes. Mais aussi des femmes et des enfants. En 1969, elles étaient 342 avec deux bébés. »
Le commandant Tisseyre, qui dirigea le bagne durant la Seconde Guerre mondiale, témoigne : « Il y avait 5 000 bagnards. On les laissait mourir (…). Le mois de mon arrivée, 172 décès ; c’étaient des locaux pour 25 ou 30 détenus ; j’en ai trouvé 110, 120, 130. Un médecin indochinois m’a raconté qu’il lui était arrivé de trouver un matin sept cadavres au bagne des politiques.»

### Luttes indépendantistes

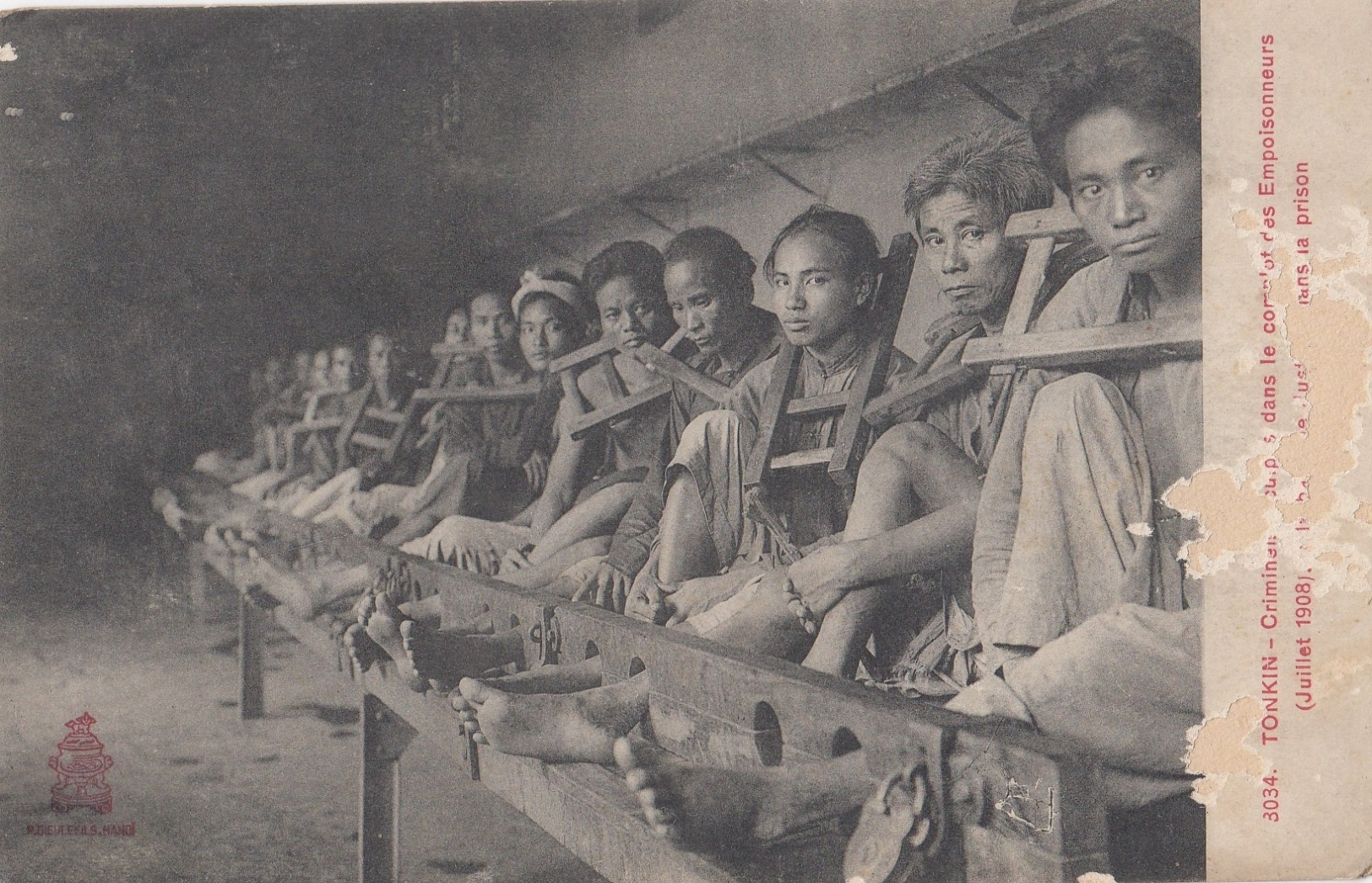
Rebelles capturés à Hanoï en 1908.

Malgré la fin de la révolte des lettrés à la fin du XIXe siècle, les opposants à la colonisation ne désarment pas et, bien que se situant désormais hors de la cour de Hué, maintiennent des contacts avec elle. Un lettré originaire du Nord Annam, Phan Bội Châu, inaugure une nouvelle phase de l'insurrection, qui se déroule désormais dans les milieux de l'émigration et des sociétés secrètes. En Chine puis au Japon, il prend contact avec des personnalités comme l'ancien régent Tôn Thất Thuyết et le réformateur chinois Kang Youwei et, par eux, s'initie aux idées des Lumières. Galvanisé par la victoire du Japon contre la Russie, Phan Bội Châu compte sur l'aide japonaise pour libérer le Viêt Nam. Rejoint à Formose (alors possession japonaise) par un jeune prince royal, Cường Để, il y crée un mouvement indépendantiste, le Việt Nam Duy Tân Hội (Société pour un nouveau Viêt Nam), qui vise à former au Japon des étudiants annamites et à préparer la libération du Viêt Nam. Les écrits que Phan Bội Châu publie à l'étranger, comme Histoire de la perte du Viêt-nam et le pamphlet anticolonial Lettre écrite d'outremer avec du sang, ont un grand retentissement,,. Ils contribuent par ailleurs à remettre en usage le nom ancien du pays, Viêt Nam, qui était tombé en désuétude depuis 1838.
Tandis que Phan Bội Châu compte sur l'aide japonaise, un autre chef de file nationaliste, le républicain Phan Châu Trinh, se méfie du Japon militariste et vise à obtenir l'indépendance sans violence, en nouant des alliances avec les milieux libéraux de la colonisation et en modernisant la société vietnamienne. À Hong Kong, des nationalistes vietnamiens achètent des armes pour les envoyer au Đề Thám. En 1906, le Gouvernement général réagit à l'attrait exercé par les nationalismes asiatiques en créant l'Université indochinoise, destinée à dispenser aux étudiants annamites une instruction comparable à celle qu'ils peuvent trouver au Japon,.
Une crise politique donne aux nationalistes l'occasion d'agir. Les Français doivent en effet gérer la personnalité particulière de l'empereur Thành Thái, personnage « fantasque » dont le comportement scandalise les milieux conservateurs de la cour impériale. En 1907, les adversaires du monarque parviennent à le faire taxer de folie et à obtenir son abdication et son exil ; il est remplacé par son jeune fils, alors âgé de huit ans, qui prend le nom de règne de Duy Tân (« réformes nouvelles »). Déjà dévaluée politiquement, la monarchie vietnamienne est cette fois avilie, le fait de remplacer un père par son fils constituant en outre un viol de l'éthique confucéenne. L’événement, qui se conjugue aux mécontentements dus à la fiscalité, provoque une très forte tension au sein de la société vietnamienne. Le Viêt Nam Duy Tân Hoi passe alors à l'action et, en 1908, déclenche une série d'insurrections dans le Centre-Annam, à Hanoï et en Cochinchine. Le Đề Thám participe également à la lutte armée, jusqu'à son assassinat en 1913.
En 1908, des tirailleurs indochinois sont arrêtés à Hanoï pour avoir tenté d'empoisonner la garnison française et permettre aux troupes du Đề Thám de prendre la ville. Dans l'ensemble, les complots et soulèvements sont vite découverts ou maîtrisés ; une intense répression policière s'abat sur les milieux nationalistes. L'Université indochinoise, bien que n'étant pas liée aux troubles, est fermée. À la demande de la France, le Japon ferme les écoles où étudient les Vietnamiens et expulse Cường Để et Phan Bội Châu. Les indépendantistes, réfugiés en Chine, sont incités par la révolution de 1911 à reprendre le combat. Ils créent en 1912 une nouvelle organisation, la Việt Nam Quang Phục Hội (Association pour la restauration du Viêt Nam), animent un gouvernement provisoire présidé par Cường Để et agissent sur le sol indochinois par l'entremise de sociétés secrètes. L'agitation persiste :  en 1913, un attentat à la grenade, au café du Hanoï Hôtel, fait trois morts. Les idées nationalistes gagnent même le jeune Empereur Duy Tân qui, en 1916, s'enfuit du palais royal pour prendre la tête d'une insurrection. Repris, il est déposé et exilé auprès de son père, près d'Alger, puis à La Réunion. Khải Định lui succède sur le trône,.

### Réformes et évolutions de la société coloniale

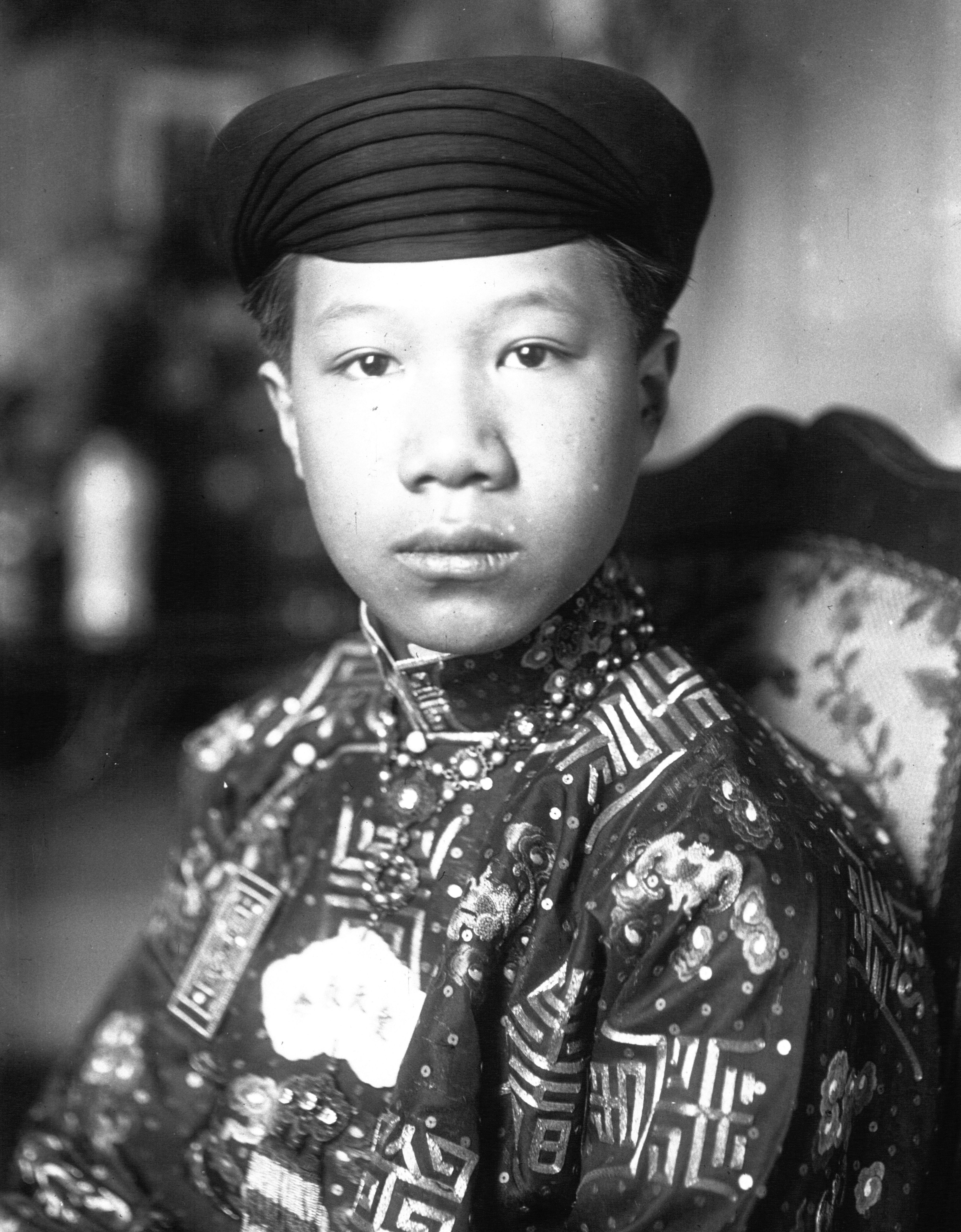
L'empereur Bảo Đại, en 1926.

Les événements de 1908 attirent l'attention de l'opinion publique française sur la situation en Indochine. En 1911, un programme de réformes politiques est décidé par le Gouvernement général : le député radical Albert Sarraut est nommé gouverneur avec pour mission de l'appliquer. Le nouveau gouverneur général se prononce pour une politique d'association et un exercice plus loyal du protectorat. L'Université indochinoise est rouverte et l'éducation développée à tous les degrés ; en décembre 1917 est promulgué un Règlement général de l'Instruction publique, qui réorganise et rationalise l'enseignement primaire et secondaire en Indochine. L'administration est réformée et la représentation vietnamienne élargie dans les diverses assemblées locales. L'enseignement se fait en français et en vietnamien : l'éducation coloniale favorise par ailleurs la diffusion du quốc ngữ ; initialement pensé par les missionnaires comme un instrument d'évangélisation, il devient un intermédiaire utile pour les Vietnamiens désirant se familiariser avec le français, et s'impose progressivement comme l'alphabet national.
La politique de Sarraut suscite l'opposition des milieux français d'Indochine, mais contribue à gagner la confiance des Vietnamiens. L'enseignement primaire supérieur se développe particulièrement et contribue à engendrer une petite bourgeoisie vietnamienne. Durant la Première Guerre mondiale, la France peut rapatrier la majorité de ses troupes en métropole sans que des troubles n'en résultent en Indochine. Plusieurs dizaines de milliers de Vietnamiens, ouvriers ou tirailleurs indochinois, sont en outre envoyés en Europe pour participer à l'effort de guerre français,.
La colonisation se traduit, sur le plan culturel, par l'émergence de nouvelles formes religieuses : le catholicisme se développe à la faveur de la présence française et concerne, au début du XXe siècle, un peu moins de 10 % de la population indochinoise. Les catholiques vietnamiens sont surtout groupés sur les côtes, où ils forment des communautés fortement encadrées.

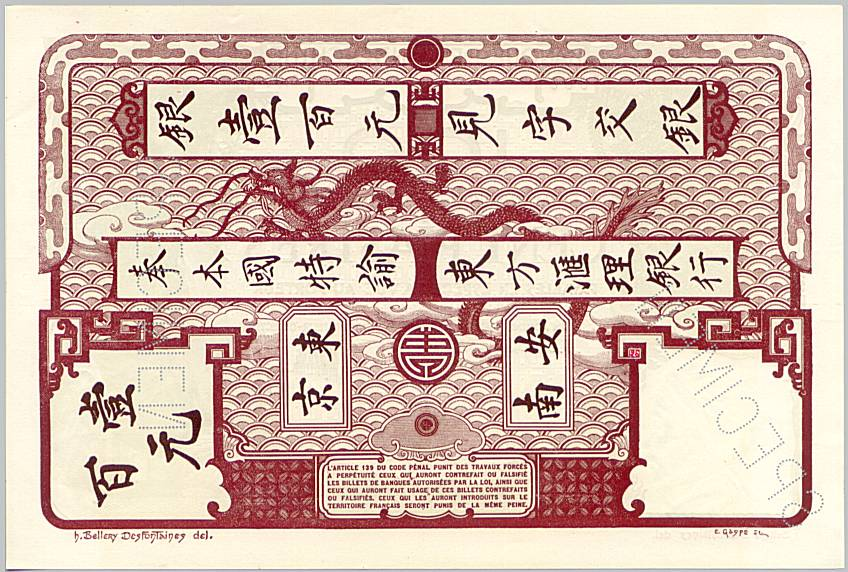
Billet de 100 piastres indochinoises, monnaie introduite par les Français.

L'Indochine française connaît dans la première moitié du XXe siècle une profonde transformation sociale et économique : le développement de l'instruction favorise le développement d'une nouvelle élite annamite qui remplace l'ancienne génération des lettrés nationalistes, laquelle tend à s'éteindre. Bien que l'analphabétisme demeure très répandu, le développement de la scolarisation et du quốc ngữ contribue à susciter chez les Vietnamiens, surtout dans les agglomérations, une vraie soif d'apprendre. Tandis que la société traditionnelle décline, la nouvelle bourgeoisie annamite occidentalisée, qui compte beaucoup d'avocats, de médecins et de professeurs, aspire à voir la France accorder une plus grande autonomie au pays,. Malgré son développement économique, le Viêt Nam colonial demeure par ailleurs une société profondément inégalitaire : en Cochinchine, 50 % des terres sont possédées par 2,5 % de la population, qu'il s'agisse des colons, peu nombreux, ou des élites annamites qui vivent de la rente foncière.
Dans l'ensemble de l'Indochine, la classe des privilégiés, composée d'Européens, de Chinois ou de la bourgeoisie indigène, représente environ 10 % de la population mais se partage, au début des années 1930, 37 % du revenu de la colonie : en Cochinchine, cette proportion atteint 53 % du revenu. 90 % des Vietnamiens résident dans les campagnes, et la paysannerie indigène, composée essentiellement de tout petits exploitants, vit dans des conditions souvent précaires et difficiles. Les travailleurs manuels connaissent des situations de grande pauvreté et aucun effort particulier n'est fait, ni par les Français ni par les élites vietnamiennes, pour développer l'activité locale indigène. La culture du riz est la principale activité, le Viêt Nam en étant le troisième exportateur mondial. Le maïs, deuxième production agricole, est également exporté. Ces exportations se font cependant au détriment des populations locales : les paysans, pour améliorer leur ration alimentaire, doivent développer des cultures d'appoint et de substitution.
Si, du point de vue industriel, l'Indochine est la première des colonies françaises, les autochtones ne contrôlent que des entreprises de taille modeste. Le secteur des mines et de l'industrie est dirigé par des entrepreneurs français et entièrement contrôlé par des groupes financiers français. L'inégalité se retrouve également dans la fiscalité indochinoise : les recettes des différents budgets proviennent essentiellement des autochtones, les impôts indirects touchant uniformément tous les habitants. L'État dispose d'un monopole sur l'alcool, l'opium et le sel, ce qui a des conséquences sur l'ensemble des habitants : l'administration va jusqu'à imposer aux villages un quota d'achat d'alcool, obligatoire sous peine de sanctions. La taxe foncière, égale pour tous les exploitants quelle que soit la surface de leur terre, aboutit à des injustices profondes du fait de l'inégalité des surfaces. Les inégalités se retrouvent au niveau des salaires, le plus petit fonctionnaire français étant mieux rémunéré qu'un mandarin annamite. Le système colonial développe par ailleurs une classe de professions libérales et de petits fonctionnaires vietnamiens, qui tendent à se franciser culturellement. L'engouement pour la modernité apportée par les études va cependant de pair, au sein de la jeunesse vietnamienne, avec une crise culturelle : de nombreux membres des nouvelles élites vietnamiennes se sentent souvent coupés de la réalité sociale et historique de leur pays, sans être vraiment intégrés à la communauté française qui se réserve le véritable pouvoir. Les inégalités économiques, sociales et politiques contribuent à alimenter de profondes frustrations,,.
Les volontés réformatrices vietnamiennes ne sont pas couronnées de succès : le journaliste tonkinois Phạm Quỳnh, qui expose une doctrine nourrie de Barrès et de Maurras et prône une modernisation de la société vietnamienne, est alors considéré par les Français d'Indochine comme un dangereux nationaliste. L'empereur Khải Định, qui partage les idées de Phạm Quỳnh et souhaite une alliance loyale entre la France et le Viêt Nam, réalise en 1922 le premier voyage en France d'un souverain vietnamien ; il n'obtient cependant rien sur le plan politique. En novembre 1925, Khải Định meurt, alors que son fils Nguyễn Phúc Vĩnh Thụy, qui lui succède sous le nom de Bảo Đại, est âgé de 12 ans et suit sa scolarité en France ; les dernières attributions politiques et judiciaires du souverain d'Annam sont alors transférées au Résident supérieur français, qui préside désormais les séances du Conseil impérial, en présence cependant du premier ministre d'Annam. L'autorité monarchique se trouve vidée de sa substance en Annam, ce qui contribue à heurter vivement le sentiment national vietnamien,.
Le nouveau gouverneur général de l'Indochine, Alexandre Varenne, arrivé peu après la mort de l'empereur, entreprend une politique de réformes dans la lignée de celle d'Albert Sarraut : l'accès des Vietnamiens à la fonction publique est facilité, et des chambres des représentants sont créées en Annam et au Tonkin. Des détenus politiques, parmi lesquels Phan Bội Châu, sont amnistiés. Mais l'opposition de la société coloniale contribue à faire avorter les réformes de Varenne : les nationalistes vietnamiens favorables à la collaboration avec la France se voient refuser le droit de créer un parti politique et les assemblées locales, élues au suffrage restreint par quelques milliers d'électeurs, n'ont pas la possibilité d'émettre des vœux de nature politique. Le Conseil colonial de Cochinchine, la Chambre des représentants d'Annam et celle du Tonkin, bien qu'étant des assemblées élues, ne sont ni délibératives ni exécutives. Elles peuvent cependant servir de tribunes pour y exprimer les revendications de groupes socioprofessionnels ; les Vietnamiens qui y siègent ne sont pas élus, mais choisis par les autorités françaises, comme représentatifs des élites indigènes. Seules les quatre principales villes, Hanoï, Saïgon, Hué et Haïphong, possèdent des municipalités élues au suffrage universel. Si les conseillers municipaux vietnamiens se montrent souvent revendicatifs, leur nombre est cependant toujours inférieur à celui des Européens. Déçus dans leurs espoirs de collaboration loyale avec les autorités françaises, les intellectuels vietnamiens se réfugient pour la plupart dans une abstention méfiante ; quelques-uns choisissent cependant de passer à l'action clandestine,.
De nouveaux mouvements politiques apparaissent : en 1923 est fondé le Parti constitutionnaliste, parti nationaliste et légaliste qui prône la modernisation du pays et exprime surtout les aspirations de la bourgeoisie cochinchinoise. Il tend cependant, à la fin des années 1930, à être supplanté par le Parti démocrate, qui préconise une évolution vers un statut de dominion. En 1927, des jeunes Tonkinois issus de la petite bourgeoisie fondent le Việt Nam Quốc Dân Đảng (VNQDD), parti nationaliste étroitement inspiré du Kuomintang chinois et qui vise au contraire à chasser les Français par une insurrection générale. En 1929, le VNQDD assassine Hervé Bazin, directeur général de l'Office général de la main-d'œuvre, une entreprise spécialisée dans le recrutement de travailleurs engagés. Dans la nuit du 9 au 19 février 1930, les nationalistes déclenchent la mutinerie de Yên Bái, au cours de laquelle les tirailleurs de la garnison tonkinoise de Yên Bái massacrent leurs cadres français. La mutinerie est rapidement mâtée et la répression de la Sûreté française décapite le VNQDD, qui est quasiment réduit à néant. De nombreux militants sont envoyés au bagne de Poulo Condor. Incidemment, le retentissement de la révolte de Yên Bái fait rentrer dans le langage courant le nom Viêt Nam, qui était jusque-là utilisé uniquement dans les milieux nationalistes, et qui supplantera à terme les noms Annam et Indochine.

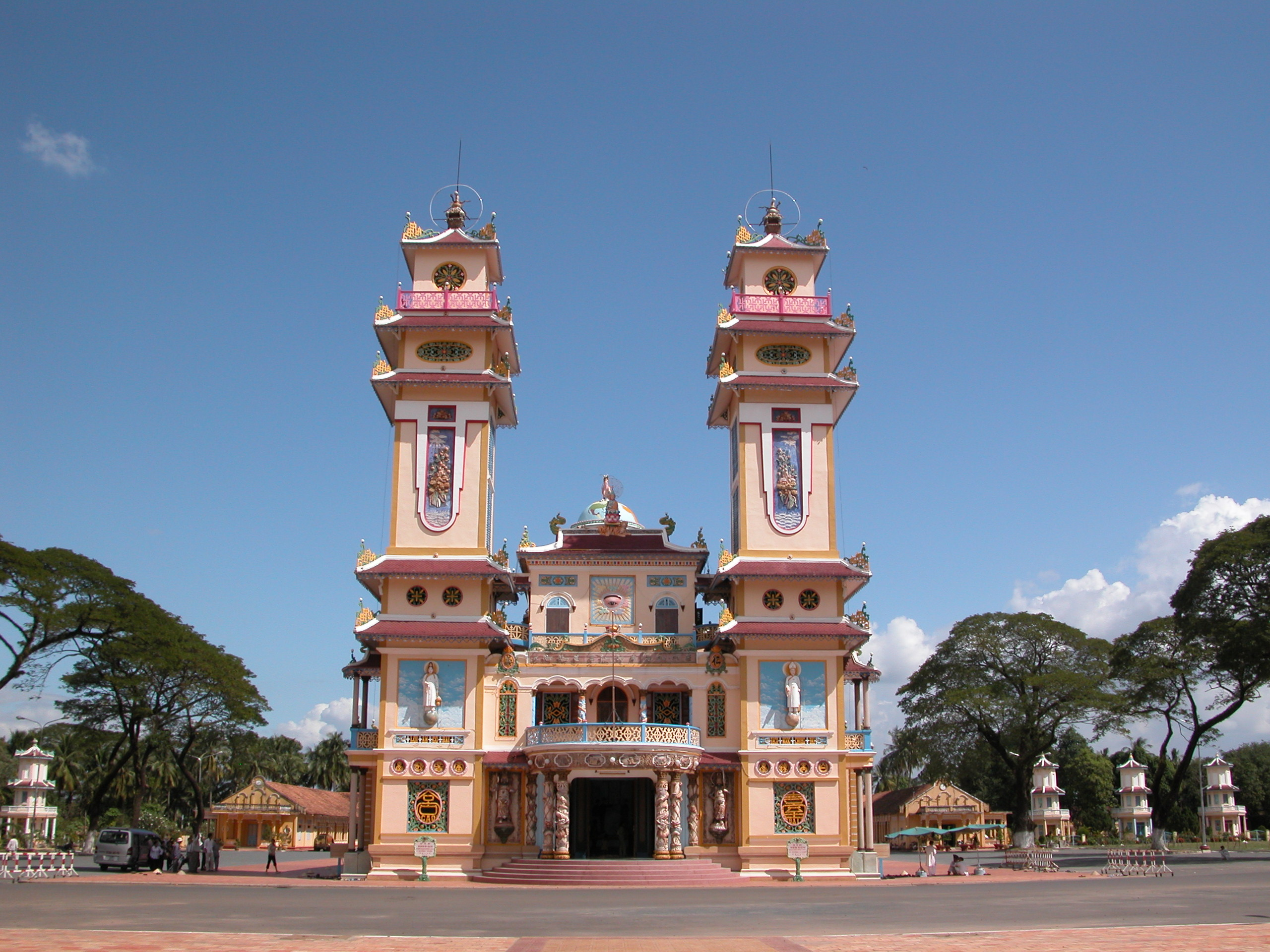
Le Saint-Siège caodaïste à Tây Ninh.

Les années 1920-1930 voient également le développement, principalement en Cochinchine, d'organisations politico-religieuses aux discours nationalistes. Les principales sont le caodaïsme, religion syncrétique fondée par des notables (propriétaires fonciers ou bourgeois citadins) au fonctionnement calqué sur celui de l'église catholique et qui évolue vers un nationalisme favorable au Japon, et la secte Hòa Hảo, mouvement à l'idéologie plus sommaire, qui se présente comme un bouddhisme rénové et prédit que les colonisateurs seront défaits par les Japonais. Les Bình Xuyên, généralement présentés comme une secte, sont moins un mouvement religieux qu'une organisation criminelle, qui contrôle le trafic de drogue à Saigon,.
L'affaiblissement du VNQDD permet à une nouvelle force politique de s'imposer. Nguyên Sinh Cung - alors connu sous le nom de « Nguyễn Ái Quốc » (Nguyên le Patriote), et plus tard sous celui d'Hồ chí Minh - agent de l'Internationale communiste (Komintern) en Extrême-Orient, fonde à Hong Kong, en février 1930, le Parti communiste vietnamien ; bien qu'essentiellement composé de Vietnamiens, le parti est rebaptisé à l'automne Parti communiste indochinois, afin de s'adresser à l'ensemble des indigènes de l'Indochine française. Les communistes organisent rapidement, dans le Nord-Annam où sévit en 1930 une grave famine, des « marches de paysans », qui prennent bientôt une ampleur considérable. La répression de la Sûreté est extrêmement dure et l'appareil du PCI, dont le comité central avait été transféré à Haïphong, est brisé net. La plupart des membres du comité central sont arrêtés et condamnés à mort ou à des peines de prison. De nombreux militants, comme Phạm Văn Đồng, Lê Đức Thọ ou Lê Duẩn, sont détenus au bagne de Poulo Condor et dans d'autres prisons. Nguyễn Ái Quốc lui-même est arrêté à Hong Kong par la police britannique. Libéré, il repasse dans la clandestinité et poursuit, notamment en Chine, sa carrière d'agent du Komintern,,.

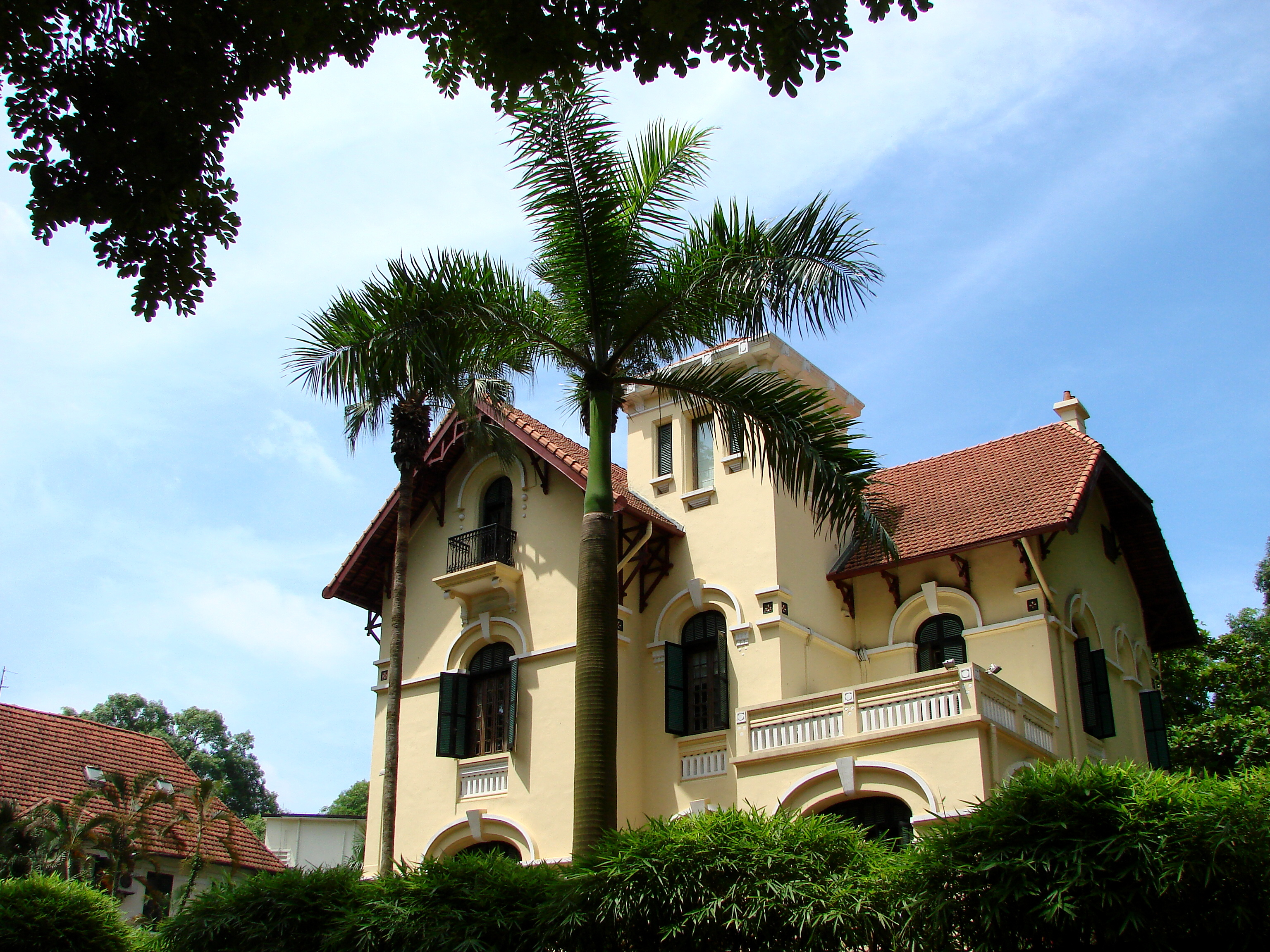
Bâtiment d'architecture coloniale à Hanoï.

En 1932, le retour au pays de l'empereur Bảo Đại, qui suivait jusque-là des études en France, semble annoncer un nouveau mouvement de réformes : dès le 10 septembre, dans sa première ordonnance, le souverain annonce son intention de gouverner « avec le concours du peuple » en instaurant une monarchie constitutionnelle. Sur les conseils du Gouvernement général, il prend comme directeur de cabinet Phạm Quỳnh, que les Français considèrent désormais comme un homme sûr. Le 2 mai 1933, une ordonnance royale précise que Bảo Đại, alors âgé de 19 ans, prend personnellement la direction des affaires du pays. Presque tous les ministres sont remplacés par des mandarins plus jeunes. La fonction de Premier ministre d'Annam est cependant supprimée : le Résident supérieur français continue de présider les séances du Conseil impérial sans être « gêné » par un chef du gouvernement annamite. Bảo Đại compense le choc de cette mesure en nommant au ministère de l'intérieur de l'Annam une personnalité nationaliste montante, le jeune mandarin catholique Ngô Đình Diệm. Mais les volontés réformatrices de Diệm sont rapidement paralysés par l'opposition conjointe des milieux traditionalistes et de l'administration du Protectorat. Ne recevant pas de soutien suffisant de la part de Bảo Đại, Diệm démissionne dès le mois de septembre 1933. La première année de règne effectif de Bảo Đại constitue donc une déception pour les nationalistes. Phạm Quỳnh, désormais très modéré dans ses propositions, perd l'essentiel de son aura en collaborant au cabinet de l'empereur. Les réformistes vietnamiens ne rencontrent pas plus de succès dans leurs entreprises que les révolutionnaires,.
En 1936, l'avènement du Front populaire suscite l'espoir de l'intelligentsia vietnamienne, du fait de l'attitude sur les questions coloniales de la SFIO, des radicaux et du PCF. À l'initiative du nouveau ministre des colonies Marius Moutet, la liberté de parole et d'association est reconnue à tous : des partis vietnamiens et des syndicats de toutes nuances se forment. La bourgeoisie cochinchinoise s'organise, notamment à travers le Parti démocrate. Le Parti communiste indochinois, qui a reconstitué ses cadres en Cochinchine, constitue un parti légal et s'allie aux trotskistes vietnamiens du groupe La Lutte, animé par Tạ Thu Thâu. Au Nord, où il demeure interdit, il fonctionne derrière le paravent du « Front démocratique indochinois » dirigé par Phạm Văn Đồng et Võ Nguyên Giáp. Le caodaïsme gagne également en puissance et, fort de 300 000 adhérents, constitue une sorte d'« État dans l'État ». Bảo Đại, quant à lui, veut visiter la Cochinchine en 1937 mais s'en voit refuser l'entrée par les Français, qui ne souhaitent pas donner l'impression de reconnaître l'autorité monarchique dans la colonie.
En voyage en France en 1938, l'empereur tente une nouvelle fois d'obtenir l'autonomie interne pour l'ensemble de l'Annam-Tonkin réunifié en un seul territoire, mais le ministre des colonies Georges Mandel lui fait comprendre que la situation internationale ne permet pas ce genre d'expériences. Bảo Đại, désabusé et d'un caractère quelque peu indolent, compense son manque d'influence réelle en consacrant l'essentiel de son temps à ses loisirs,.
À la fin des années 1930, l'Indochine française est concernée par la politique expansionniste de l'empire du Japon, qui désire notamment, dans le cadre de la guerre sino-japonaise, couper la route à l'approvisionnement de la république de Chine. L'alliance entre le Japon et l'Allemagne nazie fait craindre que l'éclatement d'un conflit en Europe ait des conséquences immédiates sur l'Indochine française. En février 1939, la menace se précise avec l'installation des Japonais sur l'île chinoise d'Hainan. En août, un militaire, le général Georges Catroux, est nommé Gouverneur général de l'Indochine. La tension internationale a des conséquences directes sur la situation politique de l'Union indochinoise : lorsque le PCF est interdit en métropole en septembre 1939, la répression s'abat à nouveau sur les groupes communistes vietnamiens (PCI et trotskistes),.

### Seconde Guerre mondiale

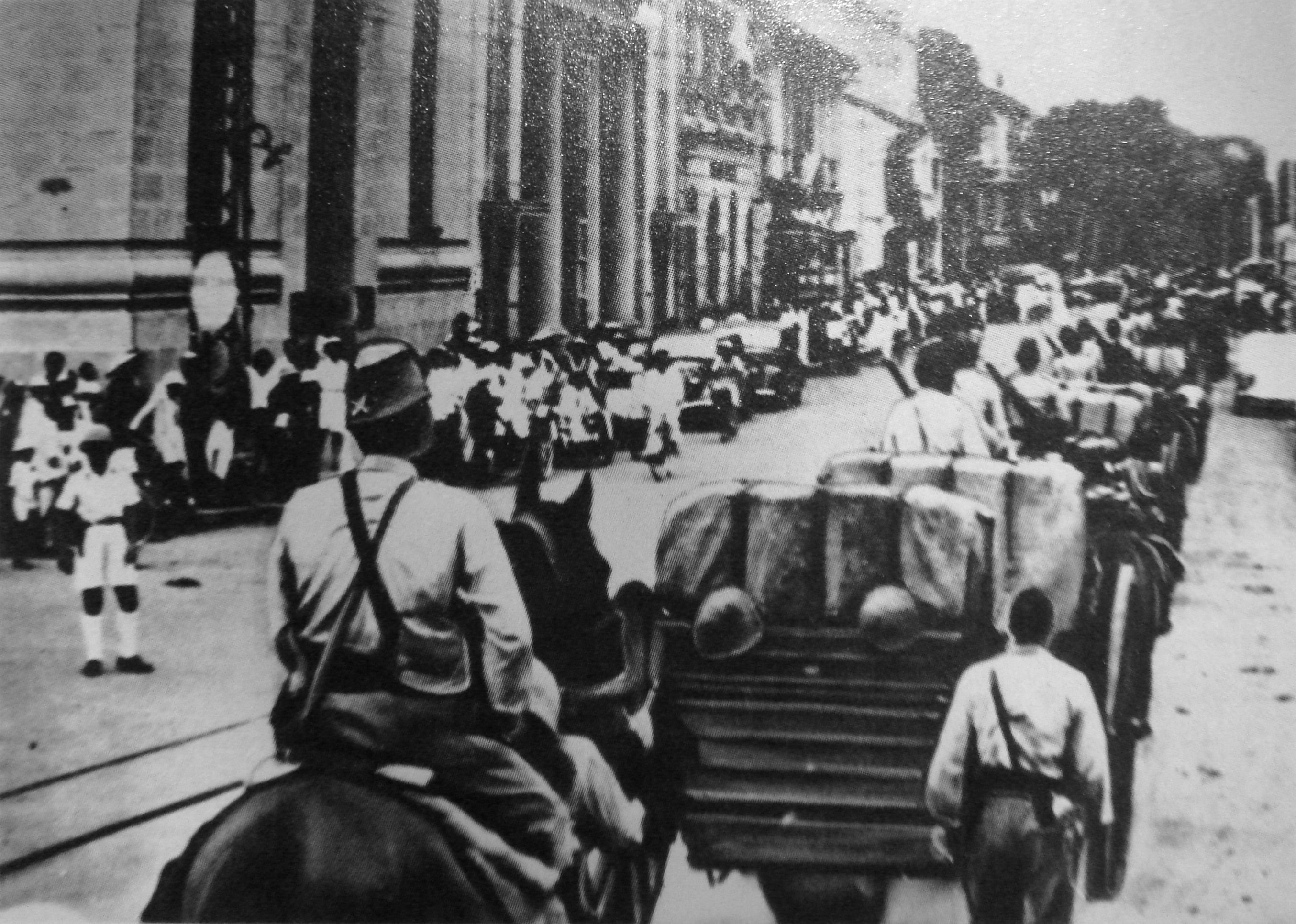
L'Armée impériale japonaise à Saïgon en 1941.

En juin 1940, la débâcle française en Europe amène le Japon à tenter d'imposer ses vues aux Français : face à la menace militaire japonaise, le général Catroux cède et accepte de laisser les Japonais contrôler les transports de marchandises vers la Chine. Le gouvernement de Vichy décide alors de le limoger et le remplace par l'amiral Jean Decoux. La passation de pouvoirs a lieu le 22 juillet ; Vichy signe ensuite avec le Japon un accord reconnaissant la position privilégiée du Japon en Extrême-Orient. Mais Decoux tarde à appliquer la convention militaire, au point que le 22 septembre, l'armée impériale japonaise pénètre au Tonkin, envahissant l'Indochine. Lạng Sơn tombe et des troupes japonaises débarquent dans la région de Haïphong. Malgré l'humiliation constituée par cette violation de territoire, un cessez-le-feu est conclu : l'Indochine française demeure pour la durée du conflit un lieu de transit pour les soldats japonais, qui respectent en retour la souveraineté française en Indochine. Le Japon joue également les médiateurs pour mettre un terme, dans les mois qui suivent, au conflit entre la France et la Thaïlande. À partir de juillet 1941, les accords Darlan-Kato régissent les rapports en Indochine entre Vichy et le Japon et les troupes japonaises peuvent stationner dans l'ensemble de l'Indochine, jusqu'en Cochinchine.
L'amiral Decoux s'efforce de maintenir avec les Japonais un modus vivendi et de préserver la souveraineté française. Les Japonais, de leur côté, s'abstiennent de soutenir officiellement les nationalistes vietnamiens, tout en maintenant des liens avec divers groupes indépendantistes, comme les partisans du prince Cuong Dê, ainsi qu'avec les sectes caodaïste et Hoa Hao. La Sûreté française fait à plusieurs reprises arrêter des nationalistes de diverses obédiences, tandis que les Japonais font obstacle à la répression en transportant leurs protégés à l'étranger. À Saïgon, Ngô Đình Diệm est placé sous la protection du quartier général japonais. Les Français ont les coudes plus franches pour combattre les insurrections communistes. Des forces armées liées au PCI agissent durant plusieurs mois à Lạng Sơn, et en novembre-décembre 1940, une insurrection communiste, sévèrement réprimée, a lieu en Cochinchine. Decoux impose fermement le maintien de l'ordre et se montre tout au long de la guerre fidèle au régime pétainiste : les agents de la France libre ne parviennent pas à prendre pied en Indochine. Tout en réprimant les indépendantistes et en important en Indochine la législation de Vichy, l'idéologie de la Révolution nationale et le culte du maréchal Pétain, Decoux s'emploie à flatter le sentiment national des différents pays de l'Indochine. L'administration est davantage ouverte aux autochtones et un Conseil fédéral est créé : si l'assemblée n'a qu'un rôle consultatif, les indigènes y sont majoritaires. Le nom de Viêt Nam, auparavant interdit, est employé par le Gouverneur général.
Decoux fournit en outre de réels efforts en direction des autochtones, par une politique de grands travaux et d'amélioration des infrastructures, et un développement de l'instruction,.

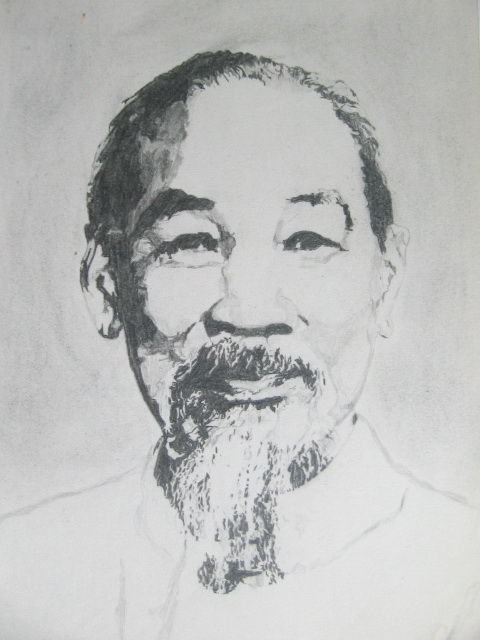
Hô Chi Minh.

Au printemps 1941, Nguyễn Ái Quốc franchit la frontière chinoise et pénètre secrètement au Tonkin, revenant au pays après trente ans d'absence. Dans la grotte de Pác Bó se déroule le « 8e Plénum » du Parti communiste vietnamien : Nguyễn Ái Quốc impose aux militants la création d'un « front commun » destiné à rassembler tous les « patriotes » vietnamiens pour lutter contre les Japonais et les Français. Cette nouvelle organisation, qui remplace l'ancien Front démocratique indochinois, prend le nom de Viêt Nam Doc Lap Dong Minh Hôi (soit Ligue pour l'indépendance du Viêt Nam), abrégé en Việt Minh,. La surveillance des autorités coloniales oblige la plupart des dirigeants du Việt Minh à continuer de résider en Chine du Sud ; ils y sont tributaires de la bonne volonté du camp nationaliste de Tchang Kaï-chek qui, visant à étendre son influence en Indochine, suscite l'union de divers groupes indépendantistes vietnamiens, dont le Việt Minh et le VNQDD, au sein d'une « Ligue révolutionnaire du Viêt Nam » (Dong Minh Hoï). Les Chinois favorisent d'abord d'autres groupes que le Việt Minh : Nguyễn Ái Quốc est arrêté en août 1942 par le gouvernement du Kuomintang.
À l'été 1943, son entourage prend contact simultanément avec l'OSS - les services secrets des États-Unis - et le gouvernement chinois, pour demander la libération du « délégué Hô Chi Minh », nouveau nom adopté par Nguyễn Ái Quốc. Le Dong Minh Hoï végétant et les Américains cherchant des personnes sur qui compter en Asie du Sud-Est, les Alliés décident de miser sur le Việt Minh, qui se présente avant tout comme nationaliste et non comme communiste. Les Chinois libèrent Nguyễn Ái Quốc, alias Hô Chi Minh, qui entre alors avec Phạm Văn Đồng au comité directeur du Dong Minh Hoï,. En Indochine, les hommes du Việt Minh animent à la fin 1943 des maquis dans les zones montagneuses près de la frontière chinoise et prennent temporairement le contrôle de divers villages, mais les autorités coloniales multiplient les patrouilles et les forcent bientôt à se replier. Hô Chi Minh entre comme ministre en 1944 dans un « gouvernement provisoire » vietnamien créé avec le soutien de Tchang Kaï-chek. Se désintéressant du Dong Minh Hoï, il multiplie les contacts avec les Américains,. À l'hiver 1944, les guérilleros Việt Minh se manifestent à nouveau en Indochine en attaquant quelques postes français. Võ Nguyên Giáp s'occupe d'organiser les troupes Việt Minh, qui constituent l'embryon de l'Armée populaire vietnamienne.
Au début de 1945, l'administration mise en place par Vichy est toujours en fonction en Indochine française, tandis que de Gaulle a désigné le général Mordant comme responsable des réseaux de résistance contre les Japonais, avec la tâche de préparer la libération de l'Indochine. Decoux, tardivement informé, est censé couvrir Mordant. Entretemps, la situation des Japonais dans la guerre du Pacifique devient de plus en plus critique : en janvier 1945, les Alliés réalisent des bombardements sur la péninsule indochinoise, coulant une quarantaine de navires japonais. Les Japonais décident alors de prendre le contrôle de l'Indochine française pour y éviter un débarquement allié qui couperait leurs voies de ravitaillement.
Le 9 mars 1945, l'Armée impériale japonaise, dont les effectifs en Indochine ont été considérablement renforcés, réalise un coup de force contre les Français ; Decoux est arrêté, Mordant capturé, et l'armée française d'Indochine, attaquée par surprise, démantelée en moins de 24 heures. Une partie des troupes françaises parvient à se réfugier en Chine, tandis que des petits groupes mènent la résistance.
Les Japonais, ayant pris le contrôle de l'Indochine, poussent les souverains des différents États de l'Union indochinoise à proclamer l'indépendance de leurs pays respectifs. Plutôt que de mettre sur le trône leur protégé Cường Để, qui attend vainement son heure au Japon, ils privilégient la stabilité en maintenant en place Bảo Đại. L'empereur, prévenu après-coup par les Japonais, obtempère et annonce la réunification de l'Annam et du Tonkin, sous le nom d'Empire du Viêt Nam. La Cochinchine, administrée directement par les Japonais, demeure cependant séparée des deux autres ky. Après avoir un temps songé à mettre Ngô Đình Diệm à la tête du gouvernement, les Japonais choisissent un nationaliste plus effacé, Trần Trọng Kim, comme Premier ministre du Viêt Nam. Mais le nouveau gouvernement est vite confronté à un manque criant de moyens, qui l'empêche de gérer la dramatique famine qui s'est déclarée en début d'année au Tonkin. La mauvaise récolte, les politiques de réquisitions des Japonais et la désorganisation des communications se conjuguent en effet pour causer, principalement dans le Nord du pays, l'une des pires famines de l'histoire du Viêt Nam, causant au bas mot plusieurs centaines de milliers — voire un million — de morts,,.
Au fil des mois, le Việt Minh s'enhardit, sa propagande bénéficiant de la déstabilisation des sociétés rurales. Les Américains, peu favorables aux colonialistes français, privilégient désormais les nationalistes vietnamiens par rapport aux Français dans les opérations envisagées contre les Japonais. Hô Chi Minh et son entourage quittent leur refuge à l'extrême nord, descendent le long du Delta. Au début du mois d'août, le gouvernement de Trần Trọng Kim, débordé par la situation catastrophique du pays, remet sa démission.
Le 14 août 1945, après les bombardements atomiques, le Japon annonce sa capitulation. Le même jour, les Japonais réunifient la Cochinchine au reste du territoire vietnamien. Hô Chi Minh, de son côté, se sent assez fort pour rompre avec le « gouvernement provisoire » soutenu par les Chinois, crée un Comité de libération nationale entièrement dominé par les communistes, et lance un mot d'ordre d'insurrection générale pour prendre le pouvoir avant que les Français ne puissent revenir. À partir du 17 août, le Việt Minh organise des manifestations dans Hanoï, et s'empare des bâtiments officiels, déclenchant l'épisode dit de la Révolution d'Août.
Le général Leclerc arrive à Kandy (Ceylan) pour préparer l'entrée en Indochine du Corps expéditionnaire français en Extrême-Orient qui avait été mis sur pied pour combattre les Japonais, mais il apprend sur place qu'en vertu des accords de Potsdam, dont les Français ont été tenus à l'écart, le Royaume-Uni doit débarquer au Sud de l'Indochine pour désarmer les Japonais et maintenir l'ordre, tandis que la république de Chine fera de même au Nord ; les troupes françaises ne peuvent pas encore débarquer. Pierre Messmer et Jean Cédile, parachutés en Indochine pour y représenter le GPRF, sont capturés, l'un par le Việt Minh, l'autre par les Japonais. Le Việt Minh prend le contrôle de Hanoï presque sans coup férir ; le 26 août, les Japonais acceptent de laisser les forces armées indépendantistes rentrer dans la ville ; dans l'ensemble du Viêt Nam, à l'exception de quelques accrochages, les Japonais opposent peu de résistance au Việt Minh, préférant laisser le territoire aux nationalistes asiatiques plutôt qu'aux colonisateurs blancs. Les militaires français sont maintenus en détention par les Japonais pendant que le Việt Minh prend le contrôle du Tonkin et du Nord de l'Annam. À Hué, Bảo Đại, dépassé, tente vainement de faire reconnaître l'indépendance de son pays par les puissances étrangères et envisage de demander au Việt Minh de former un gouvernement. Ayant reçu de Hanoï un message qui le presse d'abdiquer, il s'exécute le 25 août, et remet les insignes de sa souveraineté à une délégation du Comité de libération nationale. En Cochinchine, le Việt Minh a plus de mal à imposer son autorité face aux autres groupes nationalistes vietnamiens, mais parvient à créer un Comité exécutif provisoire, dominé par les communistes. Hô Chi Minh arrive à Hanoï fin août ; le chef du Việt Minh est alors peu connu et la plupart, y compris au sein des Alliés, ignorent qu'il est la même personne que Nguyễn Ái Quốc. Jean Sainteny, envoyé par le GPRF, arrive au même moment, mais est maintenu à l'écart par les Japonais, tandis que le représentant de l'OSS pactise avec Hô Chi Minh ; ce dernier, dont le pouvoir est encore très fragile, s'emploie à consolider ses assises et à se concilier les Alliés. Le 28 août, le Việt Minh forme un gouvernement provisoire ; Bảo Đại, désormais appelé « citoyen Vinh Tuy », y occupe une fonction de conseiller. Le 2 septembre, jour de la fin de la Seconde Guerre mondiale, Hô Chi Minh proclame l'indépendance du pays au nom du Gouvernement provisoire de la république démocratique du Viêt Nam,,.

## La fin de la présence française au Viêt Nam (1945-1955)
- Gouvernement central provisoire du Viêt Nam (1948-1949)
- État du Viêt Nam (1949-1955)

### La situation en 1945-46

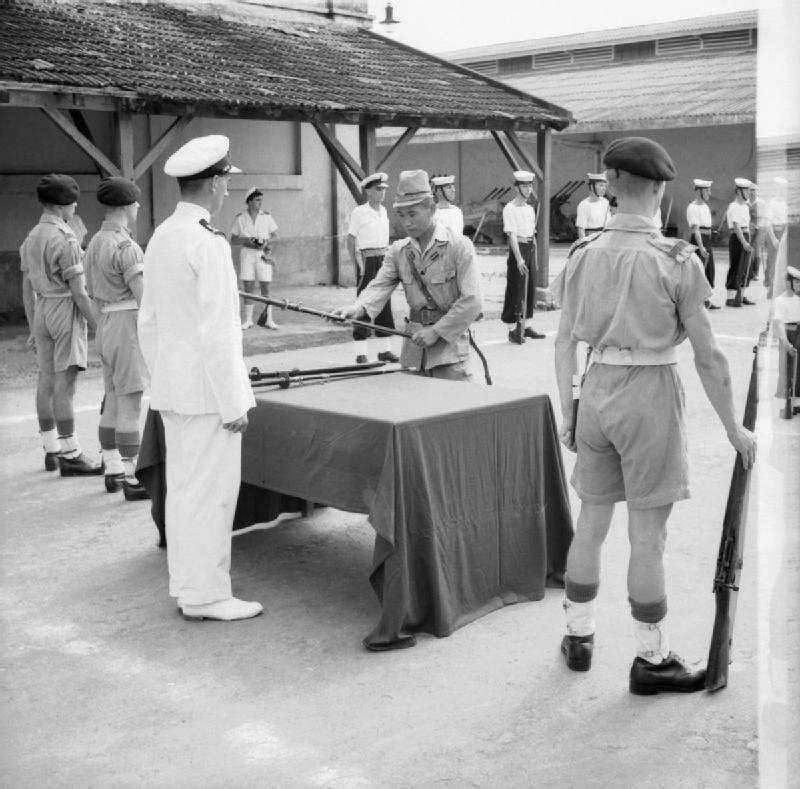
Les troupes japonaises présentant leur reddition aux Britanniques à Saïgon.

Le Corps expéditionnaire français commandé par Leclerc ne peut débarquer en Indochine que dans les premiers jours d'octobre 1945. Entretemps, les Chinois pénètrent au Nord, et les Britanniques au Sud. Au Nord, les Chinois ne favorisent guère les intérêts français et empêchent le retour des troupes françaises réfugiées en Chine après mars 1945 ; au Sud, les Britanniques tentent difficilement de maintenir l'ordre et font libérer et réarmer les prisonniers français. La situation est confuse et, fin septembre, des heurts éclatent à Saïgon. Jean Cédile, délégué du GPRF, reprend les bâtiments administratifs aux révolutionnaires vietnamiens. De nouveaux incidents s'ensuivent et, le 25, un quartier européen est attaqué : plusieurs centaines de personnes sont massacrées ou enlevées.
Le 5 octobre, Leclerc peut enfin atterrir à Saïgon. Les Français reprennent progressivement le contrôle de la Cochinchine, et doivent affronter des actions de guérilla du Việt Minh, qui organise l'insécurité. Le 31 octobre, le nouveau gouverneur général, l'amiral d'Argenlieu, arrive à son tour à Saïgon ; en janvier 1946, le général britannique David Gracey, jusque-là chargé de l'occupation de la Cochinchine, transfère ses pouvoirs aux Français.
Face à la grande confusion régnant dans le pays, la question du futur statut politique du Viêt Nam se pose : les Français croient trouver une figure politique rassembleuse en la personne du prince Vĩnh San (l'ancien empereur Duy Tân, exilé depuis près de trente ans), qui plaide pour un Viêt Nam unitaire au sein de la Fédération indochinoise. De Gaulle envisage de remettre Vĩnh San sur le trône mais le 26 décembre, alors qu'il se prépare à rentrer au pays, le prince meurt dans un accident d'avion. Au début de 1946, la France n'a toujours pas repris le contrôle de l'intégralité du pays. Au Nord, le gouvernement du Việt Minh multiplie les réformes et les actions de propagande ; il a entretemps les plus grandes difficultés à gérer la famine qui continue de sévir - d'autant que la coupure d'avec le Sud le prive des surplus de la Cochinchine - et doit compter avec la présence envahissante des troupes d'occupation chinoises, qui soumettent le pays à un véritable pillage. Le VNQDD et le Dong Minh Hoï, revenus avec les Chinois, exigent un remaniement du gouvernement en leur faveur, et de multiples formations paramilitaires sèment le désordre. Le 11 novembre, pour rassurer l'opinion, le Parti communiste indochinois annonce son autodissolution. Dans les faits, la direction du Parti continue d'exister et de contrôler le Việt Minh. En janvier 1946 sont organisées - théoriquement dans tout le Viêt Nam, mais en pratique dans le Nord seulement - des élections en vue de former une assemblée constituante vietnamienne. Le Việt Minh - dont les candidats se présentent souvent sans concurrence - triomphe, obtenant une légitimité électorale malgré la liberté très relative du scrutin.
Entretemps, les Français du Tonkin, qui ont été dans leur majorité rassemblés à Hanoï par les Japonais, font figure d'otages potentiels du Việt Minh : la France doit donc user de diplomatie pour se réimplanter au Nord Viêt Nam.
Jean Sainteny, délégué par l'amiral d'Argenlieu, négocie à la fois avec le Việt Minh et avec les Chinois. La France et la Chine signent le 28 février des accords prévoyant le retrait des troupes chinoises ; la Chine obtient la fin des concessions françaises et des avantages commerciaux au Tonkin et la relève de l'armée chinoise est achevée le 31 mars. Hô Chi Minh, dont le gouvernement n'est reconnu par aucune capitale, doit de son côté prendre acte du rapport de forces et traiter avec les Français. Le 6 mars 1946, le dirigeant Việt Minh signe avec le représentant français les accords Hô-Sainteny :  le Viêt Nam est reconnu par la France comme un « État libre » faisant partie de la Fédération indochinoise et de l'Union française. Le 18 mars, le général Leclerc peut faire son entrée dans Hanoï, ce qu'il présente comme la « dernière étape de la Libération ». Le texte des accords Hô-Sainteny porte la marque de nombreuses concessions : le mot d'« indépendance » n'y figure pas et l'union des trois ky n'est pas acquise, les accords prévoyant uniquement d'organiser un référendum. Les futurs statuts du Viêt Nam et de l'Indochine française, et la place du Viêt Nam au sein de celle-ci, restent à définir,.

Étendard du Việt Minh, utilisé par la suite comme drapeau national du Nord Viêt Nam.

De laborieuses négociations commencent entre Français et Vietnamiens, alors que les incidents se multiplient. Une conférence préliminaire se tient en avril à Đà Lạt : le désaccord est notamment complet au sujet du statut de la Cochinchine. Hô Chi Minh compte quant à lui avant tout sur la conférence qui doit s'ouvrir en région parisienne. Peu avant son départ et dans le but d'élargir sa base militante, il crée le Liên Viêt, une coalition censée regrouper l'ensemble des nationalistes et qui, bien que dominée par le Việt Minh, attire des membres d'autres groupes comme le VNQDD. Le 31 mai, Hô et sa délégation s'envolent pour la France. Le lendemain du départ d'Hô Chi Minh, l'amiral d'Argenlieu prend l'initiative de proclamer le gouvernement provisoire de la « république de Cochinchine », « État libre » présidé par le docteur Nguyễn Văn Thinh et qui aura pour tâche de préparer le référendum prévu par les accords Hô-Sainteny. Malgré cette manœuvre de l'amiral, Hô Chi Minh ne rompt pas les négociations et la conférence de Fontainebleau s'ouvre le 6 juillet. Entretemps, en Indochine, les communistes renforcent leur hégémonie politique, à la faveur notamment du retrait des troupes chinoises, qui laisse le champ libre aux troupes de Giáp pour s'installer dans différentes villes. Sur le plan politique, le VNQDD est soumis à une campagne de terreur durant les mois de juin et juillet ; ses cadres sont tués, arrêtés ou contraints à l'exil et remplacés par des dirigeants nationalistes favorables au Việt Minh. Les dirigeants du Dong Minh Hoï sont, eux aussi, éliminés politiquement ou physiquement. À Fontainebleau, les pourparlers patinent et, le 1er août, Phạm Văn Đồng suspend la conférence après avoir appris que d'Argenlieu a organisé à Đà Lạt une conférence avec les représentants des autres pays de la péninsule. Hô Chi Minh prolonge tout de même son séjour en France : le 14 septembre, il signe avec le ministre de l'Outre-mer Marius Moutet un « modus vivendi » hâtivement préparé, qui prévoit une reprise des négociations en janvier 1947 une fois que la constitution de la Quatrième République aura pu être adoptée et le statut de l'Union française clairement défini,,,.

### Les débuts de la guerre d'Indochine
Après le retour d'Hô Chi Minh, la situation continue de se tendre en Indochine. Le Việt Minh entretient l'agitation en Cochinchine, par le biais d'une guérilla dirigée par Nguyễn Bình, qui harcèle ou assassine les notables et les fonctionnaires vietnamiens pro-Français. Le gouvernement de Nguyễn Văn Thinh, à qui les Français n'ont guère donné de moyens ni de pouvoirs réels, est en outre peu soutenu par la population et attaqué par les milieux coloniaux qui lui reprochent sa mollesse : le 9 novembre, le président de la Cochinchine, découragé, se suicide ; le caodaïste Lê Văn Hoạch lui succède. Au Nord du pays, en territoire Việt Minh, une assemblée constituante s'ouvre le 28 octobre et adopte neuf jours plus tard une constitution, la première de l'histoire du pays, qui ne fait aucune mention de la Fédération indochinoise ni de l'Union française. Le 14 novembre, cependant, l'assemblée ajourne la mise en vigueur de la constitution et donne au gouvernement d'Hô Chi Minh le pouvoir de gouverner par décret, instaurant de fait un pouvoir dictatorial au Nord,,. Convaincu de l'échec de la solution négociée, Giáp développe quant à lui les forces de l'Armée populaire vietnamienne.
L'amiral d'Argenlieu et le général Valluy - qui a succédé à Leclerc à la tête du Corps expéditionnaire - souhaitent eux aussi en découdre avec le Việt Minh. Le 20 novembre, à Haïphong, des tirs visent un bateau français et des affrontements éclatent dans la ville. Le général Valluy ordonne à l'armée de prendre le contrôle de Haïphong. Le bombardement de la ville par l'artillerie française entraîne de nombreux morts civils, bien qu'aucun consensus n'existe quant au nombre de victimes : les Vietnamiens parlent de 20 000 morts, une estimation française de 6 000 morts, d'autres chiffres, plus modestes, de 500 à 1 000 victimes,. Les incidents et les préparatifs militaires continuent de se multiplier et, le 19 décembre, les troupes Việt Minh tentent un coup de force dans Hanoï et ses alentours. Des dizaines de civils, blancs ou eurasiens, sont tués ou pris en otage ; Hô Chi Minh, réfugié hors de Hanoï, lance un appel à la guerre à outrance. Les troupes françaises réussissent à reprendre le contrôle de la ville ; le gouvernement de Hô Chi Minh a cependant pris le maquis. La guerre d'Indochine, conflit larvé depuis septembre 1945, est désormais une guerre ouverte,.

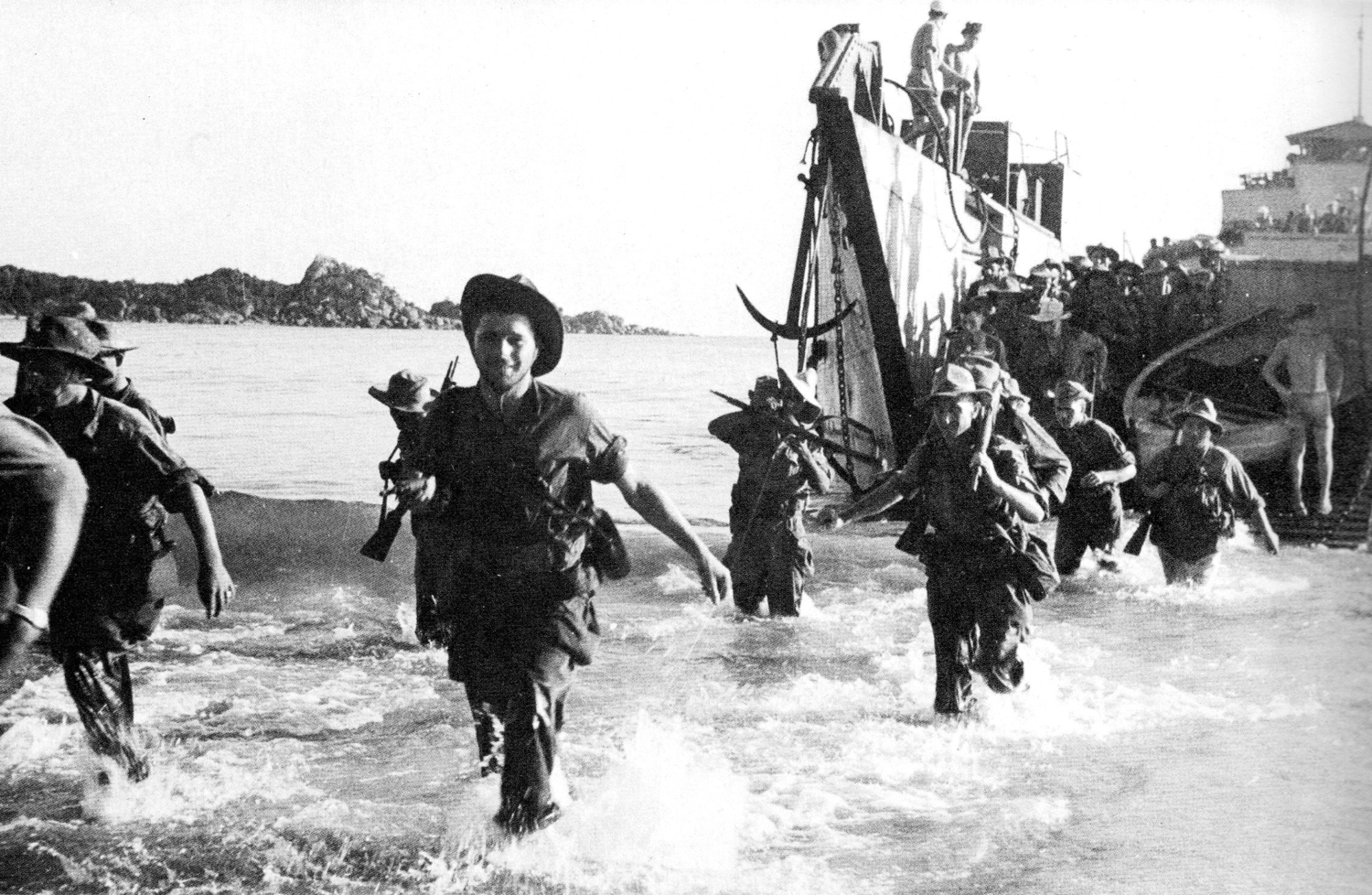
Débarquement de troupes françaises sur les côtes de l'Annam en 1950.

Au début du conflit indochinois, les Français sont encore incertains quant à la stratégie à suivre et au statut politique des trois parties du Viêt Nam. Les troupes françaises reprennent pied, fin 1946, dans les zones stratégiques du Tonkin et de l'Annam. Le général Valluy vise avant tout à défaire militairement le Việt Minh pour que la « foule annamite » s'en détache ; il entre dès lors en conflit avec Émile Bollaert, qui a remplacé l'amiral d'Argenlieu comme haut-commissaire et qui envisage de reprendre les négociations avec Hô Chi Minh. Les offensives françaises, si elles mettent à mal les positions de la guérilla Việt Minh, échouent cependant à détruire celle-ci, les effectifs du Corps expéditionnaire étant insuffisants pour mener de manière renouvelée les offensives nécessaires. Les Français, pour se garantir des appuis locaux, nouent des alliances avec les sectes caodaïste, Hòa Hảo et Bình Xuyên, et comptent sur le soutien des catholiques vietnamiens. Sur le plan militaire, les troupes françaises ont, dans le courant de 1947, l'avantage en Annam et au Tonkin, mais les forces de Giáp se dérobent à l'affrontement et appliquent une tactique de la terre brûlée. En Cochinchine, la guérilla se montre très active applique une stratégie inspirée de celle de Mao durant la guerre civile chinoise. Le gouvernement français demeure partagé entre la poursuite de la guerre et l'ouverture de négociations, qui pourraient ou non inclure le Viet Minh. Hô Chi Minh lui-même fait des gestes envers les Français, qui exigent cependant de leur côté l'arrêt de la guérilla : les contacts entre le chef du Việt Minh et Paul Mus, conseiller de Bollaert, n'aboutissent à rien de concret. Les nationalistes vietnamiens non communistes refusent quant à eux que les Français traitent avec le Việt Minh. Une solution politique semble finalement se profiler en la personne de l'ex-empereur Bảo Đại, installé à Hong Kong depuis 1946 - et toujours officiellement conseiller du gouvernement Việt Minh -, qui semble envisager de jouer les médiateurs. Des contacts sont pris avec Bảo Đại qui, en septembre 1947, émet enfin une proclamation officielle dans laquelle il prend position contre le Việt Minh et se propose en arbitre,,,.

### De la réorganisation politique à la défaite française

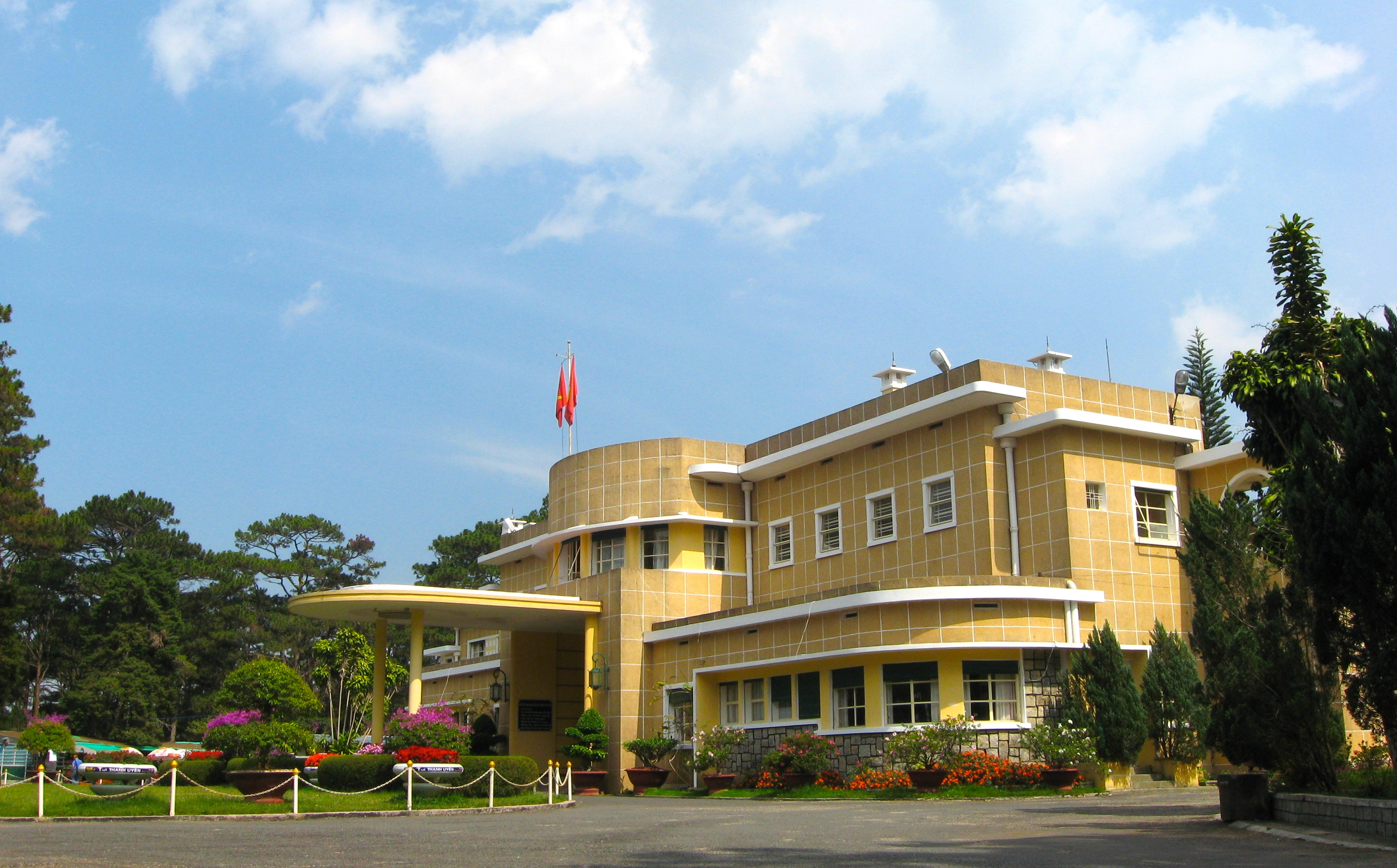
Palais d'été de Bảo Đại à Đà Lạt.

En Cochinchine, après que le Conseil eut retiré sa confiance au président Lê Văn Hoạch, Nguyễn Văn Xuân, un général lié à la SFIO, prend en octobre 1947 la tête du gouvernement de la colonie, qu'il rebaptise Gouvernement provisoire du Sud Viêt Nam pour écarter tout soupçon de séparatisme. Xuân entretient des contacts avec Bảo Đại (lui-même soutenu par le MRP) mais ses efforts pour constituer une « troisième force » entre l'ex-empereur et Hô Chi Minh sont ruinés par les milieux politiques cochinchinois, qui souhaitent conserver l'autonomie de la colonie. De longues et laborieuses négociations sont menées entre Bảo Đại et le haut-commissaire Bollaert, par l'intermédiaire de diverses personnalités comme Ngô Đình Diệm, pour tenter de définir le statut du Viêt Nam. En l'attente d'un retour officiel de Bảo Đại et d'un accord sur le statut de la Cochinchine, un Gouvernement central provisoire du Viêt Nam, qui réunit le Tonkin et l'Annam, est constitué le 27 mai 1948, avec à sa tête le général Xuân. En Cochinchine, où les milieux coloniaux et autonomistes sont toujours rétifs, Trần Văn Hữu succède à Xuân. Le 5 juin 1948, à bord d'un croiseur en baie de Hạ Long, Xuân et Bollaert signent enfin un accord, en présence de Bảo Đại qui le contresigne : la France reconnaît l'indépendance du Viêt Nam, dans le cadre de l'Union française dont il demeure un État associé, ainsi que le principe de l'unité des trois ky, bien que celle-ci demeure à concrétiser. Le Việt Minh, confronté à un régime vietnamien concurrent ayant de surcroît obtenu le principe de l'unité qui lui avait toujours été refusé, intensifie ses attaques. En outre, le Gouvernement central, qui n'est qu'une solution de transition, manque de moyens et d'autorité,.

Drapeau utilisé successivement par le Gouvernement central provisoire du Viêt Nam, l'État du Viêt Nam et enfin le Sud Viêt Nam.

Bảo Đại attend, pour revenir au Viêt Nam et prendre lui-même la tête du régime, d'avoir obtenu le règlement de la question de la Cochinchine et des garanties suffisantes quant à l'autonomie interne du Viêt Nam ; il prend cependant le risque d'impatienter ses propres partisans et de miner son autorité en entretenant sa réputation d'indolence. Une assemblée territoriale est finalement formée en Cochinchine : le 23 avril, elle vote le rattachement de la colonie au Viêt Nam, ce que le Parlement français ratifie le 20 mai. L'ex-empereur revient enfin au Viêt Nam, sans soulever beaucoup d'enthousiasme, et s'installe à Đà Lạt. Les gouvernements de Nguyễn Văn Xuân et Trần Văn Hữu ayant démissionné, Bảo Đại entreprend de constituer un nouveau gouvernement, mais les différents chefs nationalistes se récusent, en premier lieu Ngô Đình Diệm qui vise une indépendance totale. Bảo Đại est dès lors contraint de prendre lui-même dans un premier temps la tête du gouvernement, dont Xuân devient vice-président. La monarchie n'est pas rétablie, Bảo Đại ne souhaitant ni froisser ses soutiens républicains français, ni préjuger du régime que choisira le pays une fois ses institutions stabilisées : en conséquence, il ne redevient pas empereur, mais prend le titre de « Chef de l'État ». Le 14 juin 1949, l'État du Viêt Nam, réunissant le Tonkin, l'Annam et la Cochinchine sous une même autorité politique, est reconnu par la France.
Durant la deuxième moitié de l'année 1949, la « solution Bảo Đại » se concrétise enfin alors que la France transfère progressivement une série de pouvoirs à l'État du Viêt Nam. Mais, dans le même temps, le Việt Minh gagne de nouveaux atouts, du fait de la victoire de Mao dans la Chine voisine. Les indépendantistes vietnamiens bénéficient dès lors du soutien de la république populaire de Chine - qui leur fournit des armes et des bases arrière - mais aussi, de manière plus indirecte, de l'URSS et de l'ensemble du bloc communiste ; la guerre d'Indochine constitue alors un front ouvert de la guerre froide. En France, le PCF lance en 1949 une campagne de propagande contre la « sale guerre » en Indochine. En janvier 1950, la Chine reconnaît le gouvernement de la république démocratique du Viêt Nam, suivie en cela par l'URSS ; les États-Unis et le Royaume-Uni reconnaissent quant à eux l'État du Viêt Nam. Le début de la guerre de Corée pousse les Américains, qui craignent la contagion communiste en Asie, à accélérer et à accroître leur aide à l'effort de guerre des Français en Indochine.
En octobre 1950, les Bô Dôi (soldats de l'Armée populaire vietnamienne) de Giáp, désormais dotés de matériel chinois, infligent à la France sa première défaite d'envergure lors de la bataille de la RC 4. Le Corps expéditionnaire subit de lourdes pertes et les Français doivent abandonner plusieurs places fortes, dont Lạng Sơn et Cao Bằng. La bataille constitue un tournant dans le conflit : la France envoie pour redresser la situation le général Jean de Lattre de Tassigny, qui cumule les fonctions de commandant du Corps expéditionnaire et de haut-commissaire de l'Indochine française ; dès janvier 1951, de Lattre inflige d'importantes défaites aux troupes de Giáp. L'évolution de la situation internationale et le soutien apporté par le camp de l'URSS à la guérilla vietnamienne pousse entretemps Hô Chi Minh, qui s'était jusque-là présenté essentiellement comme un chef nationaliste, à mettre à nouveau en avant son identité communiste. Lors d'un congrès organisé en février 1951, l'ex-Parti communiste indochinois, officiellement dissous en 1945, renaît sous le nom de Parti des travailleurs du Viêt Nam. Trường Chinh, communiste radical et disciple de Mao, en devient le secrétaire général, tandis que Hô Chi Minh lui-même occupe le poste de président du Parti. Le Việt Minh fusionne officiellement avec la coalition du Lien Viêt. Les communistes vietnamiens s'efforcent en outre de développer les insurrections laotienne et cambodgienne, le Pathet Lao et les Khmers Issarak, qu'ils soutiennent et contrôlent, pour étendre le conflit à toute l'Indochine française. La création de « partis-frères » laotien et cambodgien est annoncée.
Les Français s'efforcent de « vietnamiser » le conflit en développant l'armée de l'État du Viêt Nam, l'Armée nationale vietnamienne, placée sous le commandement du général Nguyễn Văn Hinh. Les troupes baodaïstes bénéficient cependant de moyens très insuffisants et les milices catholiques vietnamiennes, engagées aux côtés des Français, peinent à tenir leurs positions face aux communistes. Le régime de Bảo Đại, quant à lui, trouve ses cadres principalement au sein de l'élite urbaine et des propriétaires terriens, et manque de soutien populaire comme de légitimité électorale. Bảo Đại nomme Trần Văn Hữu chef du gouvernement en 1950, mais la réalité du pouvoir est en grande partie détenue par Nguyễn Văn Tâm, chef de la sécurité. Le chef de l'État fait lui-même peu d'apparitions publiques, consacre une grande partie de son temps aux femmes et au jeu, passe une partie de l'année dans sa propriété à Cannes et, quand il se trouve au Viêt Nam, séjourne le plus souvent dans ses résidences de Đà Lạt ou Buôn Ma Thuộ. Nommé chef du gouvernement en 1952, Nguyễn Văn Tâm s'emploie à traquer les ennemis des Français, réels comme imaginaires : le consul des États-Unis à Hanoï conclut à l'époque que sa politique constitue un outil de propagande indirecte pour le Việt Minh,,.
L'armée française, entretemps, perd son chef : le général de Lattre de Tassigny, malade, quitte l'Indochine en novembre 1951 pour aller se faire soigner en métropole, où il meurt en janvier 1952. Le conflit indochinois se prolonge et coûte de plus en plus cher à l'État français, tandis que l'Armée populaire vietnamienne poursuit ses offensives et pénètre désormais en territoire laotien. Les revendications indépendantistes s'expriment de manière de plus en plus ouverte en Indochine : dans le courant de 1953, Norodom Sihanouk, roi du Cambodge, bataille pour l'indépendance de son pays, qu'il fait finalement reconnaître par les Français en novembre ; en parallèle, l'indépendantisme progresse également au sein des milieux politiques vietnamiens. La famille Ngô - alors que Ngô Đình Diệm lui-même se trouve en exil aux États-Unis - fait sa rentrée : le 5 septembre, des dirigeants religieux, parmi lesquels l'évêque Ngô Đình Thục, frère de Diệm - publient un texte violemment critique à l'égard du régime. Le jour suivant se tient un « congrès d'union nationale et de paix » dont les délégués - parmi lesquels le syndicaliste catholique Ngô Ðình Nhu, autre frère de Diệm - réclament l'indépendance immédiate sans conditions et la tenue d'une assemblée constituante. Bảo Đại réagit alors en organisant le mois suivant un contre-congrès, semble-t-il en partie à l'instigation des Français : les revendications indépendantistes s'y font également entendre. Les Français, quant à eux, ne voyant aucune issue à la guerre, envisagent des négociations avec les indépendantistes dans la perspective d'une « sortie honorable » du conflit,.

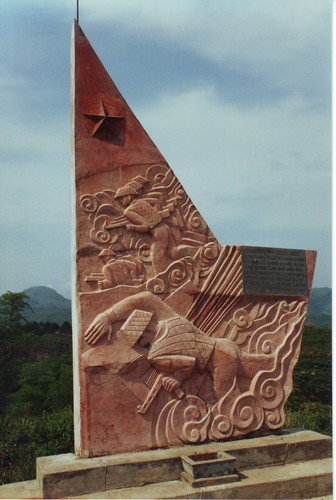
Monument au Viêt Nam commémorant la victoire de l'Armée populaire vietnamienne lors de la bataille de Diên Biên Phu.

Alors que le gouvernement français tente de trouver une issue politique, le général Henri Navarre, nommé en 1953 chef des forces françaises en Indochine, décide de bloquer la pénétration de l'Armée populaire vietnamienne au Laos en établissant à Diên Biên Phu un camp supposé imprenable. Dès la fin 1953, le général Giáp envisage de prendre le camp pour porter un coup décisif au dispositif français. En février 1954, lors de la conférence de Berlin, il est décidé de tenir en avril une nouvelle conférence à Genève, pour aborder la situation en Corée - où la guerre s'est terminée depuis un an - et en Indochine.
Mais à la mi-mars, avant l'ouverture des pourparlers, l'Armée populaire vietnamienne entreprend le siège de Diên Biên Phu, que Giáp veut prendre pour que son camp soit en position de force lors de la conférence. Dotées d'armes chinoises modernes et donc d'une puissance de feu que les Français n'avaient pas prévu, les troupes de Giáp prennent au piège les troupes de l'Union française. Le siège, qui se déroule dans des conditions effroyables, dure près de deux mois. 15 000 membres des troupes de la France et l'État du Viêt Nam - dont 4 000 parachutés en renfort durant la bataille - sont impliqués dans les combats. Le camp finit par tomber le 7 mai, alors que la conférence de Genève s'est ouverte depuis une dizaine de jours et que la question de l'Indochine est sur le point d'être abordée. 3 000 hommes environ sont tués dans la bataille et la plupart des autres, faits prisonniers,.

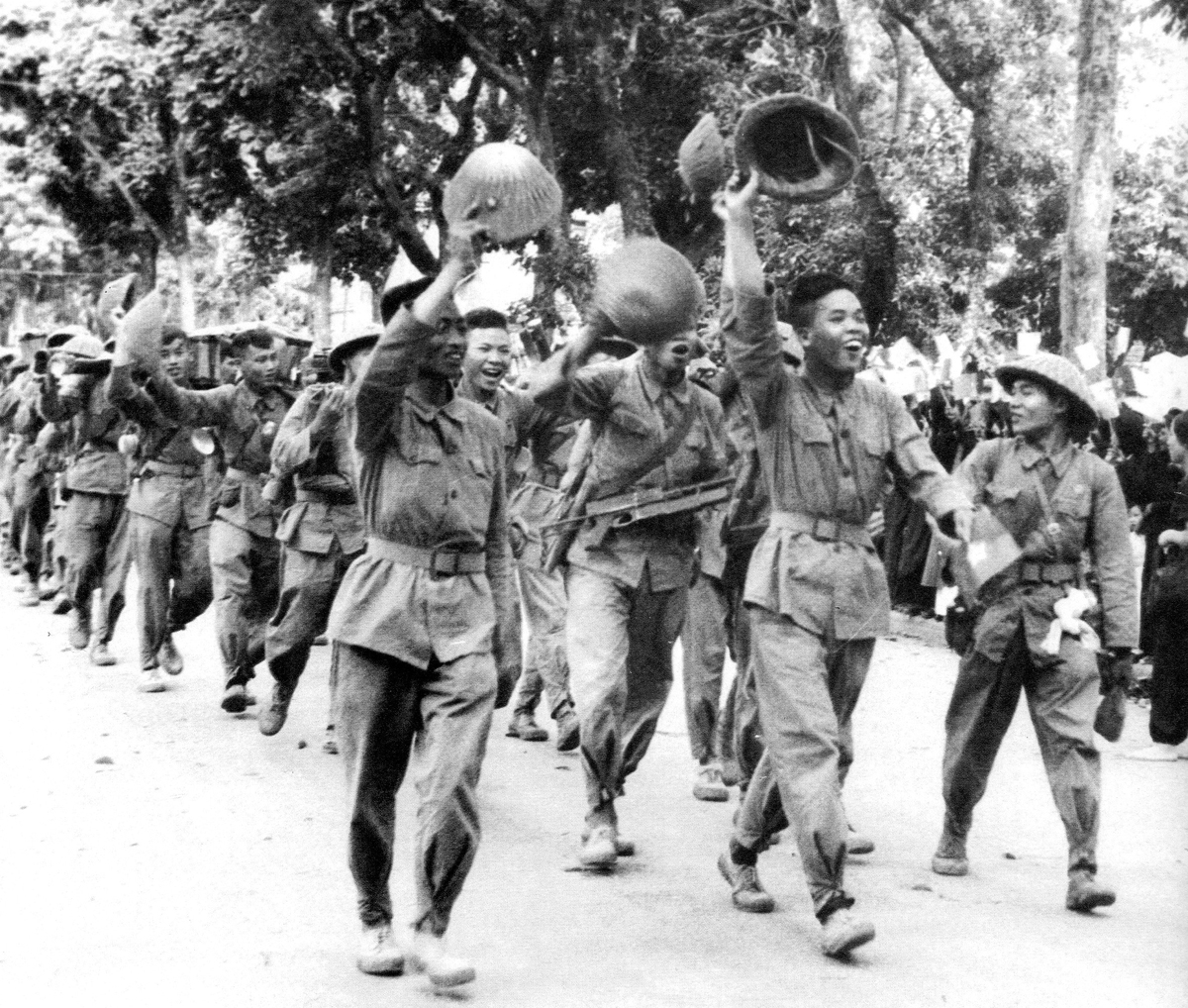
Soldats de l'Armée populaire vietnamienne défilant à Hanoï (Nord Viêt Nam) en octobre 1954, après la fin de la guerre d'Indochine.

Au lendemain de la chute de Diên Biên Phu, le négociateur français Georges Bidault se trouve à Genève en situation de faiblesse. Mais Phạm Văn Đồng, le représentant de Hô Chi Minh, est lui aussi obligé de faire des concessions, en partie sous la pression de Zhou Enlai qui représente la république populaire de Chine à la conférence. Fin mai, sous l'influence des Chinois - ce que les communistes vietnamiens vivent très mal - les discussions débouchent sur l'idée d'une indépendance du Viêt Nam sous un régime de séparation politique, les deux gouvernements vietnamien contrôlant chacun, provisoirement, une partie du territoire. Le 4 juin 1954, la France signe un traité accordant au Vietnam dirigé par Bảo Đại une totale indépendance. 
Le 12 juin, le gouvernement Laniel tombe ; Pierre Mendès France prend la tête du gouvernement et remplace Bidault à Genève, en se donnant pour objectif de parvenir à un accord de paix. Bảo Đại, quant à lui, se raidit dans la perspective d'un possible lâchage par la France : fin juin, il nomme au poste de premier ministre Ngô Đình Diệm, dont l'anticommunisme lui vaut d'être soutenu par les États-Unis. Le 21 juillet 1954, les accords de Genève sont signés, actant dans les faits la partition du Viêt Nam. Un cessez-le-feu dans l'ensemble de l'Indochine est décidé ; la France et la république démocratique du Viêt Nam conviennent qu'un référendum sera organisé en 1956 dans l'ensemble du Viêt Nam en vue de réunifier politiquement le pays. La guerre d'Indochine prend fin, après avoir causé environ 500 000 morts civils et militaires et bouleversé la société indochinoise en provoquant l'exode vers les villes d'une partie des populations campagnardes. Les troupes françaises doivent se retirer du Nord, et les troupes communistes vietnamiennes sont censées se retirer du Sud : le pays est coupé en deux au 17e parallèle nord, officiellement jusqu'aux élections. Les États-Unis, de leur côté, craignent un basculement de l'Asie du Sud-Est dans le camp communiste, selon la logique de la « théorie des dominos » ; bien qu'ayant participé à la conférence, ils refusent de s'associer aux accords. Ngô Đình Diệm, dès le 22 juillet, déclare que les accords de Genève n'ont aucune valeur juridique ; son gouvernement se tourne dès lors vers les États-Unis, considérés comme le seul protecteur possible. Les Américains entreprennent, dans les mois qui suivent de remplacer les Français comme soutiens du gouvernement anticommuniste. Entretemps, les troupes françaises ont 300 jours pour évacuer le Nord du Viêt Nam ; ce délai est mis à profit par les Français et les Américains pour aider une partie de la population à gagner le Sud, ce qui donne lieu à de dramatiques scènes d'exode.
Environ 800 000 Vietnamiens (voire un million selon certaines estimations) – dont une majorité de catholiques et de membres d'ethnies favorables aux Français – quittent le Nord destiné à passer sous l'autorité de la république démocratique du Viêt Nam : l'arrivée en masse dans le Sud des catholiques du Nord bouleverse le paysage socio-politique vietnamien ; une partie de ces exilés constituent par la suite le fer de lance du régime sudiste de Ngô Đình Diệm. La majorité des troupes communistes se retire vers le Nord, mais une dizaine de milliers d'hommes, sous la direction de Lê Duẩn, demeurent au Sud dans la clandestinité,,,Féray 2001, p. 66-70,,.

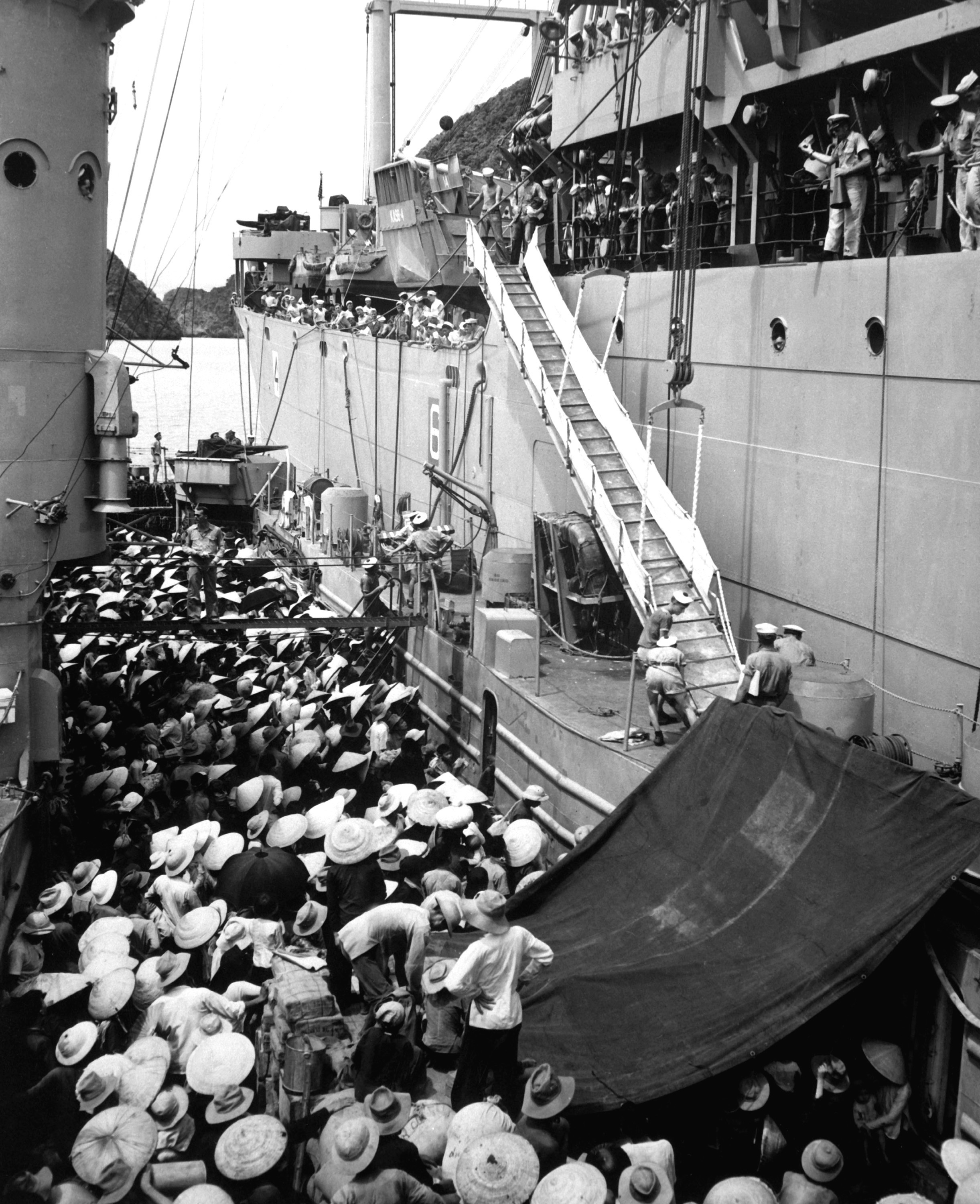
L'US Navy aidant des Vietnamiens du Nord à gagner le Sud, dans le cadre de l'opération Passage to Freedom.

La France, qui conserve encore 75 000 hommes au Sud du Viêt Nam, entreprend de rétrocéder progressivement toutes les souverainetés en Indochine. Le 29 décembre 1954, les anciens États de l'Indochine française obtiennent leur pleine indépendance monétaire, budgétaire et fiscale. L'État du Viêt Nam récupère la gestion du port de Saïgon. Ngô Đình Diệm, entretemps, affirme son autorité, grâce notamment au soutien des Américains qui le perçoivent alors comme leur meilleur - voire leur seul - allié possible. Diệm évince ses rivaux au sein de l'armée et des services de sécurité, contraignant notamment à l'exil Nguyễn Văn Hinh, le chef des forces armées. Au printemps 1955, il remporte la victoire sur les sectes, qui demeuraient encore puissantes au Sud, en éliminant par une série d'opérations militaires les armées privées caodaïstes, Hoa hao et surtout Binh Xuyen. Tout au long de l'année 1955, il repousse les propositions de négociation de Hô Chi Minh, qui réclame que soient organisées les élections prévues par les accords de Genève ; ni Diệm ni les États-Unis, qui redoutent un succès électoral des communistes ou un gouvernement de coalition dominé par ceux-ci, ne souhaitent que le scrutin puisse se tenir. Alors que Bảo Đại se trouve à Cannes, Diệm entreprend de chasser l'ex-empereur de la scène politique. Le 18 octobre 1955, depuis la Côte d'Azur, Bảo Đại décrète la destitution de Diệm ; ce dernier n'y prête aucune attention. Le 23 octobre, sur le conseil du colonel américain Edward Lansdale, chef de la mission de la CIA à Saïgon, Diệm organise un référendum qui décide de la destitution de Bảo Đại et du choix d'un régime politique républicain. Le référendum est officiellement approuvé par 98,2 % des votants, mais le scrutin se déroule de manière si irrégulière que par endroits, le nombre de votes favorables dépasse celui des personnes inscrites sur les listes électorales.
L'État du Viêt Nam laisse la place à la république du Viêt Nam - nom sous lequel le Sud Viêt Nam est désormais officiellement connu - dont Ngô Đình Diệm devient le président. Le nouveau chef de l'État annonce par ailleurs qu'il n'organisera pas le scrutin national prévu par les accords de Genève car celui-ci ne pourrait se dérouler librement dans le Nord communiste. Une assemblée constituante est élue en mars 1956 et en octobre, pour le premier anniversaire de la proclamation de la république, une constitution est adoptée, qui confère au chef de l'État des pouvoirs très étendus. En parallèle, tous les éléments de la présence française disparaissent du Viêt Nam : le gouvernement sudiste retire en juin 1955 ses délégués de l'assemblée  de l'Union française, les dernières troupes du Corps expéditionnaire quittent le pays en avril 1956, les instructeurs militaires français s'en vont un an plus tard, en 1957, et les derniers biens publics français sont transférés en 1960,,,.
Les accords de Genève prévoient l’organisation d'élections libres et l'unification du pays, mais les États-Unis soutiennent dans le Sud un coup d’État portant au pouvoir Ngô Đình Diệm, qui refuse de reconnaitre ces accords. L'administration Eisenhower estimait, en 1956, que la proportion de Vietnamiens qui auraient voté en faveur de Hồ Chí Minh en cas d'élections libres était de près de 80 %.

## De la partition à la réunification (1955-1975)
- République du Viêt Nam (Sud, 1955-1975)

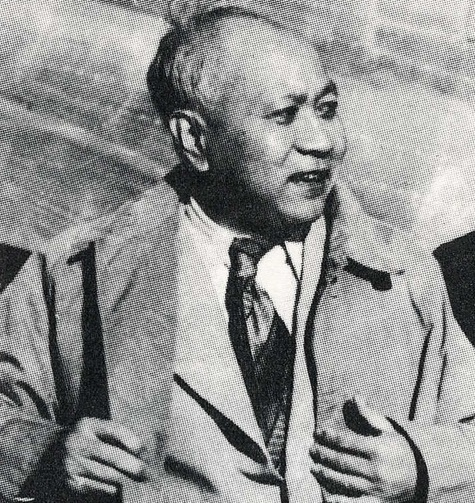
Nguyễn Văn Xuân (1892-1989) 1947-1949
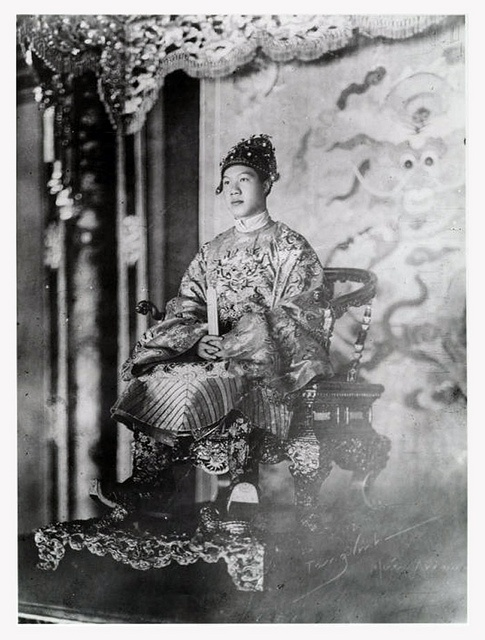
Bảo Đại (1913-1997) 1949-1955
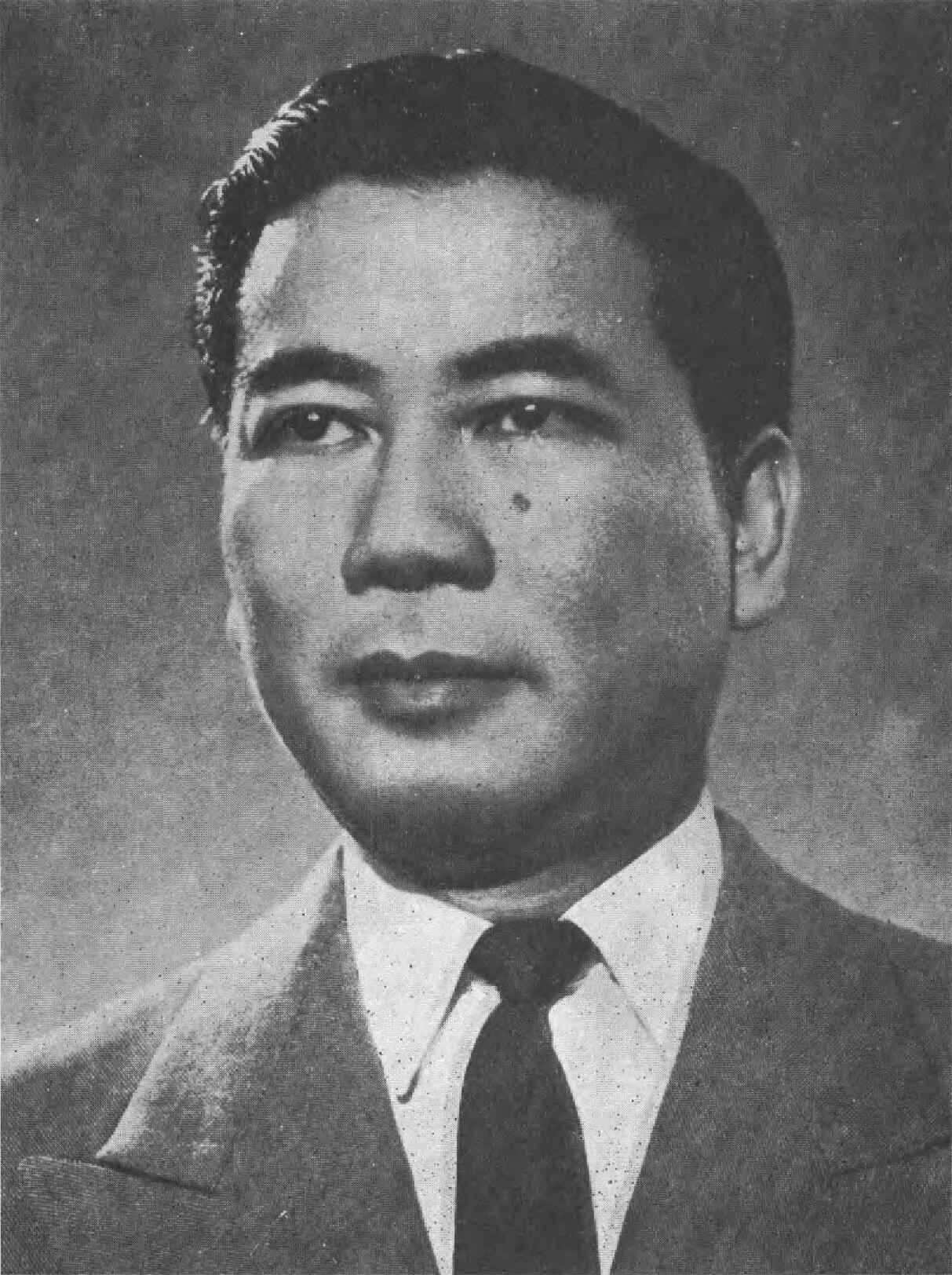
Ngô Đình Diệm (1901-1963) 1955-1963
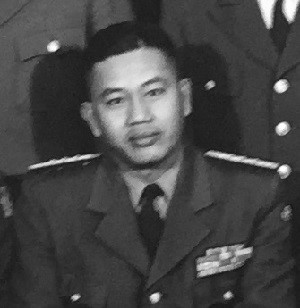
Dương Văn Minh (1916-2001) 1963-1964, 1975

- République démocratique du Viêt Nam (1945-1976)

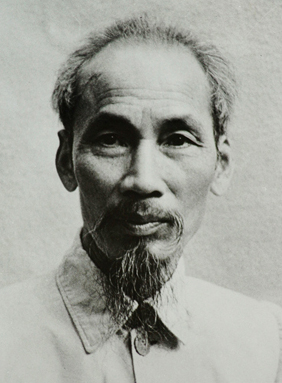
Hô Chi Minh (1890-1969) 1945-1976
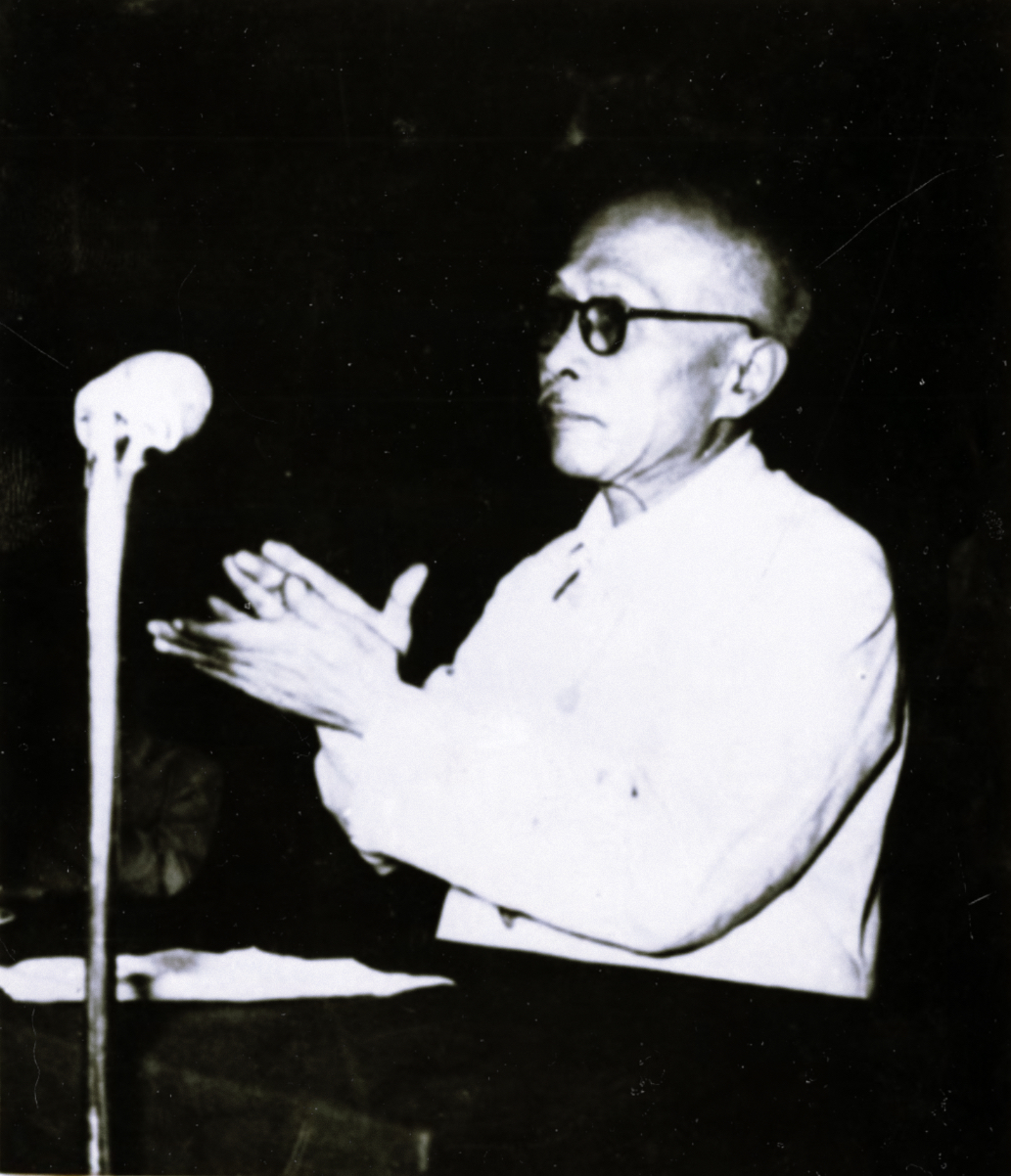
Tôn Đức Thắng (1888-1980) 1969-1980
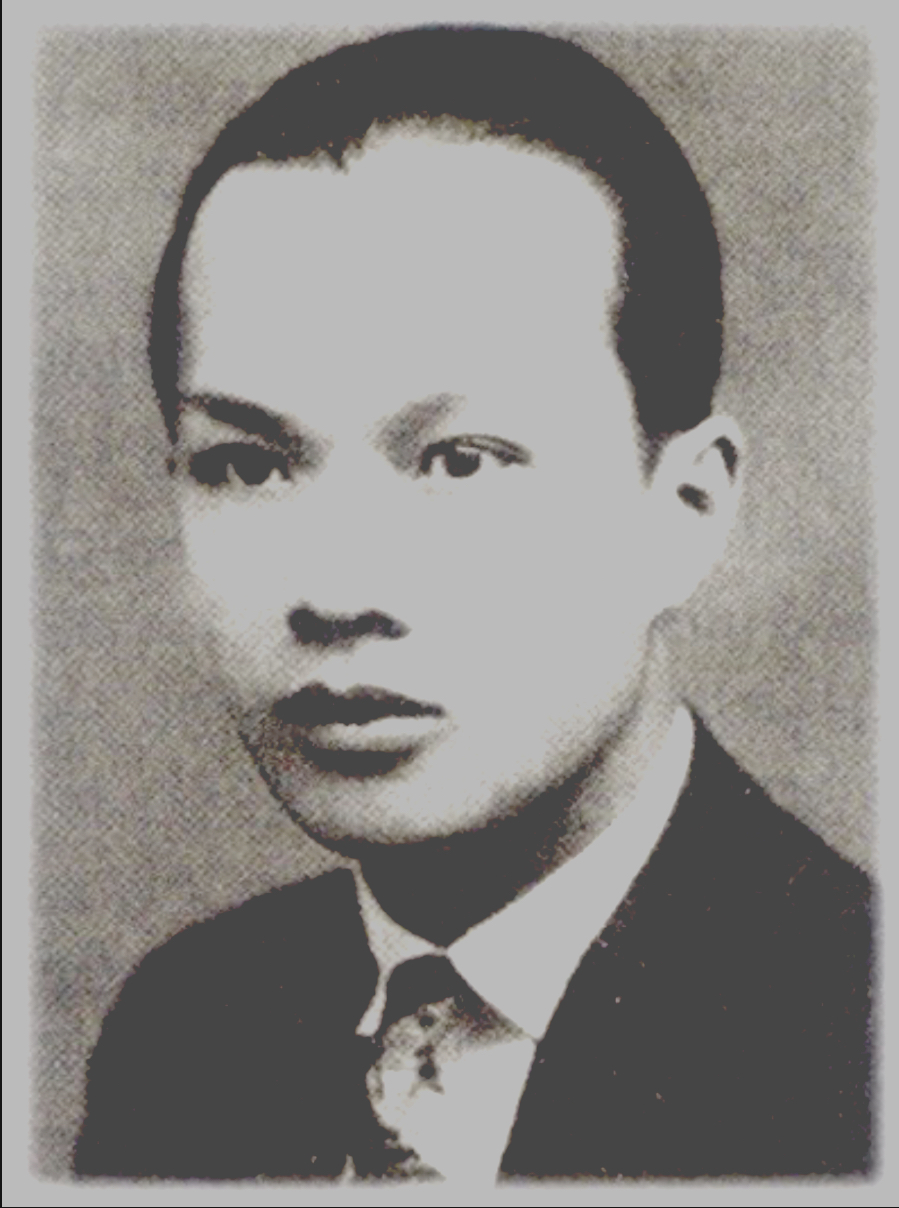
Nguyễn Hữu Thọ (1910-1996) 1980-1981

### La genèse de la guerre du Viêt Nam

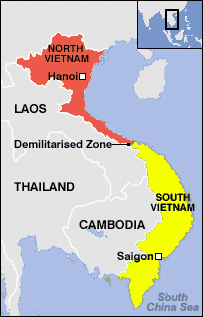
Division du territoire vietnamien en 1954.

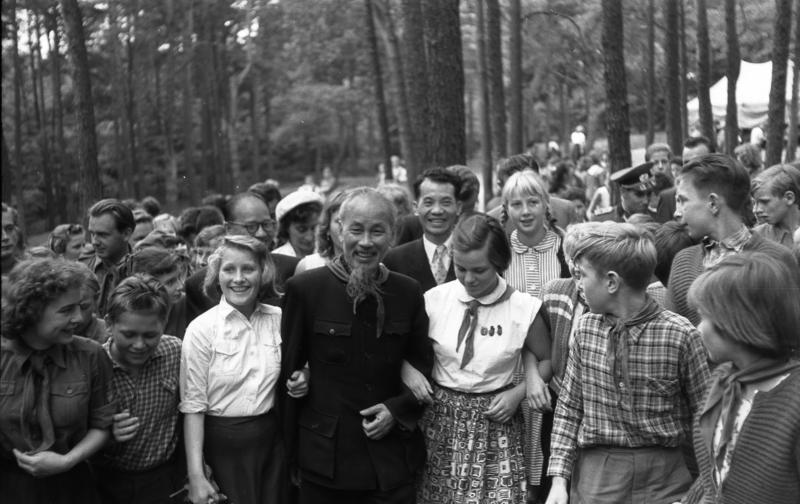
Le président nord-vietnamien Hô Chi Minh en 1957, lors d'un voyage en Allemagne de l'Est.

À l'issue de la guerre d'Indochine et de la partition du Viêt Nam, le pays se trouve divisé en deux régimes politiques autoritaires, opposés l'un à l'autre ; aucun des deux États n'est reconnu par l'ONU. Le Viêt Nam est, plus que jamais, l'un des principaux théâtres de manœuvres de la guerre froide. La république démocratique du Viêt Nam (Nord Viêt Nam), dont Hô Chi Minh est le président et Phạm Văn Đồng le Premier ministre, applique une politique communiste de stricte obédience. Arrivé à Hanoï en octobre 1954, Hô Chi Minh n'a pas à affronter d'opposition organisée, du fait de l'exil massif des catholiques vers le Sud. Le territoire dont il hérite doit cependant faire face à de graves difficultés économiques, beaucoup d'infrastructures ayant été détruites. Il évite cependant la famine grâce à des importations de riz birman, organisées avec l'aide de l'URSS.
Le Parti des travailleurs du Viêt Nam s'arroge la totalité des pouvoirs et les nouveaux journaux indépendants, au ton parfois très libre, sont vite empêchés de paraitre. Aucune élection n'est organisée avant 1960 et, quand le scrutin est convoqué, seuls des candidats approuvés par le Parti sont autorisés à se présenter. Le gouvernement nord-vietnamien entreprend en 1956 de lancer une réforme agraire, mais procède de manière dogmatique, en divisant les paysans en cinq classes sociales, allant du propriétaire terrien à l'ouvrier agricole : la politique menée est totalement inadaptée aux structures agricoles du Nord, où les tout petits propriétaires constitue la grande majorité des exploitants. Des cadres communistes sont envoyés dans les campagnes pour liquider les « propriétaires » et les « féodaux » : dans cette campagne de « rectification » du monde rural, qui se déroule sur fond d'appels à la haine contre l'« ennemi » de classe, de très nombreux abus sont commis, les agents du régime travaillant selon un système de quotas de personnes à sanctionner. La réforme agraire au Nord Viêt Nam cause des milliers, voire des dizaines de milliers, de morts. En parallèle est menée une purge des cadres du Parti : les militants soupçonnés d'être des « contre-révolutionnaires » infiltrés sont arrêtés ou exécutés.
En novembre 1956, un soulèvement paysan éclate dans la province de Nghệ An : Hô Chi Minh fait écraser la rébellion par la troupe et environ 6 000 paysans sont tués ou déportés. L'évènement passe inaperçu, du fait notamment de l'insurrection de Budapest qui se déroule au même moment. Hô Chi Minh reconnaît néanmoins que des abus ont été commis durant la réforme agraire et présente ses regrets au peuple, ce qui lui permet de préserver sa popularité et son image de « modéré ». Trường Chinh, tenu pour responsable, est démis de ses fonctions de secrétaire général du Parti des travailleurs du Viêt Nam ; l'essentiel des dirigeants du régime reste cependant en place. Passé cette période de crise, le pays reprend son processus d'« édification socialiste ». Malgré son caractère sanglant, la réforme agraire transforme en profondeur le paysage agricole du Nord Viêt Nam, dont la société est modifiée dans un sens plus égalitaire. La réorganisation de l'agriculture permet en outre d'augmenter assez rapidement la production. Au début de 1961, 85 % des exploitations sont collectivisées, dont 12 % dans des coopératives agricoles supérieures dites « socialistes ». Le Nord Viêt Nam reçoit en outre, à partir de 1955, une aide financière conséquente de la part de l'URSS et de la république populaire de Chine, ce qui lui permet de lancer un processus d'industrialisation,,,,.
Au Sud, le président Ngô Đình Diệm, à la fois chef de l'État et chef du gouvernement, est doté par la constitution de pouvoirs très étendus, qui lui permettent à tout moment de suspendre les libertés et de décréter l'État d'urgence, ouvrant la voie à un système dictatorial. Dès le début de 1956, il mène une politique répressive pour éliminer les restes des anciens maquis Việt Minh au Sud : de nombreux « suspects Việt Minh » sont arrêtés, parfois torturés et exécutés, le simple fait d'avoir un lien de parenté avec quelqu'un ayant combattu les Français pouvant suffire pour être arrêté. La brutalité du régime sudiste se montre cependant efficace dans un premier temps et réussit, en 1956, à réduire les maquis communistes. C'est à l'époque que le régime sud-vietnamien commence à utiliser le terme péjoratif de Việt cộng (contraction de Việt Nam Cộng-sản, soit « communistes vietnamiens » ou Việt gian cộng sản, « traîtres communistes au Viêt Nam ») pour désigner les rebelles ; l'expression est dans un premier temps utilisée pour stigmatiser tous les opposants à Diệm, qu'ils soient réellement communistes ou non. Les États-Unis apportent un soutien financier massif au Sud-Viêt Nam et les effectifs de leurs conseillers militaires sur place vont croissant. Grâce à l'aide américaine, les forces de l'Armée de la république du Viêt Nam (nouveau nom de l'ex-Armée nationale vietnamienne) passent en quatre ans de 170 000 à 270 000 hommes. L'influence des États-Unis sur Diệm est cependant moins forte qu'ils ne l'escomptent, le président sud-vietnamien jouant des rivalités entre officiels américains et se servant surtout de l'aide américaine pour renforcer son pouvoir. Dès 1960, d'anciens obligés de Diệm commencent à comploter contre ce dernier,.

Le président sud-vietnamien Ngô Đình Diệm rencontrant en 1957 le président américain Dwight David Eisenhower et le secrétaire d'État John Foster Dulles.

Le régime de Diệm souffre à la fois de son autoritarisme, d'une base populaire trop étroite - le chef de l'État s'appuie essentiellement sur les catholiques - et des activités controversées de la famille du président. Les frères de ce dernier, notamment, sont régulièrement accusés d'abus de pouvoir et de corruption. Ngô Ðình Nhu est à la fois le conseiller du président et le secrétaire général du parti Cần lao, qui fournit au régime son idéologie officielle, le Nhân vi cách mạng (« personnalisme révolutionnaire ») une doctrine peu compréhensible pour la plupart des Vietnamiens et qui prétend s'inspirer du personnalisme chrétien d'Emmanuel Mounier. Diệm étant un célibataire puritain, c'est l'épouse de son frère, « Madame Nhu », qui fait office de « première dame » du Sud-Viêt Nam : le couple Nhu attire régulièrement la critique par ses activités politiques et mondaines, jugées ostentatoires. L'archevêque Ngô Đình Thục, dignitaire religieux et lui aussi conseiller très influent, réalise également de fructueux investissements immobiliers et commerciaux. Ngô Đình Cẩn, autre frère du président, dirige la police secrète, qu'il utilise comme une véritable armée privée,,. Diệm mène en outre une politique sociale rétrograde, en revenant sur les redistributions de terres réalisées par le Việt Minh pendant la guerre d'Indochine ; il s'en prend également aux minorités ethniques, comme les Khmer Krom, qu'il tente d'assimiler de force, ainsi qu'à l'intelligentsia occidentalisée, qu'il rend responsable de l'implantation du communisme au Viêt Nam. À partir de 1959, les opposants ne peuvent plus s'exprimer au Sud Viêt Nam sans risquer l'arrestation, voire la liquidation physique.
Le Nord Viêt Nam, de son côté, reprend progressivement ses manœuvres contre le Sud, sans encore passer à l'affrontement ouvert. Lê Duẩn, jusque-là chef des réseaux clandestins au Sud, revient vers 1957 à Hanoï : communiste doctrinaire et partisan de la reprise de la lutte révolutionnaire, il gagne en influence au sein du Parti et, en 1960, en devient le secrétaire général. Le Nord Viêt Nam lance en 1958 une nouvelle campagne de propagande pour réclamer la réunification du pays. Sans que l'insurrection ne soit réellement lancée, les activités des maquisards communistes reprennent. Dès 1958, les États-Unis sont inquiets de l'évolution de la situation en Asie du Sud-Est, tant au Viêt Nam qu'au Laos, et cherchent une nouvelle stratégie pour contrer les menées communistes dans la région. Au Sud Viêt Nam, l'insurrection intensifie progressivement ses activités : des groupes d'opposants persécutés par le régime de Diệm se regroupent sous l'impulsion des réseaux communistes clandestins et fondent, le 20 décembre 1960, le Front national de libération du Sud Viêt Nam, que le nom de Việt cộng désigne par la suite de manière exclusive. L'insurrection ne se présente pas officiellement comme communiste, mais est dirigée par le Parti révolutionnaire populaire, branche sudiste du Parti des travailleurs du Viêt Nam et largement supervisée par le régime communiste du Nord, qui l'alimente en matériel et en hommes.
Jouant des mécontentements et des erreurs du gouvernement sudiste, le FNL recrute également parmi les paysans, avec un succès croissant : ses troupes, qui comptent une dizaine de milliers d'hommes en 1960, ont doublé leur effectif un an plus tard,. Bernard B. Fall évalue à environ cinquante mille les victimes du conflit au Sud Viêt Nam pour la période qui précède 1965, la plupart ayant péri « sous le poids écrasant des blindés américains, du napalm, des chasseurs bombardiers et finalement des gaz vomitifs », ou simplement victimes des pratiques répressives du régime soutenu par les États-Unis.

Drapeau du Front national de libération du Sud Viêt Nam (Việt Cộng).

En mai 1961, le président américain Kennedy autorise les opérations de sabotage et de renseignement au nord du 17e parallèle, ce qui constitue une première étape dans l'engrenage de l'intervention militaire. En 1961-1962, l'activité du FNL redouble dans les campagnes ce qui, combiné aux troubles au Laos où la guerre civile entre la monarchie et le Pathet Lao reprend, pose le problème de la sécurité dans la région. Au sein de l'administration Kennedy, le Secrétaire à la Défense Robert McNamara prône un engagement accru, qui pourrait aller jusqu'à six divisions. À mesure qu'ils interviennent de manière de plus en plus active, les Américains sont amenés à se poser la question de la fiabilité de Diệm. Le président sud-vietnamien, quant à lui, échappe  entre 1957 et 1962 à trois tentatives pour l'éliminer (dont deux commises par sa propre armée) ; il semble en avoir retiré la conviction qu'il faisait l'objet d'une protection divine. En février 1962, Diệm lance une vaste opération de lutte contre le Việt Cộng : le programme hameau stratégique est mis en place pour contrer la pénétration communiste dans les campagnes, en regroupant la population rurale dans des nouveaux villages fortifiés, construits et administrés dans une logique d'autodéfense. Environ 8 000 hameaux sont construits en 1962, ce que le gouvernement sud-vietnamien présente comme une réussite ; cependant, les populations rurales, déracinées et forcées de s'installer dans les hameaux, le vivent fort mal et sont d'autant plus tentées de rejoindre la rébellion. La guérilla, quant à elle, s'adapte et reprend l'initiative des combats : en janvier 1963, lors de la bataille d'Ấp Bắc, le Việt Cộng inflige une lourde défaite à des soldats de l'Armée de la république du Viêt Nam pourtant très supérieurs en nombre, ce qui contribue à inquiéter les Américains. La guérilla étend alors son contrôle à environ 65 % du territoire sudiste,,,.
En 1963, le mécontentement de la population sud-vietnamienne à l'encontre de Diệm et de sa politique autoritaire atteint son paroxysme. Les étudiants manifestent, ce qui vaut à des milliers d'entre eux d'être arrêtés et molestés. Parallèlement, l'agitation gagne le clergé bouddhiste, initialement pour une question de préséance : les bonzes protestent contre l'interdiction qui leur est faite d'arborer leurs étendards en public, parce que le 2587e anniversaire de Bouddha tombe en même temps que le jubilé épiscopal de Mgr Ngô Đình Thục, le frère du président.
Les bouddhistes s'insurgent à cette occasion contre les discriminations dont ils font l'objet par rapport aux catholiques : leurs manifestations sont brutalement réprimées et le mouvement de contestation tourne au drame quand plusieurs bonzes s'immolent par le feu en public : les images de la mort du premier d'entre eux, Thích Quảng Đức, font le tour du monde. Madame Nhu, la belle-sœur du président, contribue au discrédit du régime en raillant publiquement les « barbecues ». Les Américains considèrent désormais que la chute de Diệm n'est plus qu'une question de temps. Fin 1963, avec l'assentiment du nouvel ambassadeur américain Henry Cabot Lodge, Jr., un groupe de généraux prépare un coup d'État contre le président ; non contents de ne pas s'opposer aux conspirateurs, les Américains leur prêtent main-forte. Le 1er novembre 1963, Ngô Đình Diệm est renversé par les putschistes ; des foules descendent dans les rues de la capitale pour fêter sa chute. Le lendemain, le président déchu et son frère Ngô Ðình Nhu sont abattus pendant leur transfert à l'État-major de l'armée,,,.
Le Nord Viêt Nam, après une période d'expectative, opte pour la tactique d'intensification de la guérilla prônée par Lê Duẩn. Hô Chi Minh, âgé et malade, est de plus en plus éloigné de la gestion des affaires courantes et le politburo du Parti est, pour l'essentiel, dominé par Lê Duẩn, Lê Đức Thọ et le général Nguyễn Chí Thanh, ce dernier étant responsable, avec le ministre de la défense Võ Nguyên Giáp, de la stratégie militaire.
Entretemps, le Sud Viêt Nam sombre dans l'instabilité politique. Le général Dương Văn Minh, l'un des putschistes, succède à Diệm, mais il est lui-même évincé en janvier 1964 par un autre général, Nguyên Khanh. Le nouveau président américain Lyndon B. Johnson, qui a succédé à Kennedy, décide, notamment sur le conseil de Robert McNamara et du général Maxwell D. Taylor (successeur de Lodge comme ambassadeur à Saïgon), d'intensifier l'engagement américain et l'aide au Sud Viêt Nam. En août 1964, les incidents du golfe du Tonkin - des accrochages mineurs entre navires de guerre américains et nord-vietnamiens, dont l'importance est délibérément montée en épingle par les Américains - donnent à Johnson un prétexte pour obtenir des moyens d'intervention illimités : le Congrès vote la résolution du golfe du Tonkin, qui donne carte blanche au président pour résoudre le conflit au Viêt Nam, ouvrant la voie à une intervention militaire massive des États-Unis,,.

### De l'engagement américain à la chute de Saïgon

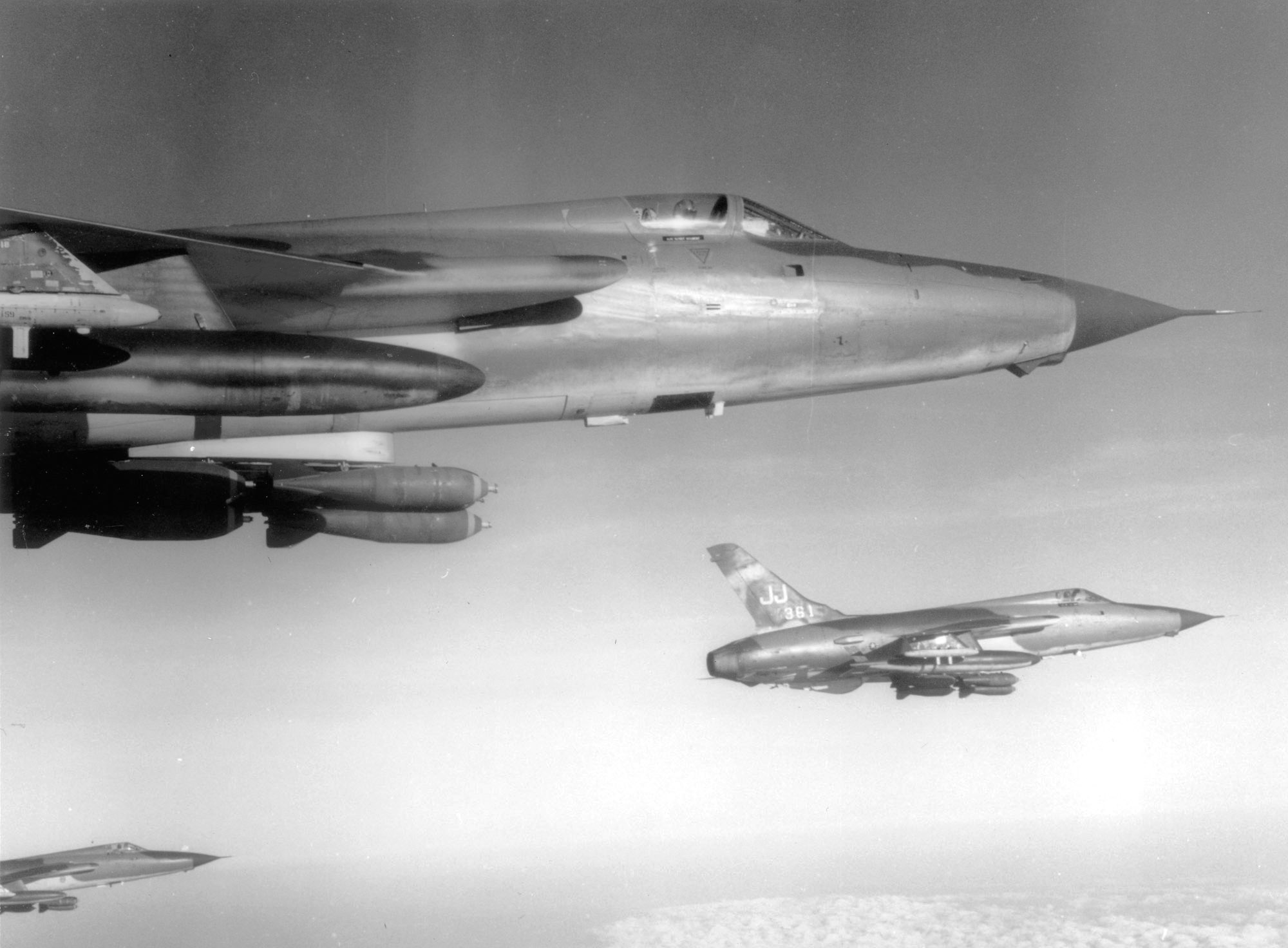
Des avions F-105 durant l'opération Rolling Thunder.

En 1965, une division de Marines américains débarque sur la plage de Da Nang, marquant le début de l'intervention directe des troupes américaines, placées sous le commandement du général William Westmoreland, responsable du Military Assistance Command, Vietnam (MACV). L'engagement des forces armées des États-Unis change radicalement la donne du conflit, que la propagande nord-vietnamienne présente désormais comme une « guerre nationale contre l'agresseur » et une lutte contre l'impérialisme américain. Les Américains et les Sud-vietnamiens mènent de leur côté une « guerre spéciale » pour défaire la guérilla. La période de désordre qui suit la chute de Diệm entraîne un relâchement général de la vigilance au Sud Viêt Nam ; le FNL en profite pour étendre ses opérations et son implantation sur les hauts plateaux aux trois frontières (Viêt Nam, Laos, Cambodge). Le Nord Viêt Nam envoie à la guérilla des armes et des renforts de troupes de l'Armée populaire vietnamienne via la piste Hô Chi Minh, un ensemble de voies de communications dont la partie terrestre passe par le Laos, le Cambodge et le nord-est thaïlandais, ainsi que par des bretelles d'entrée au Sud Viêt Nam.
La « neutralité positive » de Norodom Sihanouk vis-à-vis des communistes vietnamiens permet notamment à l'Armée populaire vietnamienne et à l'aide chinoise de transiter par le territoire et les ports cambodgiens. Le Sud Viêt Nam, entretemps, continue d'être politiquement instable. Nguyên Khanh a le plus grand mal à asseoir son autorité et doit bientôt céder lui-même le pouvoir ; il part en exil début 1965, à la grande satisfaction du général Taylor qui le jugeait peu fiable. Après une éphémère présidence civile, la tête de l'État est à nouveau occupée par un militaire, le général Nguyễn Văn Thiệu. À partir de mars 1965, les aviations américaine et sud-vietnamienne lancent l'opération Rolling Thunder, une campagne de bombardements massifs contre le Nord Viêt Nam, destinée à détruire les infrastructures du régime communiste et à interrompre son aide au Việt Cộng,. Les Américains continuent en outre à douter fortement des capacités de leurs partenaires sud-vietnamiens. Westmoreland est notamment peu confiant dans le potentiel militaire de l'Armée de terre de la république du Viêt Nam et réclame rapidement d'importants renforts de troupes. La présence militaire américaine va crescendo jusqu'en 1969 : les effectifs américains au Viêt Nam atteignent alors 550 000 hommes,.
Confrontés à une technique de guérilla, Américains et Sud-Vietnamiens tentent de démanteler les bases du Việt Cộng, en multipliant les raids de type « search and destroy » face à un ennemi souvent invisible, et en déplaçant la population des campagnes vers les villes.
La production agricole, dans un pays jusque-là essentiellement rural, s'effondre ; les bombardements au napalm, la guerre chimique avec l'usage de défoliants comme l'agent orange, ravagent les campagnes vietnamiennes, causant de nombreuses victimes civiles ainsi qu'un véritable désastre écologique et sanitaire. La guérilla, tout en subissant de lourdes pertes, n'en poursuit pas moins ses attaques. L'opération Rolling Thunder, en outre, échoue d'une part à réduire les capacités du Nord Viêt Nam, dont les infrastructures peu développées peuvent endurer ce type d'assaut aérien, et d'autre part à détruire la piste Hô Chi Minh. La population soudée autour du parti communiste, instruite, et bénéficiaire d'un solide système de santé, continuellement aidée par ses alliés du monde communiste oppose une résistance militaire de plus en plus efficace aux bombardements, malgré les frappes aériennes de plus en plus nombreuses contre les populations civiles. Une invasion du territoire nord-vietnamien est par ailleurs exclue pour les États-Unis, sous peine de provoquer une très grave crise internationale qui pourrait faire de la guerre froide un conflit ouvert ; ni davantage à ce stade un minage du port d'Haïphong réclamé par certains militaires américains et le Sud-Vietnam dans le but d'interrompre le flux croissant d'armes soviétiques à la RDV. Les attaques américaines mettent enfin à mal les tentatives de médiation des Soviétiques, qui poussaient les Nord-Vietnamiens à la négociation et ne peuvent dès lors qu'afficher leur soutien à ceux-ci face à l'« impérialisme ». Le Nord Viêt Nam, dans le contexte de la rupture sino-soviétique, parvient à jouer de manière équilibrée de ses relations avec la Chine et l'URSS, en bénéficiant de l'aide des deux « frères ennemis » communistes. La nécessité de moderniser l'Armée populaire vietnamienne implique néanmoins de se tourner principalement vers l'aide technique des Soviétiques, ce qui tend à refroidir les rapports avec les Chinois. La Chine continue cependant d'aider massivement le Nord Viêt Nam, avec lequel ses relations ne se dégradent vraiment qu'au début des années 1970 après le rapprochement sino-américain,.
L'escalade militaire se poursuit au Viêt Nam, sans qu'une solution ne soit en vue. La guerre est suivie au quotidien par les médias occidentaux ; l'opinion publique mondiale est progressivement influencée par les chiffres précis qui lui sont communiqués : sur la seule année 1966, 120 000 tonnes de bombes sont déversées sur le territoire vietnamien, pour un coût de plus d'un milliard de dollars et environ 24 000 victimes, dont 80 % de civils. Outre le Viêt Nam lui-même, le Laos, où la guerre civile se poursuit mais où les troupes américaines ne sont pas censées stationner, subit de très importants bombardements à la fois pour disloquer les réseaux de la piste Hô Chi Minh et pour réduire les positions du Pathet Lao. En 1967, les Américains doivent constater que les réseaux de communication et d'approvisionnement communistes n'ont toujours pas été détruits. Le gouvernement du Nord Viêt Nam, s'il n'est pas forcément au courant des doutes croissants au sein de l'administration américaine sur la stratégie à tenir, est pour sa part conscient de l'impact politique de la guerre aux États-Unis et en tient compte dans sa stratégie d'usure.

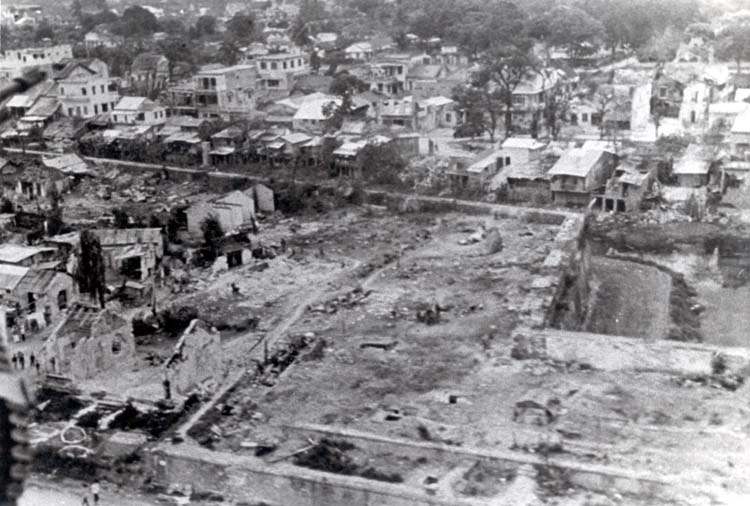
La ville de Hué en ruines après les combats de l'offensive du Têt.

En janvier 1968, juste avant les festivités du Têt (nouvel an vietnamien), le FNL et l'Armée populaire vietnamienne lancent une offensive surprise à travers tout le Sud Viêt Nam : l'offensive du Tết prend les Américains comme les Sud-Vietnamiens totalement de court, et les combats se déroulent jusque dans les rues de Saïgon, où l'ambassade américaine elle-même est prise d'assaut. L'offensive est finalement repoussée et se solde par de très lourdes pertes pour le Việt Cộng, qui y laisse une grande partie de ses troupes ; les massacres commis par la guérilla ternissent en outre son image. Cependant, l'opération marque profondément l'opinion internationale et constitue une victoire psychologique pour le camp communiste.
Aux États-Unis, et jusque dans les milieux politiques, une part croissante de l'opinion perçoit la guerre comme ingagnable, et l'engagement américain comme erroné. La photo de Nguyễn Ngọc Loan, chef de la police sud-vietnamienne, en train d'abattre à bout portant un prisonnier Việt Cộng (qui venait d'assassiner un proche de Loan, avec toute sa famille) fait le tour du monde et contribue à dresser une partie de l'opinion publique contre la guerre. Le général Westmoreland, que le gouvernement américain juge désormais dépassé par la situation, est par la suite remplacé par Creighton Abrams. L'opposition à la guerre du Viêt Nam, déjà sensible depuis plusieurs années aux États-Unis et dans les autres pays occidentaux, gagne un terrain considérable à la fin des années 1960 : elle est notamment alimentée par des événements dramatiques comme le massacre de Mỹ Lai commis par les troupes américaines. Le 31 mars 1968, le président Johnson annonce qu'il ne se représentera pas lors de l'élection présidentielle de novembre ; il décide également de l'arrêt des bombardements au nord du 19e parallèle. Dès les premiers jours d'avril, le Nord Viêt Nam fait savoir qu'il est prêt à entamer des négociations, sous réserve d'un arrêt total des bombardements et de tout acte de guerre contre son territoire. Des pourparlers laborieux sont entamés pour choisir un lieu de rencontre, le choix se portant finalement sur Paris. Le 30 octobre, l'arrêt de tous les bombardements sur le territoire du Viêt Nam du Nord est annoncé. Des contacts sont pris en vue d'ouvrir les négociations ; le gouvernement sud-vietnamien y participe de mauvaise grâce et en demandant tout d'abord que le FNL en soit exclu,,.
En janvier 1969, Richard Nixon succède à Lyndon Johnson à la présidence des États-Unis. Avec l'aide de son conseiller à la sécurité nationale Henry Kissinger, il tente de trouver une solution à la situation indochinoise. L'administration américaine alterne négociations, offres de cessez-le-feu et offensives, pour être militairement en position de force durant les pourparlers qui s'éternisent. En juin 1969, le Việt Cộng proclame un gouvernement, le Gouvernement révolutionnaire provisoire de la république du Sud Viêt Nam, à la fois pour administrer les zones sous son contrôle et pour pouvoir participer aux négociations de Paris, qui deviennent dès lors quadripartites.
Les pourparlers de Paris se déroulent en plusieurs temps et sur plusieurs années, les principaux négociateurs étant Henry Kissinger côté américain et Lê Đức Thọ côté nord-vietnamien. Les États-Unis commencent à retirer des troupes dès 1969 et s'efforcent de développer les capacités de l'Armée de terre de la république du Viêt Nam, afin de « vietnamiser » le conflit et de donner au Sud Viêt Nam les moyens de survivre sans aide extérieure. Entretemps, le conflit continue de connaître des développements : les Américains et les Sud-Vietnamiens tentent par tous les moyens de réduire les positions adverses tandis que les Nord-Vietnamiens essaient de consolider les leurs. Du côté nord-vietnamien, la mort de Hô Chi Minh, le 2 septembre 1969, est l'occasion d'une nouvelle campagne de propagande, le régime s'employant à entretenir l'émotion populaire pour mieux afficher sa détermination.
Au Cambodge, les Khmers rouges ont lancé une insurrection, d'ampleur encore limitée, en 1967. En 1969, les efforts de Norodom Sihanouk pour maintenir la neutralité de son pays sont définitivement ruinés quand les Américains commencent à bombarder le territoire cambodgien, pour y détruire les réseaux de la piste Hô Chi Minh. En mars 1970, il est renversé par un putsch de la droite pro-américaine ; le Cambodge sombre dans le chaos et Américains et Sud-Vietnamiens doivent y réaliser une incursion pour repousser les Nord-Vietnamiens, le Việt Cộng et les Khmers rouges. En février-mars 1971, l'armée sud-vietnamienne réalise une incursion au Laos (pays où les Américains ne peuvent théoriquement pas pénétrer, du moins au sol) contre les positions des Nord-Vietnamiens et du Pathet Lao : l'opération se solde par une véritable déroute, très médiatisée, pour l'Armée de la république du Viêt Nam. Dans le courant de 1972, une nouvelle offensive de grande envergure du FNL et de l'Armée populaire vietnamienne en territoire sud-vietnamien entraîne une accélération des négociations, mais aussi du conflit : les Américains reprennent d'avril à septembre les bombardements sur le Nord et n'hésitent pas cette fois-ci à miner le port d'Haïphong. Ils relancent une ultime série de bombardements sur le Nord Viêt Nam à Noël 1972 mais perdent 81 avions ; soit près du quart de leur armada aérienne d'Asie-du Sud-Est. Le 27 janvier 1973, les accords de paix de Paris sont enfin signés : le texte prévoit le retrait des troupes américaines avant le 31 mars de la même année, le déminage d'Haïphong, un processus de réconciliation nationale au Sud Viêt Nam avec tenue d'élections et libération des prisonniers politiques. La frontière entre les deux Viêt Nam est reconnue, mais uniquement en référence à Genève, c'est-à-dire à titre provisoire. Un cessez-le-feu est conclu au Laos mais rien n'est prévu pour le Cambodge ; les Nord-Vietnamiens n'ont en effet plus guère d'influence sur les Khmers rouges qui ont refusé de participer aux pourparlers. Henry Kissinger et Lê Đức Thọ, pour cet accord, reçoivent conjointement le prix Nobel de la paix, que Lê Ðức Thọ n'accepte cependant pas,,.
Une fois les accords signés et le retrait définitif des troupes américaines entamé, l'application du processus de paix prévu par les accords est bloqué de manière presque immédiate. Dès le lendemain de la signature, Nguyễn Văn Thiệu appelle à poursuivre le combat contre les communistes ; il se refuse à réunir la commission de réconciliation nationale et à libérer les prisonniers politiques. Les Nord-Vietnamiens, de leur côté, continuent de faire passer hommes et matériel au Sud. Le Nord Viêt Nam, durement touché par la guerre, s'accorde un temps de répit, mais ne perd pas de vue son objectif de réunification et, dès octobre 1973, le Parti considère les accords de paix de Paris comme caducs ; quant au Sud Viêt Nam, son économie est dans un état désastreux. L'Armée populaire vietnamienne et le Việt Cộng réorganisent leur logistique en prévision de l'assaut final. La guerre a entraîné un profond bouleversement des structures sociales du Sud Viêt Nam : en 1974, sur une population de 20 millions d'habitants, on comptera 10 500 000 réfugiés vivant dans des conditions souvent misérables.
En janvier 1975, l'affaiblissement militaire du Sud Viêt Nam étant considéré comme suffisant, les préparatifs de la dernière offensive s'accélèrent. Dans le courant de mars, les forces communistes réussissent une percée foudroyante tandis que l'Armée de terre de la république du Viêt Nam s'effondre. À la fin du mois d'avril Nguyễn Văn Thiệu démissionne avant de prendre la fuite pour Taïwan. Dương Văn Minh, qui avait déjà été président durant quelques mois après la chute de Diệm, lui succède mais le délitement du Sud Viêt Nam est total et, le 30 avril 1975, Saïgon tombe tandis qu'une partie de la population fuit ou tente de fuir au milieu de scènes de panique. La guerre du Viêt Nam, qui a pour conséquences un recul de l'influence américaine en Asie et le basculement dans le camp communiste des trois anciens pays de l'Indochine française, se solde par plusieurs millions de morts vietnamiens (les estimations pouvant aller de deux millions - soit 4 % de la population - à près de quatre millions), 2,5 millions de blessés et de mutilés et un pays à l'environnement dévasté,,.

## De la réunification à la libéralisation (depuis 1975)

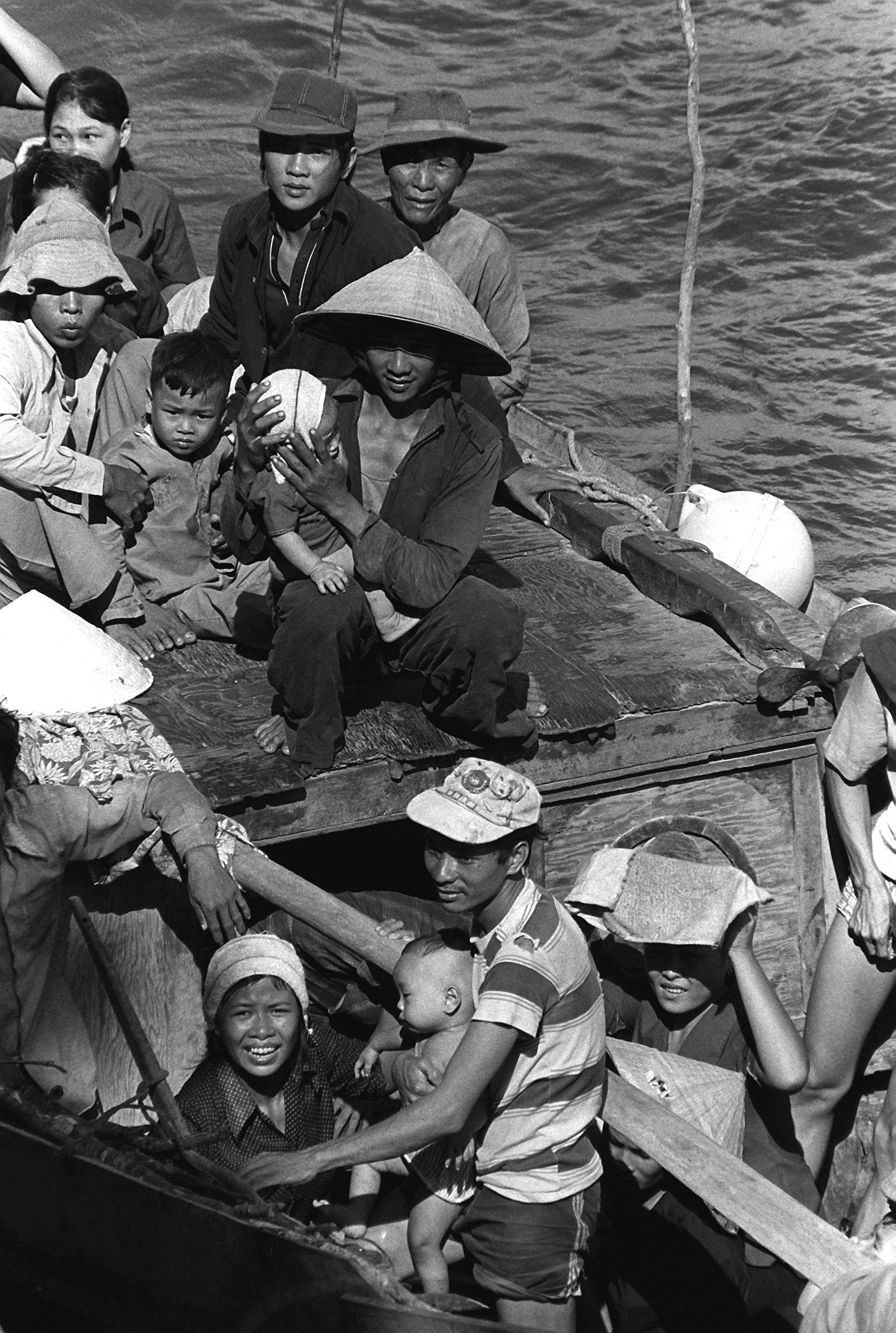
Boat-people vietnamiens en 1984.

Localisation du Viêt Nam actuel en Asie du Sud-Est continentale.

La prise de Saïgon et la fin de la guerre suscitent l'espoir au sein d'une partie de la population du Sud, lassée à la fois de la guerre et de la corruption du régime sudiste. Mais, très rapidement, les Nord-Vietnamiens imposent leur autorité, réduisant les ministres du Gouvernement révolutionnaire provisoire, officiellement au pouvoir au Sud, à un rôle figuratif. La « concorde et la réconciliation » promises pour l'après-guerre se traduisent dans les faits par des cours et des camps de rééducation, qui ne sont pas réservés aux seuls collaborateurs du régime sudiste : de nombreux cadres du FNL, soupçonnés d'avoir été trop longtemps influencés par « la culture occidentale bourgeoise et décadente », sont également arrêtés. Selon les ONG, plusieurs centaines de milliers de personnes (le chiffre de 700 000 est avancé) auraient transité par les camps de rééducation. Le FNL est par la suite fusionné avec le Front de la Patrie du Viêt Nam. En novembre 1975, une conférence consultative politique réunit les dirigeants du Nord et du Sud pour décider de l'organisation des élections d'une assemblée nationale pour le Viêt Nam réunifié. Les députés de l'Assemblée nationale vietnamienne sont élus en avril 1976 : le 2 juillet, le Viêt Nam est officiellement réunifié sous le nom de république socialiste du Viêt Nam. Hanoï, de capitale du Nord Viêt Nam, devient celle du Viêt Nam unifié ; l'ancienne capitale sudiste, Saïgon, est quant à elle rebaptisée Hô Chi Minh-Ville,.
Le Parti des travailleurs annonce son intention de mener dans tout le pays une « triple révolution », culturelle, idéologique, mais aussi scientifique et technique. En décembre 1976, le 4e congrès du Parti, qui reprend pour l'occasion son nom d'origine de Parti communiste vietnamien (PCV), affiche une ligne prosoviétique, annonce son intention de créer « un homme nouveau » sous le « régime du maître collectif socialiste » et prône le retour à la campagne d'une grande partie des villes et des régions surpeuplées. Des populations - dans des circonstances infiniment moins dramatiques que sous la politique menée par les Khmers rouges au Cambodge voisin, mais néanmoins sous la coercition - sont déplacées à la campagne, dans des régions parfois hostiles,.
Des cadres qualifiés mais ayant travaillé sous l'ancien régime sont évincés des postes à responsabilité, au profit de bureaucrates communistes souvent moins compétents. Les cours hebdomadaires de propagande politique deviennent obligatoires. Dans la deuxième moitié des années 1970, alors que le pays traverse de très graves difficultés économiques au sortir de la guerre et que la radicalisation du régime se poursuit, la fuite des populations s'accélère. Environ trois millions de personnes quittent le Viêt Nam au fil des années : pour la seule année 1979, 250 000 boat-people fuient le pays, dans des conditions parfois dramatiques. Sur le plan intérieur, un plan quinquennal est lancé pour collectiviser à marche forcée les terres agricoles du Sud ; la collectivisation est cependant hâtive et les résultats économiques ne sont pas à la hauteur. Ce n'est qu'en 1980 que le Viêt Nam réunifié adopte sa nouvelle constitution, qui présente le Parti communiste comme « la force unique qui dirige l'État et la société »,.
En 1977, la république socialiste du Viêt Nam est admise à l'ONU. En 1978, le Viêt Nam rejoint le Conseil d'assistance économique mutuelle, l'organisme de coopération économique du bloc de l'Est. Assez vite, les dirigeants se rendent compte que la socialisation à marche forcée de l'ancien Sud Viêt Nam n'a pas produit les résultats escomptés. L'année 1979 marque le début de la prise de conscience par les autorités des difficultés économiques du pays ; à partir de l'année suivante, les petites entreprises privées, bien que non reconnues par la loi, sont de nouveau tolérées au Sud,.

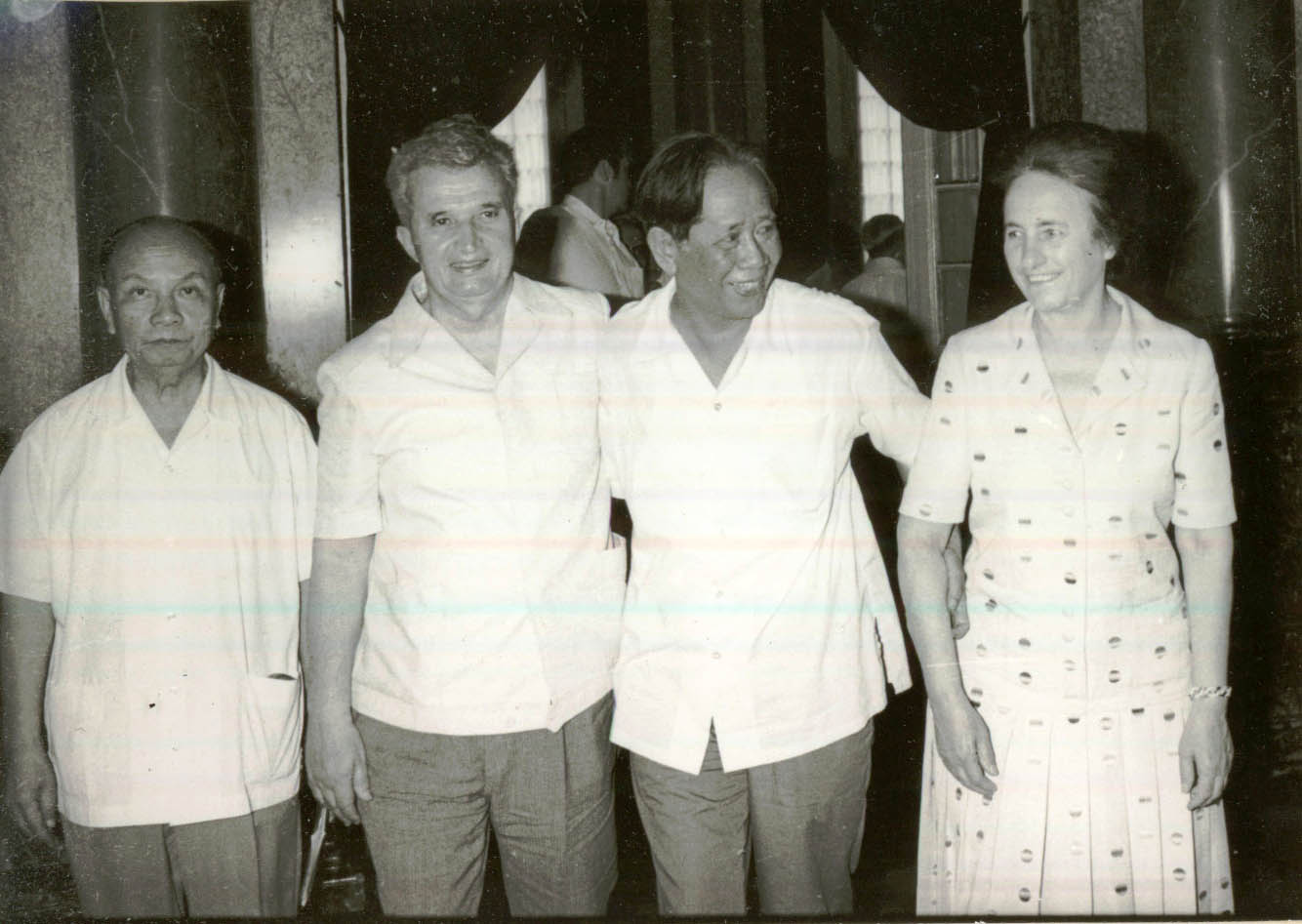
Trường Chinh et Lê Duẩn, en compagnie du président roumain Nicolae Ceaușescu et de son épouse Elena, en 1978.

Au niveau régional, le Viêt Nam s'impose comme une puissance dominante en mettant le Laos voisin, où les communistes ont également pris le pouvoir, sous son influence. Au Cambodge, au contraire, les relations avec le régime des Khmers rouges se dégradent immédiatement ; Pol Pot expulse en effet les minorités vietnamiennes et ambitionne d'annexer l'ex-Kampuchea Krom, considéré comme le berceau des Khmers. À Noël 1978, l'hostilité entre les deux pays débouche sur un conflit ouvert : le Viêt Nam envahit le Cambodge, renverse en deux semaines le régime du Kampuchéa démocratique et installe un nouveau régime communiste, la république populaire du Kampuchéa. L'Asie du Sud-Est devient ainsi un front de la rivalité sino-soviétique, le Viêt Nam étant soutenu par l'URSS et les Khmers rouges par la Chine. Quelques semaines plus tard, la Chine attaque le territoire vietnamien en représailles pour son invasion du Cambodge ; le conflit avec la Chine ne dure que quelques semaines et s'achève par le retrait des troupes chinoises, chacun des deux camps revendiquant la victoire. De leur côté, les Khmers rouges, la droite cambodgienne et les partisans de Sihanouk reprennent le combat contre les troupes d'occupation vietnamiennes ; le Viêt Nam, en sus de ses graves difficultés économiques, se trouve pris dans un conflit cambodgien coûteux, qui lui vaut de surcroît l'isolement international,.
Le Viêt Nam suit, durant une décennie, une ligne communiste rigide, sous l'influence de Lê Duẩn, secrétaire général du PCV, et des autres « idéologues » comme Lê Đức Thọ et Trường Chinh. Le camp conservateur tient les rênes du pouvoir au détriment des « pragmatiques » plus modérés, comme le premier ministre Phạm Văn Đồng ou le général Võ Nguyên Giáp. En 1982, lors du 5e congrès du Parti, la ligne orthodoxe est renforcée et plusieurs modérés, parmi lesquels Giáp et l'ancien dirigeant du FNL Nguyễn Văn Linh, sont écartés du bureau politique.
La situation économique du Viêt Nam, en partie à cause du fardeau du conflit cambodgien, demeure très préoccupante, le soutien de l'URSS ne suffisant pas à combler les manques. Déjà ravagé par la guerre, le Viêt Nam est gravement handicapé dans ses efforts de reconstruction par l'embargo commercial que lui imposent les États-Unis après la chute de Saïgon : le gouvernement américain s'oppose également à ce que le Viêt Nam bénéficie des aides du FMI, de la Banque asiatique de développement ou de la Banque mondiale. L'invasion du Cambodge conduit d'autres pays à soutenir la politique de rétorsions américaine. Et bien sûr il refuse d'honorer sa promesse de dédommager le Viet-nam ne serait-ce qu'en partie de ses nombreuses blessures de guerre, de l'agent orange qui ravageait encore le pays : une somme de trois milliards deux-cent cinquante millions de dollars avait été fixée par Washington en janvier 1973 et acceptée par Hanoï ; bien loin des cent-cinquante milliards dépensés par les Américains dans cette guerre.
La combinaison des sanctions internationales et de la mauvaise politique économique du gouvernement vietnamien a des conséquences désastreuses sur le pays, qui doit affronter des situations de famine. En 1980, le Viêt Nam est l'un des pays les plus pauvres de la planète. En 1985-1986, il connaît une période de récession, notamment en raison d'une réforme monétaire malheureuse qui entraîne une très forte inflation, suscitant désordre économique et mécontentement social. La dette extérieure du Viêt Nam est de 1,9 milliard de dollars et son budget est en déficit permanent,.
Lê Duẩn meurt en juillet 1986 ; en décembre de la même année, le Parti communiste vietnamien tient son 6e congrès, qui marque une étape décisive dans son évolution idéologique. Phạm Văn Đồng, Lê Đức Thọ et Trường Chinh, évoquant leur grand âge, se retirent du bureau politique.
Nguyễn Văn Linh est élu secrétaire général du Parti : soutenu par les réformistes, il prône le Đổi mới (« le changement pour faire du neuf »), une ligne réformatrice qui suit de peu la perestroïka soviétique. Un ensemble de mesures sont prises pour libéraliser l'économie et, dans une certaine mesure, la vie intellectuelle. En 1987, il invite les intellectuels à s'exprimer librement. La ligne conservatrice entrave cependant la mise en œuvre de certaines directives du Đổi mới et les quelques revues apparues à la faveur du relatif vent de liberté sont vite contraintes à fermer. Les changements économiques, si leur ampleur demeure limitée, n'en sont pas moins réels : la loi sur l'agriculture de 1987 garantit aux familles le droit à l'usage des sols pour une longue durée ainsi que celui de leur cession, ce qui marque la fin de l'agriculture collectivisée et planifiée. Les investissements étrangers au Viêt Nam font l'objet de l'une des législations les plus libérales de l'Asie du Sud-Est,. L'arrêt du soutien financier soviétique contribue à pousser le Viêt Nam de se retirer du Cambodge : les dernières unités de l'Armée populaire vietnamienne évacuent le territoire cambodgien en 1989, mettant un terme à l'une des principales causes de l'isolement diplomatique du Viêt Nam. Le pays commence à bénéficier de l'aide internationale. Les réformes économiques amènent par ailleurs des Việt Kiều (membres de la diaspora vietnamienne) à revenir au pays, les autorités vietnamiennes encourageant désormais leur retour,.

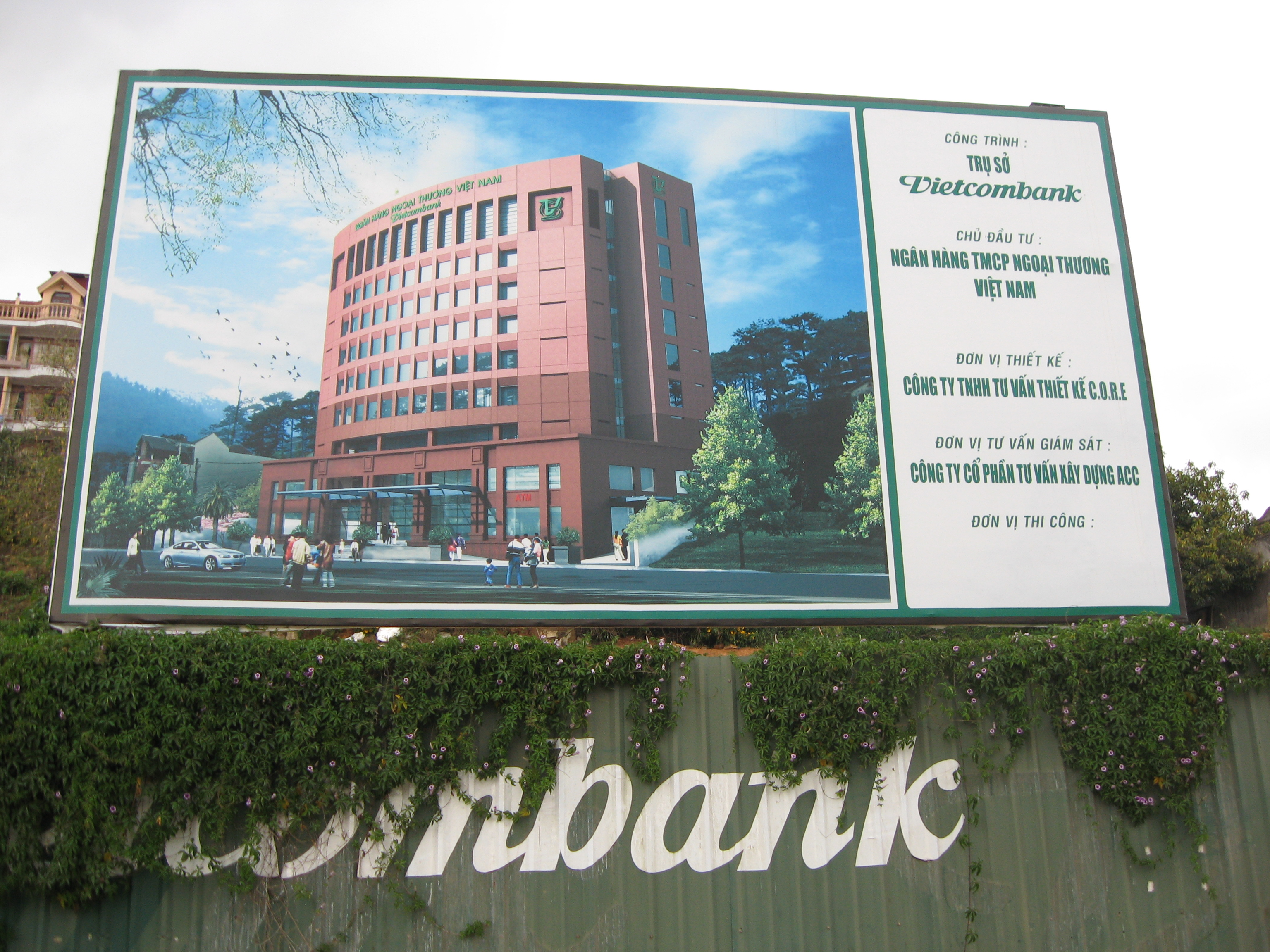
Projet de construction d'un établissement bancaire Vietcombank à Đà Lạt.

En 1988, le secteur familial privé est reconnu. Les subventions des entreprises étatiques sont supprimées et, au nom de la rentabilité, des charrettes de licenciements, qualifiés officiellement de « mises à la retraite », touchent le secteur public. La fin du bloc de l'Est et la perte d'influence de l'URSS, qui prive le Viêt Nam de son principal protecteur et renforce son isolement international, pousse le gouvernement vietnamien à faire le choix de l'ouverture.
Alors que les échanges avec l'URSS déclinent, le Viêt Nam développe ses liens économiques avec le Japon, Singapour et Hong Kong. Le 7e congrès du PCV, en juin 1991, maintient le cap sur l'efficacité et la rentabilité et le gouvernement vietnamien proclame désormais son souhait d'être « ami de tous les pays de la communauté internationale dans la lutte pour la paix, l'indépendance et le développement ». Les relations avec la Chine sont normalisées la même année. Au début des années 1990, le Viêt Nam réduit son inflation et atteint progressivement une bonne santé économique.
En 1992, une nouvelle constitution est adoptée, qui stipule que « L'État développe une économie marchande à plusieurs composantes [secteurs d'État, coopératif et privé] suivant le mécanisme de marché géré par l'État selon une orientation socialiste ». 2 000 entreprises d'État sont fermées. En avril 1992, les États-Unis autorisent les ONG américaines à intervenir au Viêt Nam ; en juillet 1993, ils mettent fin à leur veto aux transactions financières des organismes internationaux avec le Viêt Nam. Le pays devient une destination touristique appréciée. Malgré la dette de 145 milliards de dollars du Viêt Nam, le FMI reprend son assistance financière au pays. Le président Clinton lève en 1994 l'embargo commercial américain contre le Viêt Nam ; l'année suivante, le Viêt Nam et les États-Unis rétablissent leurs relations diplomatiques. Le pays rejoint également l'ASEAN. Le Viêt Nam devient le deuxième exportateur mondial de riz et réduit de manière spectaculaire son taux de pauvreté.
La libéralisation économique ne va cependant pas de pair avec l'accroissement des libertés politiques, et la nomenklatura communiste se réserve une large part des retombées financières du « miracle économique vietnamien ». La corruption demeure très présente et, dans les années 1990, 80 % des personnes emprisonnées pour « crime économique » sont des membres du Parti communiste vietnamien (PCV). Alors que le PCV, parti unique, conserve le monopole du pouvoir, l'expression publique demeure très surveillée ; les groupes religieux sont parmi les plus actifs pour réclamer davantage de liberté d'expression, la pratique religieuse connaissant un regain dans le pays. L'économie du Viêt Nam demeure par ailleurs modeste à l'échelle régionale et la crise asiatique de 1997 contribue à révéler ses fragilités. 1997 est une année de triple crise pour le Viêt Nam : outre la crise économique régionale, le pays est marqué par plusieurs scandales financiers et par le soulèvement des paysans de la province de Thái Bình, qui protestent contre la corruption et réclament une meilleure distribution des fruits de la croissance. Le Viêt Nam connaît alors une pause économique, pendant laquelle sont prises de nouvelles réformes, qui renforcent et structurent l'économie privée naissante et abolissent des monopoles d'État.
Le 9e congrès du Parti, en 2001, confirme le choix d'une « économie socialiste de marché » et de la cohabitation entre une libéralisation économique et un régime politique autoritaire. En 2007, le pays devient membre de l'OMC. Le Parti continue de contrôler la vie politique du Viêt Nam mais doit désormais se montrer attentif aux changements sociétaux d'un pays en pleine évolution.
En 2013, une nouvelle Constitution de la république socialiste du Viêt Nam est adoptée.

### Vidéographie
- 2025 : Vietnam, la naissance d’une nation, documentaire en quatre épisodes, réalisé par Lucio Mollica et Philipp Gromov.